# Cidadania (partido político)
O Cidadania é um partido político brasileiro de alinhamento entre a centro-direita e a centro-esquerda. Foi fundado e registrado em 1992 com o nome Partido Popular Socialista (PPS), a partir de uma manobra política de parte da executiva nacional do Partido Comunista - Seção Brasileira da Internacional Comunista (PCB). Em março de 2019, alterou o nome para Cidadania, oficializado pelo TSE em setembro. Em abril de 2025, o partido possuía 422.155 filiados, tendo mais membros nos estados de São Paulo, de Minas Gerais e do Paraná.
Durante sua história, o partido deu apoio aos presidentes Itamar Franco, Luiz Inácio Lula da Silva (no início) e Michel Temer. Fez oposição aos presidentes Fernando Collor, Fernando Henrique Cardoso, Lula e Dilma Rousseff. Atualmente setores do partido apoiam os governos estaduais do Acre, de Alagoas, do Ceará, do Espírito Santo, de Goiás, do Maranhão, da Paraíba, do Paraná, do Rio de Janeiro, do Rio Grande do Sul e de Roraima além de já terem sido apoiadores dos atuais governos de Minas Gerais e de Santa Catarina.
Mesmo tendo alinhamento (em votações na Câmara dos Deputados até abril de 2021) de 83% com o governo do presidente Jair Bolsonaro, em fevereiro de 2021 o Diretório Nacional aprovou um indicativo de impeachment dele.

## História

### Sob o nome "Partido Popular Socialista"
A fundação do Partido Popular Socialista (PPS), antiga nomenclatura do atual "Cidadania", ocorreu por decisão controversa de parte da executiva nacional do Partido Comunista - Seção Brasileira da Internacional Comunista (PCB) de alterar sua denominação e sigla. A maior parte dos delegados presentes no X Congresso que realizou a mudança de nome de PCB para PPS estavam ali por fruto de uma manobra política que feria os estatutos do partido. A manobra constituiu na realização de "Fóruns Socialistas" que elegeram os delegados para o referido Congresso, sendo que esses fóruns contavam com a presença de não filiados ao partido. De tal modo, a maioria existente que extinguiu o antigo PCB era composta por vários indivíduos não-fíliados, o que contrariava os seus estatutos e não constituía, portanto, em maioria de direito.
O partido foi criado frente a uma nova ordem internacional, após a queda dos antigos modelos comunistas (fim da URSS e da Guerra Fria). Abandonando o marxismo-leninismo do PCB em prol de um modelo de socialismo democrático e social-democracia. Foi mantido o mesmo código eleitoral (23) do antigo PCB, além de seu patrimônio.

O partido foi fundado e obteve registro permanente em 19 de março de 1992. Em 1992, cerca de mil militantes que formavam o grupo chamado "Movimento Nacional em Defesa do PCB" decidiram não participar do "X Congresso" que foi manipulado para destruição da sigla passando por cima do IX congresso e do Estatuto, nesse mesmo momento foi feito uma conferencia de organização e mantido o marxismo-leninismo, a sigla PCB os símbolos do Partido Comunista Brasileiro.

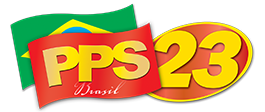
Logo do PPS, utilizado até 2019

#### Governo Lula
O PPS inicialmente fez parte do Primeiro Governo Lula, apoiando o Partido dos Trabalhadores (PT). Em 2004 no entanto, o PPS quebrou com Lula e começou a fazer parte da oposição ao PT. O PPS começou a se aproximar e a fazer alianças com partidos de centro-direita, em especial com o Partido da Social Democracia Brasileira (PSDB).

#### Governo Dilma
Mantendo a postura que adota desde 2004, permaneceu na oposição ao governo petista. Com a morte do ex-presidente e senador pelo PPS, Itamar Franco, o partido perdeu sua única cadeira no Senado. Atualmente é processado pelo PCB no STF por uso indevido de sua imagem em propagandas políticas.
Em abril de 2013 a executiva nacional do partido anunciou a fusão com Partido da Mobilização Nacional (PMN) para formar a Mobilização Democrática (MD), entretanto em junho a executiva nacional do PMN rejeitou a proposta, anulando o processo de fusão.  Em 2014, o PPS esteve envolvido noutro processo de fusão (ou incorporação), dessa vez com o Partido Socialista Brasileiro (PSB), com possibilidades de participação do Partido Humanista da Solidariedade (PHS) e do Partido Ecológico Nacional (PEN), cujas negociações foram suspensas em 2015.
O mais recente caso de um possível processo de fusão foi durante o fim de 2018, quando entrou em discussão a união com o Partido Verde (PV) e com a Rede Sustentabilidade (Rede).  Entretanto, o processo não se deu devido à discordâncias nas lideranças dos outros dois partidos.

### Sob o nome "Cidadania"

#### Governo Bolsonaro
Em meio a uma tentativa de atrair novos eleitores devido ao desgaste provocado pela crise político-econômica de 2014, o PPS decidiu, em março de 2019, mudar seu nome para "Cidadania". No dia 19 de setembro de 2019 o TSE aprovou a mudança. O Cidadania (como partido político) faz oposição ao Governo Jair Bolsonaro. No entanto, em votações mais polêmicas, como a votação recente da PEC do Voto impresso (Proposta de Emenda à Constituição 135/19), apesar da recomendação do voto: "não", apenas cerca de 60% (e não a totalidade, como era esperado) dos deputados votaram alinhados com a recomendação do partido.
Para as Eleições gerais no Brasil em 2022, o Cidadania formou uma federação partidária com o Partido da Social Democracia Brasileira (PSDB), a Federação PSDB Cidadania. Para presidente, a federação apoiou a candidatura de Simone Tebet do Movimento Democrático Brasileiro (MDB). Para o segundo turno, o Cidadania declarou apoio à Luiz Inácio Lula da Silva contra Jair Bolsonaro.
| Partido Comunista do Brasil (PCB) 1922–1961 | Partido Comunista Brasileiro (PCB) 1961–1992 | Partido Comunista Brasileiro (PCB) 1961–1992   |                                                  | Partido Popular Socialista (PPS) 1992–2019 | Partido Popular Socialista (PPS) 1992–2019        | Partido Popular Socialista (PPS) 1992–2019 | Cidadania 2019–presente |
| Partido Comunista do Brasil (PCB) 1922–1961 | Partido Comunista Brasileiro (PCB) 1961–1992 | Partido Comunista Brasileiro (PCB) 1961–1992   | Partido Comunista (PC) 1992–1993                 |                                            |                                                   |                                            |                         |
| Partido Comunista do Brasil (PCB) 1922–1961 | Partido Comunista Brasileiro (PCB) 1961–1992 | Partido Comunista Brasileiro (PCB) 1961–1992   | Partido Comunista Brasileiro (PCB) 1993–presente |                                            |                                                   |                                            |                         |
| Partido Comunista do Brasil (PCB) 1922–1961 | Liga Comunista Internacionalista (LCI)       |                                                |                                                  |                                            |                                                   |                                            |                         |
| Partido Comunista do Brasil (PCB) 1922–1961 | Partido Operário Leninista (POL)             |                                                |                                                  |                                            |                                                   |                                            |                         |
| Partido Comunista do Brasil (PCB) 1922–1961 | Partido Socialista Revolucionário (PSR)      |                                                |                                                  |                                            |                                                   |                                            |                         |
| Partido Comunista do Brasil (PCB) 1922–1961 |                                              |                                                |                                                  |                                            | Partido Comunista do Brasil (PCdoB) 1962–presente |                                            |                         |
| Partido Comunista do Brasil (PCB) 1922–1961 |                                              | Movimento Revolucionário Oito de Outubro (MR8) |                                                  | Partido Pátria Livre (PPL) 2009–2019       |                                                   |                                            |                         |

## Ideologia
O PPS se considerava, em seu estatuto, como um partido socialista, e em discursos, como uma terceira via. Entretanto, as recentes alianças com partidos tradicionalmente de centro e de direita, como DEM,  PTB e PSDB, tanto na esfera federal quanto em governos estaduais e municipais, e afastamento de outros partidos oposicionistas de esquerda como o PSOL e o PSTU, despertam críticas de jornalistas e analistas políticos sobre a real posição do partido no espectro político, sendo muitas vezes considerado "linha auxiliar" dos tucanos.O partido é oficialmente a favor do parlamentarismo.
Roberto Freire, figura influente na sigla e presidente do partido por mais de 30 anos, é amigo de José Serra desde os tempos de liderança estudantil. Ainda em 2005, o então Ministro da Integração Nacional pelo PPS, Ciro Gomes, fez duras críticas às políticas de Roberto Freire, reforçando a ideia de que o mesmo queria transformar o partido em uma "linha auxiliar de José Serra e do PSDB".
O ex-deputado Raul Jungmann mostrou ter divergências sobre os rumos do partido, afirmando que "(...) infelizmente o PPS tem se posicionado como aliado do PSDB, sem nenhuma reciprocidade por parte desse. Estes interesses dos aliados são legítimos, mas cabe a nós a organização enquanto partido, e não como linha auxiliar". Porém, após o anúncio de sua pré-candidatura para a Prefeitura de São Paulo em 2012, Soninha Francine reiterou que "o PPS insiste na tese da construção de uma terceira via, fora da polarização PT × PSDB", e citou o histórico do PPS em apoiar candidatos como Luiz Inácio Lula da Silva e Luiza Erundina.
Desde 2004, o ex-PPS não mais participa do "Foro de São Paulo" por discordar e divergir dos seus participantes que chegaram ao poder em países como Bolívia, Venezuela, Equador, Colômbia, Argentina, Cuba e o próprio Brasil. O partido estava na oposição ao governo Dilma Roussef, apoiando movimentos como a "Marcha Pela Liberdade", uma iniciativa da direita liberal que pedia pelo impeachment da então presidente brasileira.
Também na oposição do governo Dilma, o Partido Comunista Brasileiro emitiu nota em repúdio ao PPS, distanciando-se do partido ao classificá-los como uma sigla pertencente à direita política. Conforme a publicação do PCB, no ano de 1992 os atuais líderes do PPS empreenderam ação liquidacionista contra o Partido Comunista Brasileiro no contexto da crise mundial do socialismo e da queda da União Soviética e do Leste Europeu. Estes líderes então teriam organizado "um congresso fajuto, com a participação de delegados não pertencentes aos quadros do PCB e decidiram pela criação de um novo partido chamado PPS".
Após mudar o nome para 'Cidadania' em 2017, o partido abandonou o socialismo democrático e os ideais anticapitalistas e iniciou a defesa pelo liberalismo econômico, apesar de ainda ter mantido o caráter progressista.

A Fundação Astrojildo Pereira (FAP) é uma entidade vinculada ao Cidadania, dedicada à formação política, produção intelectual e promoção do debate democrático. Seu nome homenageia o jornalista e militante Astrojildo Pereira, um dos fundadores do Partido Comunista Brasileiro.  Atua como centro de estudos e pesquisa, desenvolvendo atividades como cursos, seminários, publicações de livros e revistas, e apoio a projetos culturais e educativos. Em Brasilia aFAP mantém a Biblioteca Salomão Malina, um centro público de consulta e empréstimo de obras.
| Deputados federais atuais (5) | Deputados federais atuais (5)          | Deputados federais atuais (5) |
| UF | Deputados e Legislaturas               | Imagem                        |
| --- | -------------------------------------- | ----------------------------- |
| AM | Amom Mandel 57ª                        | Amon Mendel                   |
| RS | Any Ortiz 57ª                          | Any Ortiz                     |
| SP | Alex Manente 55ª, 56ª, 57ª             | Alex Manente                  |
| SP | Arnaldo Jardim 53ª, 54ª, 55ª, 56ª, 57ª | Arnaldo Jardim                |
| Observações: Em 2022, o então Cidadania elegeu 5 deputados federais. Em 2024 Carmen Zanotto renunciou ao cargo para tomar posse como prefeita de Lages. |                                        |                               |

| Deputados estaduais atuais (15) | Deputados estaduais atuais (15) | Deputados estaduais atuais (15) | Deputados estaduais atuais (15) | Deputados estaduais atuais (15) |
| UF | Deputado(a)                     | UF                              | Deputado(a)                     |                                 |
| --- | ------------------------------- | ------------------------------- | ------------------------------- | ------------------------------- |
| AP | Telma Nery*                     | RR                              | Marcelo Cabral                  |                                 |
| CE | Luana Ribeiro                   | SP                              | Rafa Zimbaldi*²                 |                                 |
| DF | Paula Belmonte                  | SP                              | Ana Carolina Serra              |                                 |
| MG | Raul Belém                      | SP                              | Dirceu Dalben*²                 |                                 |
| MG | João Vítor Xavier*³             | SE                              | Georgeo Passos*²                |                                 |
| MG | João Bosco                      | SE                              | Samuel Carvalho*²               |                                 |
| MT | Faissal Calil                   | TO                              | Eduardo do Dertins⁴             |                                 |
| PR | Douglas Fabrício⁴               |                                 |                                 |                                 |
| Observações: Nomes marcados com o símbolo * foram eleitos em 2018 por outros partidos. Nomes marcados com o símbolo + são suplentes em exercício ou efetivados. Os números (a partir de 2) indicam a quantidade de mandatos exercidos no cargo. |                                 |                                 |                                 |                                 |

| Edição         | Data                               | Local          |
| -------------- | ---------------------------------- | -------------- |
| X              | janeiro de 1992                    | São Paulo      |
| XI             | maio de 1996                       | Rio de Janeiro |
| XII            | abril de 1998                      | Brasília       |
| XIII           | março de 2002                      | Niterói        |
| XIV            | março de 2004                      | São Paulo      |
| XV             | março de 2006                      | Belo Horizonte |
| XVI            | julho de 2009                      | Rio de Janeiro |
| XVII           | dezembro de 2011                   | São Paulo      |
| XVIII          | dezembro de 2013                   | São Paulo      |
| XIX            | março de 2018                      | São Paulo      |
| Extraordinária | março de 2019                      | Brasília       |
| Extraordinária | outubro de 2019                    | Brasília       |
| indefinida     | etapas municipais em julho de 2021 | indefinido     |

| Data      | Filiados | Crescimento anual | Crescimento anual |
| --------- | -------- | ----------------- | ----------------- |
| dez./2006 | 405.010  | —                 | —                 |
| dez./2007 | 409.766  | 4.756             | +1%               |
| dez./2008 | 407.634  | 2.132             | -0,5%             |
| dez./2009 | 385.479  | 22.155            | -6%               |
| dez./2010 | 445.185  | 59.706            | +15%              |
| dez./2011 | 465.300  | 20.115            | +4,5%             |
| dez./2012 | 467.352  | 2.052             | +0,4%             |
| dez./2013 | 465.310  | 2.042             | -0,4%             |
| dez./2014 | 463.275  | 2.035             | -0,4%             |
| dez./2015 | 465.134  | 1.859             | +0,4%             |
| dez./2016 | 482.415  | 17.281            | +4%               |
| dez./2017 | 480.977  | 1.438             | -0,2%             |
| dez./2018 | 480.748  | 229               | -0,0%             |
| dez./2019 | 441.772  | 38.976            | -9%               |
| dez./2020 | 461.902  | 20.130            | +4,5%             |
| dez./2021 | 453.560  | 8.342             | -1,8%             |
| dez./2022 | 444.464  | 9.096             | -2%               |
| dez./2023 | 431.846  | 12.618            | -2,8%             |
| dez./2024 | 423.859  | 7.987             | −1,84%            |

## Desempenho eleitoral

### Eleições municipais
| Eleição | Mandatos    | %    | ±   |
| ------- | ----------- | ---- | --- |
| 1992    | 1 / 4 762   | 0,0  | 1   |
| 1996    | 32 / 5 351  | 0,6  | 31  |
| 2000    | 166 / 5 507 | 3,0  | 134 |
| 2004    | 306 / 5 560 | 5,6  | 140 |
| 2008    | 130 / 5 565 | 2,4  | 176 |
| 2012    | 125 / 5 565 | 2,2  | 5   |
| 2016    | 123 / 5 568 | 2,2  | 2   |
| 2020    | 140 / 5 568 | 2,51 | 17  |

| Eleição | Mandatos       | %   | ±     |
| ------- | -------------- | --- | ----- |
| 1992    | sem dados      | ?   | ?     |
| 1996    | 490 / 60 277   | 0,8 | ?     |
| 2000    | 2 563 / 60 277 | 4,2 | 2 073 |
| 2004    | 2 817 / 51 819 | 5,4 | 254   |
| 2008    | 2 146 / 51 919 | 4,1 | 671   |
| 2012    | 1 864 / 57 434 | 3,2 | 282   |
| 2016    | 1 670 / 57 941 | 2,8 | 194   |
| 2020    | 1 573 / 56 810 | 2,7 | 97    |

### Eleições estaduais
De 1994 a 2018, o Cidadania apoiou oficialmente 175 candidaturas a governadores no primeiro turno. Dessas 175 candidaturas, 45 eram do PSDB, 25 do MDB, 20 do próprio Cidadania, 17 do PT, 16 do PSB, 13 do PDT e 10 do DEM. Foram 64 vitórias no total, sendo 23 por candidaturas do PSDB e 12 do MDB. Foram eleitos governadores pelo Cidadania Blairo Maggi (MT, dois mandatos), Ivo Cassol (RO) e  Eduardo Braga (AM). O Cidadania também ajudou a eleger 75 mandatos de senadores, 38 deles eleitos pelo PSDB, MDB e DEM, e apenas 6 pelo próprio partido.
| Eleição | Mandatos | %     | ±  |
| ------- | -------- | ----- | -- |
| 1994    | 0 / 27   | 0,00  | 0  |
| 1994    | 5 / 27   | 18,51 | 5  |
| 1998    | 0 / 27   | 0,00  | 0  |
| 1998    | 10 / 27  | 37,03 | 5  |
| 2002    | 3 / 27   | 11,11 | 3  |
| 2002    | 1 / 27   | 3,70  | 9  |
| 2006    | 2 / 27   | 7,40  | 1  |
| 2006    | 13 / 27  | 48,14 | 12 |
| 2010    | 0 / 27   | 0,00  | 2  |
| 2010    | 11 / 27  | 40,74 | 2  |
| 2014    | 0 / 27   | 0,00  | 0  |
| 2014    | 10 / 27  | 37,03 | 1  |
| 2018    | 0 / 27   | 0,00  | 0  |
| 2018    | 9 / 27   | 33,33 | 1  |
| 2022    | 0 / 27   | 0,00  | 0  |
| 2022    | 11 / 27  | 40,74 | 2  |

| Eleição | Mandatos | %     | ± |
| ------- | -------- | ----- | - |
| 1994    | 1 / 54   | 1,85  | 1 |
| 1994    | 7 / 54   | 12,96 | 7 |
| 1998    | 0 / 27   | 0,00  | 1 |
| 1998    | 8 / 27   | 29,62 | 1 |
| 2002    | 1 / 54   | 1,85  | 1 |
| 2002    | 6 / 54   | 11,11 | 2 |
| 2006    | 1 / 27   | 3,70  | 0 |
| 2006    | 9 / 27   | 33,33 | 3 |
| 2010    | 1 / 54   | 1,85  | 0 |
| 2010    | 17 / 54  | 31,48 | 8 |
| 2014    | 0 / 27   | 0,00  | 1 |
| 2014    | 8 / 27   | 29,62 | 9 |
| 2018    | 2 / 54   | 3,70  | 2 |
| 2018    | 14 / 54  | 25,92 | 6 |
| 2022    | 0 / 27   | 0,00  | 2 |
| 2022    | 8 / 27   | 29,63 | 6 |

| Eleição | Mandatos  | %     | ±  |
| ------- | --------- | ----- | -- |
| 1994    | 2 / 513   | 0,38  | 2  |
| 1994    | 85 / 513  | 16,56 | 85 |
| 1998    | 3 / 513   | 0,58  | 1  |
| 1998    | 92 / 513  | 17,93 | 7  |
| 2002    | 15 / 513  | 2,92  | 12 |
| 2002    | 46 / 513  | 8,96  | 46 |
| 2006    | 22 / 513  | 4,28  | 7  |
| 2006    | 77 / 513  | 15,00 | 31 |
| 2010    | 12 / 513  | 2,33  | 10 |
| 2010    | 126 / 513 | 24,56 | 49 |
| 2014    | 10 / 513  | 1,94  | 2  |
| 2014    | 126 / 513 | 24,56 | 0  |
| 2018    | 8 / 513   | 1,55  | 2  |
| 2018    | 73 / 513  | 14,23 | 53 |

| Eleição | Mandatos    | %     | ±   |
| ------- | ----------- | ----- | --- |
| 1994    | 3 / 1 059   | 0,28  | 3   |
| 1994    | 171 / 1 059 | 16,14 | 171 |
| 1998    | 21 / 1 059  | 1,98  | 18  |
| 1998    | 123 / 1 059 | 11,61 | 48  |
| 2002    | 41 / 1 059  | 3,87  | 20  |
| 2002    | 55 / 1 059  | 5,19  | 68  |
| 2006    | 38 / 1 059  | 3,58  | 3   |
| 2006    | 63 / 1 059  | 5,94  | 8   |
| 2010    | 36 / 1 059  | 3,39  | 2   |
| 2010    | 70 / 1 059  | 6,61  | 7   |
| 2014    | 22 / 1 059  | 2,07  | 14  |
| 2014    | 110 / 1 059 | 10,38 | 40  |
| 2018    | 21 / 1 024  | 2,05  | 1   |
| 2018    | 67 / 1 024  | 6,54  | 43  |

| Participação e desempenho do PPS nas eleições estaduais de 2018 |                                         |                                                 | |                                                         |                                                                         |
| Candidatos majoritários eleitos (10 governadores e 16 senadores). Em negrito estão os candidatos filiados ao PPS durante a eleição. Os cargos obtidos na Câmara Federal e nas Assembleias Legislativas são referentes às coligações proporcionais que o PPS compôs. Tais coligações não são necessariamente iguais às coligações majoritárias e geralmente são menores. Não estão listados os futuros suplentes empossados. \| UF \| Candidatos(as) a Governador(a) e a Vice \| Candidatos(as) a Senadores(as) \| Coligação majoritária (governo e senado) \| Deputados(as) federais eleitos(as) — 81 \| Deputados(as) estaduais eleitos(as) — 88 \| \| -- \| --------------------------------------- \| ----------------------------------------------- \| ------------------------------------------------------------------------------------------------------------ \| ------------------------------------------------------- \| ----------------------------------------------------------------------- \| \| AC \| Gladson Cameli (PP) \| Sérgio Petecão (PSD) \| PPS / PP / PSDB / PSD / MDB / PMN / PR / PSD / PTB / PTC / SD \| 2 MDB, 1 PSDB, 1 DEM, 1 SD \| 3 PP, 1 PR \| \| AC \| Major Rocha (PSDB) \| Márcio Bittar (MDB) \| PPS / PP / PSDB / PSD / MDB / PMN / PR / PSD / PTB / PTC / SD \| 2 MDB, 1 PSDB, 1 DEM, 1 SD \| 3 PP, 1 PR \| \| AL \| Renan Filho (MDB) \| Renan Calheiros (MDB) \| PPS / MDB / PR / Avante / DC / PCdoB / PDT / PHS / PMN / PODE / PRP / PRTB / PSD / PT / PTB / PV / SD \| 1 PSD, 1 PR, 1 PTB, 1 MDB, 1 PT \| Marcos Barbosa (PPS) + 4 PRTB \| \| AL \| Luciano Barbosa (MDB) \| Maurício Quintella Lessa (PR) \| PPS / MDB / PR / Avante / DC / PCdoB / PDT / PHS / PMN / PODE / PRP / PRTB / PSD / PT / PTB / PV / SD \| 1 PSD, 1 PR, 1 PTB, 1 MDB, 1 PT \| Marcos Barbosa (PPS) + 4 PRTB \| \| AM \| Amazonino Mendes (PDT) \| Hissa Abrahão (PDT) \| PPS / PDT / PP / PR / Avante / PHS / PPL / PRP / PSL / PTB / PV / SD \| ninguém \| Saullo Vianna (PPS) \| \| AM \| Rebeca Garcia (PP) \| Alfredo Nascimento (PR) \| PPS / PDT / PP / PR / Avante / PHS / PPL / PRP / PSL / PTB / PV / SD \| ninguém \| Saullo Vianna (PPS) \| \| AP \| apoio informal a Waldez Góes (PDT)[89] \| Jorge Amanajás (PPS) apoiado por PHS / PR / PSL \| PDT / PROS / DC / MDB / PCdoB / PMB / PRB / PRP / PTB \| 1 PR \| ninguém \| \| AP \| apoio informal a Jaime Nunes (PROS)[89] \| Jorge Amanajás (PPS) apoiado por PHS / PR / PSL \| PDT / PROS / DC / MDB / PCdoB / PMB / PRB / PRP / PTB \| 1 PR \| ninguém \| \| BA \| apoio informal a José Ronaldo (DEM)[90] \| apoio informal a Irmão Lázaro (PSC) \| DEM / PSDB / PSC / PPL / PRB / PTB / PV / SD \| ninguém \| ninguém \| \| BA \| apoio informal a Dra. Mônica (PSDB)[90] \| apoio informal a Jutahy Magalhães Júnior (PSDB) \| DEM / PSDB / PSC / PPL / PRB / PTB / PV / SD \| ninguém \| ninguém \| \| CE \| Camilo Santana (PT) \| Cid Gomes (PDT) \| PPS / PT / PDT / DEM / Patriota / PCdoB / PMB / PMN / PP / PPL / PR / PRP / PRTB / PSB / PTB / PV \| 1 Patriota \| Julinho (PPS) \| \| CE \| Izolda Cela (PDT) \| Cid Gomes (PDT) \| PPS / PT / PDT / DEM / Patriota / PCdoB / PMB / PMN / PP / PPL / PR / PRP / PRTB / PSB / PTB / PV \| 1 Patriota \| Julinho (PPS) \| \| DF \| Rogério Rosso (PSD) \| Cristovam Buarque (PPS) \| PPS / PSD / PRB / SD / PODE / PSC \| Paula Belmonte (PPS) + 1 PRB \| ninguém \| \| DF \| Egmar Tavares (PRB) \| Fernando Marques (SD) \| PPS / PSD / PRB / SD / PODE / PSC \| Paula Belmonte (PPS) + 1 PRB \| ninguém \| \| ES \| Renato Casagrande (PSB) \| Marcos do Val (PPS) \| PPS / PSB / PSDB / DEM / PSC / PCdoB / PV / DC / SD / PP / Avante / PTC / PDT / PPL / PRP / PSD / PHS / PROS \| Josias da Vitória (PPS) + 1 PP \| Fabrício Gandini (PPS) + 1 Avante \| \| ES \| Jacqueline Moraes (PSB) \| Ricardo Ferraço (PSDB) \| PPS / PSB / PSDB / DEM / PSC / PCdoB / PV / DC / SD / PP / Avante / PTC / PDT / PPL / PRP / PSD / PHS / PROS \| Josias da Vitória (PPS) + 1 PP \| Fabrício Gandini (PPS) + 1 Avante \| \| GO \| José Eliton (PSDB) \| Vanderlan Cardoso (PP) \| PPS / PSDB / PTB / PSB / PSD / SD / PV / NOVO / Patriota / Avante / REDE \| 1 PSD, 1 PR, 1 SD, 1 PSB, 1 PSDB \| Virmondes Cruvinel (PPS) + 6 PSDB, 1 PSB \| \| GO \| Raquel Teixeira (PSDB) \| Marconi Perillo (PSDB) \| PPS / PSDB / PTB / PSB / PSD / SD / PV / NOVO / Patriota / Avante / REDE \| 1 PSD, 1 PR, 1 SD, 1 PSB, 1 PSDB \| Virmondes Cruvinel (PPS) + 6 PSDB, 1 PSB \| \| MA \| Flávio Dino (PCdoB) \| Weverton Rocha (PDT) \| PPS / PCdoB / PDT / PT / PSB / Avante / PTB / PROS / PRB / PR / DEM / PP / Patriota / PTC / SD / PPL \| 2 PCdoB, 1 PTB, 1 PRB, 1 PSB, 1 DEM \| 1 PTB, 1 PROS \| \| MA \| Carlos Brandão (PRB) \| Eliziane Gama (PPS) \| PPS / PCdoB / PDT / PT / PSB / Avante / PTB / PROS / PRB / PR / DEM / PP / Patriota / PTC / SD / PPL \| 2 PCdoB, 1 PTB, 1 PRB, 1 PSB, 1 DEM \| 1 PTB, 1 PROS \| \| MG \| Antonio Anastasia (PSDB) \| Rodrigo Pacheco (DEM) \| PPS / PSDB / PSD / DEM / SD / PTB / PMN / PSC / PP / PTC / Patriota / PMB \| 5 PSDB, 3 PSD, 2 PP, 1 DEM, 1 SD \| Cleitinho Azevedo (PPS) + 7 PSDB, 4 PSD, 1 DEM, 1 PP \| \| MG \| Marcos Montes (PSD) \| Dinis Pinheiro (SD) \| PPS / PSDB / PSD / DEM / SD / PTB / PMN / PSC / PP / PTC / Patriota / PMB \| 5 PSDB, 3 PSD, 2 PP, 1 DEM, 1 SD \| Cleitinho Azevedo (PPS) + 7 PSDB, 4 PSD, 1 DEM, 1 PP \| \| MS \| Reinaldo Azambuja (PSDB) \| Nelsinho Trad (PTB) \| PPS / PSDB / DEM / PTB / PP / PMB / PSB / PSD / PSL / PROS / PMN / Avante / SD / Patriota \| 2 PSL \| 2 PSL, 2 PP, 2 SD, 1 PTB \| \| MS \| Murilo Zauith (DEM) \| Marcelo Miglioli (PSDB) \| PPS / PSDB / DEM / PTB / PP / PMB / PSB / PSD / PSL / PROS / PMN / Avante / SD / Patriota \| 2 PSL \| 2 PSL, 2 PP, 2 SD, 1 PTB \| \| MT \| Pedro Taques (PSDB) \| Selma Arruda (PSL) \| PPS / PSDB / PSL / PSB / DC / PRTB / Avante / Patriota / SD \| 1 SD \| 2 PSB \| \| MT \| Rui Prado (PSDB) \| Nilson Leitão (PSDB) \| PPS / PSDB / PSL / PSB / DC / PRTB / Avante / Patriota / SD \| 1 SD \| 2 PSB \| \| PA \| Márcio Miranda (DEM) \| Flexa Ribeiro (PSDB) \| PPS / DEM / PSDB / PSB / PDT / SD / PRTB / PMN / PRP \| 2 PSDB, 2 DEM, 1 PSB \| Thiago Araújo (PPS) + 1 PMN \| \| PA \| José Megale (PSDB) \| Sidney Rosa (PSB) \| PPS / DEM / PSDB / PSB / PDT / SD / PRTB / PMN / PRP \| 2 PSDB, 2 DEM, 1 PSB \| Thiago Araújo (PPS) + 1 PMN \| \| PB \| João Azevêdo (PSB) \| Veneziano Vital (PSB) \| PPS / PSB / PDT / PT / DEM / PR / PTB / PRP / PODE / PRB / PCdoB / PMN / REDE / Avante / PROS \| ninguém \| Bosco Carneiro (PPS), Érico Djan (PPS) + 1 REDE \| \| PB \| Lígia Feliciano (PDT) \| Luiz Couto (PT) \| PPS / PSB / PDT / PT / DEM / PR / PTB / PRP / PODE / PRB / PCdoB / PMN / REDE / Avante / PROS \| ninguém \| Bosco Carneiro (PPS), Érico Djan (PPS) + 1 REDE \| \| PE \| Armando Monteiro (PTB) \| Mendonça Filho (DEM) \| PPS / PTB / PSC / PSDB / DEM / PRB / PR / PODE / PSD / PSL / PHS / DC / PMB \| Daniel Coelho (PPS) + 2 PRB, 1 PODE, 1 DEM, 1 PSC \| ninguém \| \| PE \| Fred Ferreira (PSC) \| Bruno Araújo (PSDB) \| PPS / PTB / PSC / PSDB / DEM / PRB / PR / PODE / PSD / PSL / PHS / DC / PMB \| Daniel Coelho (PPS) + 2 PRB, 1 PODE, 1 DEM, 1 PSC \| ninguém \| \| PI \| Elmano Férrer (PODE) \| ninguém \| PPS / PODE / PV / PRP / PHS / Avante / Patriota / REDE / PMB \| ninguém \| Oliveira Neto (PPS) + 1 PV \| \| PI \| Luiz Ayrton Júnior (PV) \| ninguém \| PPS / PODE / PV / PRP / PHS / Avante / Patriota / REDE / PMB \| ninguém \| Oliveira Neto (PPS) + 1 PV \| \| PR \| Ratinho Júnior (PSD) \| Oriovisto Guimarães (PODE) \| PPS / PSD / PODE / PSC / PRB / PR / PV / PHS / Avante \| Rubens Bueno (PPS) + 4 PSD, 3 PR, 1 PSC, 1 PODE \| Cristina Silvestri (PPS), Douglas Fabrício (PPS), Tercílio Turini (PPS) \| \| PR \| Darci Piana (PSD) \| Oriovisto Guimarães (PODE) \| PPS / PSD / PODE / PSC / PRB / PR / PV / PHS / Avante \| Rubens Bueno (PPS) + 4 PSD, 3 PR, 1 PSC, 1 PODE \| Cristina Silvestri (PPS), Douglas Fabrício (PPS), Tercílio Turini (PPS) \| \| RJ \| Eduardo Paes (DEM) \| Cesar Maia (DEM) \| PPS / DEM / PSDB / PP / PTB / MDB / SD / PV / DC / PHS / Avante / PMN \| Marcelo Calero (PPS) + 1 SD \| Welberth Rezende (PPS) + 2 PSDB \| \| RJ \| Comte Bittencourt (PPS) \| Aspásia Camargo (PSDB) \| PPS / DEM / PSDB / PP / PTB / MDB / SD / PV / DC / PHS / Avante / PMN \| Marcelo Calero (PPS) + 1 SD \| Welberth Rezende (PPS) + 2 PSDB \| \| RN \| Robinson Faria (PSD) \| Geraldo Melo (PSDB) \| PPS / PSD / PRB / PSDB / PRB / PMB / PTC / PSB / PRP / Avante / PROS \| 1 PTC, 1 PR, 1 PSB, 1 PSD \| 2 PTC \| \| RN \| Tião Couto (PRB) \| Geraldo Melo (PSDB) \| PPS / PSD / PRB / PSDB / PRB / PMB / PTC / PSB / PRP / Avante / PROS \| 1 PTC, 1 PR, 1 PSB, 1 PSD \| 2 PTC \| \| RO \| Vinicius Miguel (REDE) \| Aluízio Vidal Flor (REDE) \| PPS / REDE / PRP \| ninguém \| ninguém \| \| RO \| Jayme Gilmar Kalb (PPS) \| João Bosco Costa (PPS) \| PPS / REDE / PRP \| ninguém \| ninguém \| \| RR \| Anchieta Júnior (PSDB) \| Chico Rodrigues (DEM) \| PPS / PSDB / DEM / MDB / PSD / SD / DC \| ninguém \| Lenir Rodrigues (PPS) \| \| RR \| Abel Galinha (DEM) \| Romero Jucá (MDB) \| PPS / PSDB / DEM / MDB / PSD / SD / DC \| ninguém \| Lenir Rodrigues (PPS) \| \| RS \| Eduardo Leite (PSDB) \| Luis Carlos Heinze (PP) \| PPS / PSDB / PTB / PP / PRB / PHS / REDE \| ninguém \| Any Ortiz (PPS) + 4 PSDB \| \| RS \| Ranolfo Vieira Júnior (PTB) \| Mário Bernd (PPS) \| PPS / PSDB / PTB / PP / PRB / PHS / REDE \| ninguém \| Any Ortiz (PPS) + 4 PSDB \| \| SC \| Mauro Mariani (MDB) \| Jorginho Mello (PR) \| PPS / MDB / PSDB / PR / DC / Avante / PTB / PRTB / PTC \| Carmen Zanotto (PPS) + 1 PSDB \| 3 PR \| \| SC \| Napoleão Bernardes (PSDB) \| Paulo Bauer (PSDB) \| PPS / MDB / PSDB / PR / DC / Avante / PTB / PRTB / PTC \| Carmen Zanotto (PPS) + 1 PSDB \| 3 PR \| \| SE \| Eduardo Amorim (PSDB) \| André Moura (PSC) \| PPS / PSDB / PRB / PSC / PR / SD / PTC \| 1 SD, 1 PR, 1 PSC \| Dilson de Agripino (PPS), Samuel Carvalho (PPS) \| \| SE \| Ivan Leite (PRB) \| Pastor Heleno (PRB) \| PPS / PSDB / PRB / PSC / PR / SD / PTC \| 1 SD, 1 PR, 1 PSC \| Dilson de Agripino (PPS), Samuel Carvalho (PPS) \| \| SP \| Márcio França (PSB) \| Maurren Maggi (PSB) \| PPS / PSB / PR / PSC / PTB / PV / PODE / Patriota / PHS / PPL / PRP / PMB / PROS / SD / Avante \| Alex Manente (PPS), Arnaldo Jardim (PPS) + 4 PSB, 1 PSC \| Roberto Morais (PPS), Fernando Cury (PPS) + 8 PSB, 2 PTB, 1 PV \| \| SP \| Eliane Nikoluk (PR) \| Mário Covas Neto (PODE) \| PPS / PSB / PR / PSC / PTB / PV / PODE / Patriota / PHS / PPL / PRP / PMB / PROS / SD / Avante \| Alex Manente (PPS), Arnaldo Jardim (PPS) + 4 PSB, 1 PSC \| Roberto Morais (PPS), Fernando Cury (PPS) + 8 PSB, 2 PTB, 1 PV \| \| TO \| ninguém \| ninguém \| nenhuma \| ninguém \| Eduardo do Dertins (PPS) + 1 PPL \| |                                         |                                                 | |                                                         |                                                                         |
| UF | Candidatos(as) a Governador(a) e a Vice | Candidatos(as) a Senadores(as)                  | Coligação majoritária (governo e senado)                                                                     | Deputados(as) federais eleitos(as) — 81                 | Deputados(as) estaduais eleitos(as) — 88                                |
| AC | Gladson Cameli (PP)                     | Sérgio Petecão (PSD)                            | PPS / PP / PSDB / PSD / MDB / PMN / PR / PSD / PTB / PTC / SD                                                | 2 MDB, 1 PSDB, 1 DEM, 1 SD                              | 3 PP, 1 PR                                                              |
| AC | Major Rocha (PSDB)                      | Márcio Bittar (MDB)                             | PPS / PP / PSDB / PSD / MDB / PMN / PR / PSD / PTB / PTC / SD                                                | 2 MDB, 1 PSDB, 1 DEM, 1 SD                              | 3 PP, 1 PR                                                              |
| AL | Renan Filho (MDB)                       | Renan Calheiros (MDB)                           | PPS / MDB / PR / Avante / DC / PCdoB / PDT / PHS / PMN / PODE / PRP / PRTB / PSD / PT / PTB / PV / SD        | 1 PSD, 1 PR, 1 PTB, 1 MDB, 1 PT                         | Marcos Barbosa (PPS) + 4 PRTB                                           |
| AL | Luciano Barbosa (MDB)                   | Maurício Quintella Lessa (PR)                   | PPS / MDB / PR / Avante / DC / PCdoB / PDT / PHS / PMN / PODE / PRP / PRTB / PSD / PT / PTB / PV / SD        | 1 PSD, 1 PR, 1 PTB, 1 MDB, 1 PT                         | Marcos Barbosa (PPS) + 4 PRTB                                           |
| AM | Amazonino Mendes (PDT)                  | Hissa Abrahão (PDT)                             | PPS / PDT / PP / PR / Avante / PHS / PPL / PRP / PSL / PTB / PV / SD                                         | ninguém                                                 | Saullo Vianna (PPS)                                                     |
| AM | Rebeca Garcia (PP)                      | Alfredo Nascimento (PR)                         | PPS / PDT / PP / PR / Avante / PHS / PPL / PRP / PSL / PTB / PV / SD                                         | ninguém                                                 | Saullo Vianna (PPS)                                                     |
| AP | apoio informal a Waldez Góes (PDT)      | Jorge Amanajás (PPS) apoiado por PHS / PR / PSL | PDT / PROS / DC / MDB / PCdoB / PMB / PRB / PRP / PTB                                                        | 1 PR                                                    | ninguém                                                                 |
| AP | apoio informal a Jaime Nunes (PROS)     | Jorge Amanajás (PPS) apoiado por PHS / PR / PSL | PDT / PROS / DC / MDB / PCdoB / PMB / PRB / PRP / PTB                                                        | 1 PR                                                    | ninguém                                                                 |
| BA | apoio informal a José Ronaldo (DEM)     | apoio informal a Irmão Lázaro (PSC)             | DEM / PSDB / PSC / PPL / PRB / PTB / PV / SD                                                                 | ninguém                                                 | ninguém                                                                 |
| BA | apoio informal a Dra. Mônica (PSDB)     | apoio informal a Jutahy Magalhães Júnior (PSDB) | DEM / PSDB / PSC / PPL / PRB / PTB / PV / SD                                                                 | ninguém                                                 | ninguém                                                                 |
| CE | Camilo Santana (PT)                     | Cid Gomes (PDT)                                 | PPS / PT / PDT / DEM / Patriota / PCdoB / PMB / PMN / PP / PPL / PR / PRP / PRTB / PSB / PTB / PV            | 1 Patriota                                              | Julinho (PPS)                                                           |
| CE | Izolda Cela (PDT)                       | Cid Gomes (PDT)                                 | PPS / PT / PDT / DEM / Patriota / PCdoB / PMB / PMN / PP / PPL / PR / PRP / PRTB / PSB / PTB / PV            | 1 Patriota                                              | Julinho (PPS)                                                           |
| DF | Rogério Rosso (PSD)                     | Cristovam Buarque (PPS)                         | PPS / PSD / PRB / SD / PODE / PSC                                                                            | Paula Belmonte (PPS) + 1 PRB                            | ninguém                                                                 |
| DF | Egmar Tavares (PRB)                     | Fernando Marques (SD)                           | PPS / PSD / PRB / SD / PODE / PSC                                                                            | Paula Belmonte (PPS) + 1 PRB                            | ninguém                                                                 |
| ES | Renato Casagrande (PSB)                 | Marcos do Val (PPS)                             | PPS / PSB / PSDB / DEM / PSC / PCdoB / PV / DC / SD / PP / Avante / PTC / PDT / PPL / PRP / PSD / PHS / PROS | Josias da Vitória (PPS) + 1 PP                          | Fabrício Gandini (PPS) + 1 Avante                                       |
| ES | Jacqueline Moraes (PSB)                 | Ricardo Ferraço (PSDB)                          | PPS / PSB / PSDB / DEM / PSC / PCdoB / PV / DC / SD / PP / Avante / PTC / PDT / PPL / PRP / PSD / PHS / PROS | Josias da Vitória (PPS) + 1 PP                          | Fabrício Gandini (PPS) + 1 Avante                                       |
| GO | José Eliton (PSDB)                      | Vanderlan Cardoso (PP)                          | PPS / PSDB / PTB / PSB / PSD / SD / PV / NOVO / Patriota / Avante / REDE                                     | 1 PSD, 1 PR, 1 SD, 1 PSB, 1 PSDB                        | Virmondes Cruvinel (PPS) + 6 PSDB, 1 PSB                                |
| GO | Raquel Teixeira (PSDB)                  | Marconi Perillo (PSDB)                          | PPS / PSDB / PTB / PSB / PSD / SD / PV / NOVO / Patriota / Avante / REDE                                     | 1 PSD, 1 PR, 1 SD, 1 PSB, 1 PSDB                        | Virmondes Cruvinel (PPS) + 6 PSDB, 1 PSB                                |
| MA | Flávio Dino (PCdoB)                     | Weverton Rocha (PDT)                            | PPS / PCdoB / PDT / PT / PSB / Avante / PTB / PROS / PRB / PR / DEM / PP / Patriota / PTC / SD / PPL         | 2 PCdoB, 1 PTB, 1 PRB, 1 PSB, 1 DEM                     | 1 PTB, 1 PROS                                                           |
| MA | Carlos Brandão (PRB)                    | Eliziane Gama (PPS)                             | PPS / PCdoB / PDT / PT / PSB / Avante / PTB / PROS / PRB / PR / DEM / PP / Patriota / PTC / SD / PPL         | 2 PCdoB, 1 PTB, 1 PRB, 1 PSB, 1 DEM                     | 1 PTB, 1 PROS                                                           |
| MG | Antonio Anastasia (PSDB)                | Rodrigo Pacheco (DEM)                           | PPS / PSDB / PSD / DEM / SD / PTB / PMN / PSC / PP / PTC / Patriota / PMB                                    | 5 PSDB, 3 PSD, 2 PP, 1 DEM, 1 SD                        | Cleitinho Azevedo (PPS) + 7 PSDB, 4 PSD, 1 DEM, 1 PP                    |
| MG | Marcos Montes (PSD)                     | Dinis Pinheiro (SD)                             | PPS / PSDB / PSD / DEM / SD / PTB / PMN / PSC / PP / PTC / Patriota / PMB                                    | 5 PSDB, 3 PSD, 2 PP, 1 DEM, 1 SD                        | Cleitinho Azevedo (PPS) + 7 PSDB, 4 PSD, 1 DEM, 1 PP                    |
| MS | Reinaldo Azambuja (PSDB)                | Nelsinho Trad (PTB)                             | PPS / PSDB / DEM / PTB / PP / PMB / PSB / PSD / PSL / PROS / PMN / Avante / SD / Patriota                    | 2 PSL                                                   | 2 PSL, 2 PP, 2 SD, 1 PTB                                                |
| MS | Murilo Zauith (DEM)                     | Marcelo Miglioli (PSDB)                         | PPS / PSDB / DEM / PTB / PP / PMB / PSB / PSD / PSL / PROS / PMN / Avante / SD / Patriota                    | 2 PSL                                                   | 2 PSL, 2 PP, 2 SD, 1 PTB                                                |
| MT | Pedro Taques (PSDB)                     | Selma Arruda (PSL)                              | PPS / PSDB / PSL / PSB / DC / PRTB / Avante / Patriota / SD                                                  | 1 SD                                                    | 2 PSB                                                                   |
| MT | Rui Prado (PSDB)                        | Nilson Leitão (PSDB)                            | PPS / PSDB / PSL / PSB / DC / PRTB / Avante / Patriota / SD                                                  | 1 SD                                                    | 2 PSB                                                                   |
| PA | Márcio Miranda (DEM)                    | Flexa Ribeiro (PSDB)                            | PPS / DEM / PSDB / PSB / PDT / SD / PRTB / PMN / PRP                                                         | 2 PSDB, 2 DEM, 1 PSB                                    | Thiago Araújo (PPS) + 1 PMN                                             |
| PA | José Megale (PSDB)                      | Sidney Rosa (PSB)                               | PPS / DEM / PSDB / PSB / PDT / SD / PRTB / PMN / PRP                                                         | 2 PSDB, 2 DEM, 1 PSB                                    | Thiago Araújo (PPS) + 1 PMN                                             |
| PB | João Azevêdo (PSB)                      | Veneziano Vital (PSB)                           | PPS / PSB / PDT / PT / DEM / PR / PTB / PRP / PODE / PRB / PCdoB / PMN / REDE / Avante / PROS                | ninguém                                                 | Bosco Carneiro (PPS), Érico Djan (PPS) + 1 REDE                         |
| PB | Lígia Feliciano (PDT)                   | Luiz Couto (PT)                                 | PPS / PSB / PDT / PT / DEM / PR / PTB / PRP / PODE / PRB / PCdoB / PMN / REDE / Avante / PROS                | ninguém                                                 | Bosco Carneiro (PPS), Érico Djan (PPS) + 1 REDE                         |
| PE | Armando Monteiro (PTB)                  | Mendonça Filho (DEM)                            | PPS / PTB / PSC / PSDB / DEM / PRB / PR / PODE / PSD / PSL / PHS / DC / PMB                                  | Daniel Coelho (PPS) + 2 PRB, 1 PODE, 1 DEM, 1 PSC       | ninguém                                                                 |
| PE | Fred Ferreira (PSC)                     | Bruno Araújo (PSDB)                             | PPS / PTB / PSC / PSDB / DEM / PRB / PR / PODE / PSD / PSL / PHS / DC / PMB                                  | Daniel Coelho (PPS) + 2 PRB, 1 PODE, 1 DEM, 1 PSC       | ninguém                                                                 |
| PI | Elmano Férrer (PODE)                    | ninguém                                         | PPS / PODE / PV / PRP / PHS / Avante / Patriota / REDE / PMB                                                 | ninguém                                                 | Oliveira Neto (PPS) + 1 PV                                              |
| PI | Luiz Ayrton Júnior (PV)                 | ninguém                                         | PPS / PODE / PV / PRP / PHS / Avante / Patriota / REDE / PMB                                                 | ninguém                                                 | Oliveira Neto (PPS) + 1 PV                                              |
| PR | Ratinho Júnior (PSD)                    | Oriovisto Guimarães (PODE)                      | PPS / PSD / PODE / PSC / PRB / PR / PV / PHS / Avante                                                        | Rubens Bueno (PPS) + 4 PSD, 3 PR, 1 PSC, 1 PODE         | Cristina Silvestri (PPS), Douglas Fabrício (PPS), Tercílio Turini (PPS) |
| PR | Darci Piana (PSD)                       | Oriovisto Guimarães (PODE)                      | PPS / PSD / PODE / PSC / PRB / PR / PV / PHS / Avante                                                        | Rubens Bueno (PPS) + 4 PSD, 3 PR, 1 PSC, 1 PODE         | Cristina Silvestri (PPS), Douglas Fabrício (PPS), Tercílio Turini (PPS) |
| RJ | Eduardo Paes (DEM)                      | Cesar Maia (DEM)                                | PPS / DEM / PSDB / PP / PTB / MDB / SD / PV / DC / PHS / Avante / PMN                                        | Marcelo Calero (PPS) + 1 SD                             | Welberth Rezende (PPS) + 2 PSDB                                         |
| RJ | Comte Bittencourt (PPS)                 | Aspásia Camargo (PSDB)                          | PPS / DEM / PSDB / PP / PTB / MDB / SD / PV / DC / PHS / Avante / PMN                                        | Marcelo Calero (PPS) + 1 SD                             | Welberth Rezende (PPS) + 2 PSDB                                         |
| RN | Robinson Faria (PSD)                    | Geraldo Melo (PSDB)                             | PPS / PSD / PRB / PSDB / PRB / PMB / PTC / PSB / PRP / Avante / PROS                                         | 1 PTC, 1 PR, 1 PSB, 1 PSD                               | 2 PTC                                                                   |
| RN | Tião Couto (PRB)                        | Geraldo Melo (PSDB)                             | PPS / PSD / PRB / PSDB / PRB / PMB / PTC / PSB / PRP / Avante / PROS                                         | 1 PTC, 1 PR, 1 PSB, 1 PSD                               | 2 PTC                                                                   |
| RO | Vinicius Miguel (REDE)                  | Aluízio Vidal Flor (REDE)                       | PPS / REDE / PRP                                                                                             | ninguém                                                 | ninguém                                                                 |
| RO | Jayme Gilmar Kalb (PPS)                 | João Bosco Costa (PPS)                          | PPS / REDE / PRP                                                                                             | ninguém                                                 | ninguém                                                                 |
| RR | Anchieta Júnior (PSDB)                  | Chico Rodrigues (DEM)                           | PPS / PSDB / DEM / MDB / PSD / SD / DC                                                                       | ninguém                                                 | Lenir Rodrigues (PPS)                                                   |
| RR | Abel Galinha (DEM)                      | Romero Jucá (MDB)                               | PPS / PSDB / DEM / MDB / PSD / SD / DC                                                                       | ninguém                                                 | Lenir Rodrigues (PPS)                                                   |
| RS | Eduardo Leite (PSDB)                    | Luis Carlos Heinze (PP)                         | PPS / PSDB / PTB / PP / PRB / PHS / REDE                                                                     | ninguém                                                 | Any Ortiz (PPS) + 4 PSDB                                                |
| RS | Ranolfo Vieira Júnior (PTB)             | Mário Bernd (PPS)                               | PPS / PSDB / PTB / PP / PRB / PHS / REDE                                                                     | ninguém                                                 | Any Ortiz (PPS) + 4 PSDB                                                |
| SC | Mauro Mariani (MDB)                     | Jorginho Mello (PR)                             | PPS / MDB / PSDB / PR / DC / Avante / PTB / PRTB / PTC                                                       | Carmen Zanotto (PPS) + 1 PSDB                           | 3 PR                                                                    |
| SC | Napoleão Bernardes (PSDB)               | Paulo Bauer (PSDB)                              | PPS / MDB / PSDB / PR / DC / Avante / PTB / PRTB / PTC                                                       | Carmen Zanotto (PPS) + 1 PSDB                           | 3 PR                                                                    |
| SE | Eduardo Amorim (PSDB)                   | André Moura (PSC)                               | PPS / PSDB / PRB / PSC / PR / SD / PTC                                                                       | 1 SD, 1 PR, 1 PSC                                       | Dilson de Agripino (PPS), Samuel Carvalho (PPS)                         |
| SE | Ivan Leite (PRB)                        | Pastor Heleno (PRB)                             | PPS / PSDB / PRB / PSC / PR / SD / PTC                                                                       | 1 SD, 1 PR, 1 PSC                                       | Dilson de Agripino (PPS), Samuel Carvalho (PPS)                         |
| SP | Márcio França (PSB)                     | Maurren Maggi (PSB)                             | PPS / PSB / PR / PSC / PTB / PV / PODE / Patriota / PHS / PPL / PRP / PMB / PROS / SD / Avante               | Alex Manente (PPS), Arnaldo Jardim (PPS) + 4 PSB, 1 PSC | Roberto Morais (PPS), Fernando Cury (PPS) + 8 PSB, 2 PTB, 1 PV          |
| SP | Eliane Nikoluk (PR)                     | Mário Covas Neto (PODE)                         | PPS / PSB / PR / PSC / PTB / PV / PODE / Patriota / PHS / PPL / PRP / PMB / PROS / SD / Avante               | Alex Manente (PPS), Arnaldo Jardim (PPS) + 4 PSB, 1 PSC | Roberto Morais (PPS), Fernando Cury (PPS) + 8 PSB, 2 PTB, 1 PV          |
| TO | ninguém                                 | ninguém                                         | nenhuma | ninguém                                                 | Eduardo do Dertins (PPS) + 1 PPL                                        |

| Participação e desempenho do PPS nas eleições estaduais de 2014 |                                         |                                | |                                                                                |                                                                                              |
| Candidatos majoritários eleitos (10 governadores e 8 senadores). Em negrito estão os candidatos filiados ao PPS durante a eleição. Os cargos obtidos na Câmara Federal e nas Assembleias Legislativas são referentes às coligações proporcionais que o PPS compôs. Tais coligações não são necessariamente iguais às coligações majoritárias e geralmente são menores. Não estão listados os futuros suplentes empossados. \| UF \| Candidatos(as) a Governador(a) e a Vice \| Candidatos(as) a Senadores(as) \| Coligação majoritária (governo e senado) \| Deputados(as) federais eleitos(as) — 136 \| Deputados(as) estaduais eleitos(as) — 132 \| \| -- \| --------------------------------------- \| ------------------------------ \| ------------------------------------------------------------------------------------------------------------------------------ \| ------------------------------------------------------------------------------ \| -------------------------------------------------------------------------------------------- \| \| AC \| Márcio Bittar (PSDB) \| Gladson Cameli (PP) \| PPS / PMDB / PSDB / PTdoB / PP / PSC / PTC / PR / SD / PSD \| 2 PMDB, 1 PSDB \| 1 PR \| \| AC \| Antônia Sales (PMDB) \| Gladson Cameli (PP) \| PPS / PMDB / PSDB / PTdoB / PP / PSC / PTC / PR / SD / PSD \| 2 PMDB, 1 PSDB \| 1 PR \| \| AL \| Benedito de Lira (PP) \| Omar Coelho (DEM) \| PPS / PP / PSDC / PRP / PR / PSL / PSB / DEM / SD \| 1 PR, 1 PP, 1 SD \| Marcos Barbosa (PPS), Severino Pessôa (PPS) + 2 DEM, 2 PSB \| \| AL \| Alexandre Toledo (PSB) \| Omar Coelho (DEM) \| PPS / PP / PSDC / PRP / PR / PSL / PSB / DEM / SD \| 1 PR, 1 PP, 1 SD \| Marcos Barbosa (PPS), Severino Pessôa (PPS) + 2 DEM, 2 PSB \| \| AM \| Eduardo Braga (PMDB) \| Francisco Praciano (PT) \| PPS / PMDB / PP / PT / PCdoB / PDT / PTB / PRB / PSDC / PPL \| Hissa Abrahão (PPS) + 1 PP, 1 PMDB \| Luiz Castro (PPS) + 1 PDT \| \| AM \| Rebecca Garcia (PP) \| Francisco Praciano (PT) \| PPS / PMDB / PP / PT / PCdoB / PDT / PTB / PRB / PSDC / PPL \| Hissa Abrahão (PPS) + 1 PP, 1 PMDB \| Luiz Castro (PPS) + 1 PDT \| \| AP \| Jorge Amanajás (PPS) \| ninguém \| PPS / PSC / PRTB / PMN / PTC / PRP / PPL / PTB \| 1 PSC, 1 PTB \| 2 PTB \| \| AP \| Daiana Ramos (PMN) \| ninguém \| PPS / PSC / PRTB / PMN / PTC / PRP / PPL / PTB \| 1 PSC, 1 PTB \| 2 PTB \| \| BA \| Paulo Souto (DEM) \| Geddel Lima (PMDB) \| PPS / DEM / PSDB / PMDB / SD / PTN / PROS / PRB / PSC / PTC / PV / PRP / PSDC \| 1 PTC \| 2 PV, 2 PRP \| \| BA \| Joaci Góes (PSDB) \| Geddel Lima (PMDB) \| PPS / DEM / PSDB / PMDB / SD / PTN / PROS / PRB / PSC / PTC / PV / PRP / PSDC \| 1 PTC \| 2 PV, 2 PRP \| \| CE \| Eunício Oliveira (PMDB) \| Tasso Jereissati (PSDB) \| PPS / PMDB / PSC / DEM / PR / PSDC / PRP / PSDB / PTN \| Moses Rodrigues (PPS) + 1 DEM \| Tomaz Holanda (PPS) + 1 PSDC, 1 PTN \| \| CE \| Roberto Pessoa (PR) \| Tasso Jereissati (PSDB) \| PPS / PMDB / PSC / DEM / PR / PSDC / PRP / PSDB / PTN \| Moses Rodrigues (PPS) + 1 DEM \| Tomaz Holanda (PPS) + 1 PSDC, 1 PTN \| \| DF \| Luiz Pitiman (PSDB) \| Sandra Quezado (PSDB) \| PPS / PSDB / PSDC \| 1 PSDB \| ninguém \| \| DF \| Adão Cândido (PPS) \| Sandra Quezado (PSDB) \| PPS / PSDB / PSDC \| 1 PSDB \| ninguém \| \| ES \| Renato Casagrande (PSB) \| Neucimar Fraga (PV) \| PPS / PSB / PSDC / PSL / PP / PTB / PTdoB / PV / PR / PSC / PSD / PTC / PCdoB / PHS / PTN / PPL / PMN / PRB / PRTB \| 1 PV, 1 PP \| Amaro Neto (PPS), Sandro Locutor (PPS) + 2 PSB, 1 PSD, 1 PMN \| \| ES \| Fabrício Gandini (PPS) \| Neucimar Fraga (PV) \| PPS / PSB / PSDC / PSL / PP / PTB / PTdoB / PV / PR / PSC / PSD / PTC / PCdoB / PHS / PTN / PPL / PMN / PRB / PRTB \| 1 PV, 1 PP \| Amaro Neto (PPS), Sandro Locutor (PPS) + 2 PSB, 1 PSD, 1 PMN \| \| GO \| Marconi Perillo (PSDB) \| Vilmar Rocha (PSD) \| PPS / PV / PRB / PDT / PP / PSL / PR / PTdoB / PHS / PMN / PROS / PTC / PSDB / PEN / PSD / PTB \| Marcos Abrão (PPS) + 6 PSDB, 2 PSD, 1 PDT, 1 PR, 1 PTB, 1 PP \| 1 PROS \| \| GO \| José Eliton (PP) \| Vilmar Rocha (PSD) \| PPS / PV / PRB / PDT / PP / PSL / PR / PTdoB / PHS / PMN / PROS / PTC / PSDB / PEN / PSD / PTB \| Marcos Abrão (PPS) + 6 PSDB, 2 PSD, 1 PDT, 1 PR, 1 PTB, 1 PP \| 1 PROS \| \| MA \| Flávio Dino (PCdoB) \| Roberto Rocha (PSB) \| PPS / PCdoB / PSDB / PSB / PP / SD / PROS / PDT / PTC \| Eliziane Gama (PPS) + 1 PCdoB, 1 PSB, 1 PP, 1 PSDB \| Wellington do Curso (PPS) + 1 SD, 1 PP \| \| MA \| Carlos Brandão (PSDB) \| Roberto Rocha (PSB) \| PPS / PCdoB / PSDB / PSB / PP / SD / PROS / PDT / PTC \| Eliziane Gama (PPS) + 1 PCdoB, 1 PSB, 1 PP, 1 PSDB \| Wellington do Curso (PPS) + 1 SD, 1 PP \| \| MG \| Pimenta da Veiga (PSDB) \| Antônio Anastasia (PSDB) \| PPS / PSDB / PP / DEM / PSD / PTB / PV / PDT / PR / PMN / PSC / PSL / PTC / SD \| 2 PDT, 1 PV \| Antonio Jorge (PPS), Fabiano Tolentino (PPS), Thiago Cota (PPS) + 9 PSDB, 4 PSD, 3 PP, 2 DEM \| \| MG \| Dinis Pinheiro (PP) \| Antônio Anastasia (PSDB) \| PPS / PSDB / PP / DEM / PSD / PTB / PV / PDT / PR / PMN / PSC / PSL / PTC / SD \| 2 PDT, 1 PV \| Antonio Jorge (PPS), Fabiano Tolentino (PPS), Thiago Cota (PPS) + 9 PSDB, 4 PSD, 3 PP, 2 DEM \| \| MS \| Reinaldo Azambuja (PSDB) \| Antônio João (PSD) \| PPS / PSDB / PSD / DEM / SD / PMN \| 1 DEM, 1 PSDB \| 4 PSDB, 1 DEM \| \| MS \| Rose Modesto (PSDB) \| Antônio João (PSD) \| PPS / PSDB / PSD / DEM / SD / PMN \| 1 DEM, 1 PSDB \| 4 PSDB, 1 DEM \| \| MT \| Pedro Taques (PDT) \| Jayme Campos (DEM) \| PPS / PDT / PP / DEM / PSDB / PSB / PV / PTB / PSDC / PSC / PRP / PSL / PRB \| 2 PSB, 1 PSDB, 1 PP, 1 PSC \| ninguém \| \| MT \| Carlos Fávaro (PP) \| Jayme Campos (DEM) \| PPS / PDT / PP / DEM / PSDB / PSB / PV / PTB / PSDC / PSC / PRP / PSL / PRB \| 2 PSB, 1 PSDB, 1 PP, 1 PSC \| ninguém \| \| PA \| Simão Jatene (PSDB) \| ninguém \| PPS / PSDB / PSB / PMN / SD / PRB / PSC / PTB / PEN / PSD / PP / PTC / PSDC / PTdoB / PRP \| Arnaldo Jordy (PPS) + 3 PSD, 1 PSDB, 1 PTB, 1 PSC \| Thiago Araújo (PPS) \| \| PA \| Zéquinha Marinho (PSC) \| ninguém \| PPS / PSDB / PSB / PMN / SD / PRB / PSC / PTB / PEN / PSD / PP / PTC / PSDC / PTdoB / PRP \| Arnaldo Jordy (PPS) + 3 PSD, 1 PSDB, 1 PTB, 1 PSC \| Thiago Araújo (PPS) \| \| PB \| Cássio Cunha Lima (PSDB) \| Wilson Santiago (PTB) \| PPS / PSC / PSDB / PR / PTB / PSD / SD / PMN / PEN / PTdoB / PTN / PRB / PSDC / PP \| 1 PSDB, 1 PP, 1 PR, 1 PSD, 1 SD, 1 PTB \| 2 PTdoB, 1 PRB, 1 PTN \| \| PB \| Ruy Carneiro (PSDB) \| Wilson Santiago (PTB) \| PPS / PSC / PSDB / PR / PTB / PSD / SD / PMN / PEN / PTdoB / PTN / PRB / PSDC / PP \| 1 PSDB, 1 PP, 1 PR, 1 PSD, 1 SD, 1 PTB \| 2 PTdoB, 1 PRB, 1 PTN \| \| PE \| Paulo Câmara (PSB) \| Fernando Coelho (PSB) \| PPS / PMDB / PCdoB / PSB / PTC / PRP / PTN / PR / SD / PV / PRTB / PSDB / PSD / PPL / DEM / PHS / PSDC / PROS / PP / PEN / PSL \| 8 PSB, 3 PSDB, 2 PR, 1 PSD, 1 PMDB, 1 PCdoB, 1 DEM, 1 PP \| 1 PSL, 1 PHS \| \| PE \| Raul Henry (PMDB) \| Fernando Coelho (PSB) \| PPS / PMDB / PCdoB / PSB / PTC / PRP / PTN / PR / SD / PV / PRTB / PSDB / PSD / PPL / DEM / PHS / PSDC / PROS / PP / PEN / PSL \| 8 PSB, 3 PSDB, 2 PR, 1 PSD, 1 PMDB, 1 PCdoB, 1 DEM, 1 PP \| 1 PSL, 1 PHS \| \| PI \| Zé Filho (PMDB) \| Wilson Martins (PSB) \| PPS / PMDB / PSDB / PCdoB / PDT / PSB / PTdoB / PTN / PV / DEM / PSDC / PSL / PMN / PRB / PTC / PSD / PEN \| 3 PSB, 1 PSD, 1 MDB \| 2 PTC \| \| PI \| Sílvio Mendes (PSDB) \| Wilson Martins (PSB) \| PPS / PMDB / PSDB / PCdoB / PDT / PSB / PTdoB / PTN / PV / DEM / PSDC / PSL / PMN / PRB / PTC / PSD / PEN \| 3 PSB, 1 PSD, 1 MDB \| 2 PTC \| \| PR \| Beto Richa (PSDB) \| Álvaro Dias (PSDB) \| PPS / PSDB / PROS / SD / PSB / PP / PTB / PSD / PEN / PR / DEM / PSL / PSDC / PMN / PHS / PSC / PTdoB \| Rubens Bueno (PPS), Sandro Alex (PPS) + 4 PP, 3 PSDB, 2 PSC, 2 PR, 1 PSD, 1 SD \| Douglas Fabrício (PPS), Tercílio Turini (PPS) \| \| PR \| Cida Borghetti (PROS) \| Álvaro Dias (PSDB) \| PPS / PSDB / PROS / SD / PSB / PP / PTB / PSD / PEN / PR / DEM / PSL / PSDC / PMN / PHS / PSC / PTdoB \| Rubens Bueno (PPS), Sandro Alex (PPS) + 4 PP, 3 PSDB, 2 PSC, 2 PR, 1 PSD, 1 SD \| Douglas Fabrício (PPS), Tercílio Turini (PPS) \| \| RJ \| Luiz Fernando Pezão (PMDB) \| César Maia (DEM) \| PPS / PMDB / PP / PTB / PSL / PEN / PTN / DEM / PSDC / PRTB / PHS / PMN / PTC / PRP / PSDB / PSC / PSD / SD \| 1 PSDB, 1 DEM \| Comte Bittencourt (PPS), José Luiz Nanci (PPS) + 2 PSDB \| \| RJ \| Francisco Dornelles (PP) \| César Maia (DEM) \| PPS / PMDB / PP / PTB / PSL / PEN / PTN / DEM / PSDC / PRTB / PHS / PMN / PTC / PRP / PSDB / PSC / PSD / SD \| 1 PSDB, 1 DEM \| Comte Bittencourt (PPS), José Luiz Nanci (PPS) + 2 PSDB \| \| RN \| Henrique Alves (PMDB) \| Vilma de Faria (PSB) \| PPS / PMDB / PR / PSB / PROS / PDT / SD / PSC / PTB / PV / PHS / PSDB / PSDC / PRB / PTN / PMN / PRP \| ninguém \| 1 PHS \| \| RN \| João Maia (PR) \| Vilma de Faria (PSB) \| PPS / PMDB / PR / PSB / PROS / PDT / SD / PSC / PTB / PV / PHS / PSDB / PSDC / PRB / PTN / PMN / PRP \| ninguém \| 1 PHS \| \| RO \| Jaqueline Cassol (PR) \| Ivone Cassol (PP) \| PPS / PV / PP / PR / PROS / PTC \| 1 PR \| 3 PP, 1 PV \| \| RO \| Carlos Magno (PP) \| Ivone Cassol (PP) \| PPS / PV / PP / PR / PROS / PTC \| 1 PR \| 3 PP, 1 PV \| \| RR \| Chico Rodrigues (PSB) \| ninguém \| PPS / PSB / PMDB / PSDB / PR / PRB / PSD / SD / PROS / PEN / PMN / PSDC / PTdoB / PRTB / PHS / PSL / PPL / PTN / PSC / PRP \| 1 PMN, 1 PHS \| Lenir Rodrigues (PPS) + 1 PRTB \| \| RR \| Rodrigo Jucá (PMDB) \| ninguém \| PPS / PSB / PMDB / PSDB / PR / PRB / PSD / SD / PROS / PEN / PMN / PSDC / PTdoB / PRTB / PHS / PSL / PPL / PTN / PSC / PRP \| 1 PMN, 1 PHS \| Lenir Rodrigues (PPS) + 1 PRTB \| \| RS \| José Ivo Sartori (PMDB) \| Pedro Simon (PMDB) \| PPS / PMDB / PSD / PHS / PSB / PTdoB / PSL / PSDC \| 2 PSB, 1 PSD \| Any Ortiz (PPS) + 3 PSB \| \| RS \| José Paulo Cairolli (PSD) \| Pedro Simon (PMDB) \| PPS / PMDB / PSD / PHS / PSB / PTdoB / PSL / PSDC \| 2 PSB, 1 PSD \| Any Ortiz (PPS) + 3 PSB \| \| SC \| Paulo Bauer (PSDB) \| Paulo Bornhausen (PSB) \| PPS / PSDB / PP / PSB / PSL / SD / PTN / PHS / PEN / PTC / PRTB / PTdoB \| Carmen Zanotto (PPS) + 2 PSDB, 2 PP \| Ricardo Guidi (PPS) 2 PSB \| \| SC \| Joares Ponticelli (PP) \| Paulo Bornhausen (PSB) \| PPS / PSDB / PP / PSB / PSL / SD / PTN / PHS / PEN / PTC / PRTB / PTdoB \| Carmen Zanotto (PPS) + 2 PSDB, 2 PP \| Ricardo Guidi (PPS) 2 PSB \| \| SE \| Eduardo Amorim (PSC) \| Maria do Carmo (DEM) \| PPS / DEM / PSL / PP / PTdoB / PSC / PTC / PSDB / PTB / SD / PV / PHS / PMN / PR / PEN \| 1 PTB, 1 SD, 1 DEM \| ninguém \| \| SE \| Augusto Franco Neto (PSDB) \| Maria do Carmo (DEM) \| PPS / DEM / PSL / PP / PTdoB / PSC / PTC / PSDB / PTB / SD / PV / PHS / PMN / PR / PEN \| 1 PTB, 1 SD, 1 DEM \| ninguém \| \| SP \| Geraldo Alckmin (PSDB) \| José Serra (PSDB) \| PPS / PSC / PSDB / DEM / PMN / PTdoB / PTC / PTN / SD / PEN / PRB / PSB / PSDC / PSL \| Alex Manente (PPS), Arnaldo Jardim (PPS) + 14 PSDB, 4 DEM \| Fernando Cury (PPS), Roberto Morais (PPS), Davi Zaia (PPS) + 22 PSDB, 8 DEM, 4 PRB \| \| SP \| Márcio França (PSB) \| José Serra (PSDB) \| PPS / PSC / PSDB / DEM / PMN / PTdoB / PTC / PTN / SD / PEN / PRB / PSB / PSDC / PSL \| Alex Manente (PPS), Arnaldo Jardim (PPS) + 14 PSDB, 4 DEM \| Fernando Cury (PPS), Roberto Morais (PPS), Davi Zaia (PPS) + 22 PSDB, 8 DEM, 4 PRB \| \| TO \| Sandoval Cardoso (SD) \| Ângelo Agnolin (PDT) \| PPS / PRB / PP / PDT / PTB / PSC / PSL / PR / PEN / DEM / PRTB / SD / PHS / PTC / PSB / PRP / PSDB \| 1 PSB, 1 PRB, 1 PP, 1 DEM \| Eduardo do Dertins (PPS) + 4 SD, 2 PR, 2 PTB, 1 PP, 1 DEM, 1 PSDB \| \| TO \| Eduardo Gomes (SD) \| Ângelo Agnolin (PDT) \| PPS / PRB / PP / PDT / PTB / PSC / PSL / PR / PEN / DEM / PRTB / SD / PHS / PTC / PSB / PRP / PSDB \| 1 PSB, 1 PRB, 1 PP, 1 DEM \| Eduardo do Dertins (PPS) + 4 SD, 2 PR, 2 PTB, 1 PP, 1 DEM, 1 PSDB \| |                                         |                                | |                                                                                |                                                                                              |
| UF | Candidatos(as) a Governador(a) e a Vice | Candidatos(as) a Senadores(as) | Coligação majoritária (governo e senado)                                                                                       | Deputados(as) federais eleitos(as) — 136                                       | Deputados(as) estaduais eleitos(as) — 132                                                    |
| AC | Márcio Bittar (PSDB)                    | Gladson Cameli (PP)            | PPS / PMDB / PSDB / PTdoB / PP / PSC / PTC / PR / SD / PSD                                                                     | 2 PMDB, 1 PSDB                                                                 | 1 PR                                                                                         |
| AC | Antônia Sales (PMDB)                    | Gladson Cameli (PP)            | PPS / PMDB / PSDB / PTdoB / PP / PSC / PTC / PR / SD / PSD                                                                     | 2 PMDB, 1 PSDB                                                                 | 1 PR                                                                                         |
| AL | Benedito de Lira (PP)                   | Omar Coelho (DEM)              | PPS / PP / PSDC / PRP / PR / PSL / PSB / DEM / SD                                                                              | 1 PR, 1 PP, 1 SD                                                               | Marcos Barbosa (PPS), Severino Pessôa (PPS) + 2 DEM, 2 PSB                                   |
| AL | Alexandre Toledo (PSB)                  | Omar Coelho (DEM)              | PPS / PP / PSDC / PRP / PR / PSL / PSB / DEM / SD                                                                              | 1 PR, 1 PP, 1 SD                                                               | Marcos Barbosa (PPS), Severino Pessôa (PPS) + 2 DEM, 2 PSB                                   |
| AM | Eduardo Braga (PMDB)                    | Francisco Praciano (PT)        | PPS / PMDB / PP / PT / PCdoB / PDT / PTB / PRB / PSDC / PPL                                                                    | Hissa Abrahão (PPS) + 1 PP, 1 PMDB                                             | Luiz Castro (PPS) + 1 PDT                                                                    |
| AM | Rebecca Garcia (PP)                     | Francisco Praciano (PT)        | PPS / PMDB / PP / PT / PCdoB / PDT / PTB / PRB / PSDC / PPL                                                                    | Hissa Abrahão (PPS) + 1 PP, 1 PMDB                                             | Luiz Castro (PPS) + 1 PDT                                                                    |
| AP | Jorge Amanajás (PPS)                    | ninguém                        | PPS / PSC / PRTB / PMN / PTC / PRP / PPL / PTB                                                                                 | 1 PSC, 1 PTB                                                                   | 2 PTB                                                                                        |
| AP | Daiana Ramos (PMN)                      | ninguém                        | PPS / PSC / PRTB / PMN / PTC / PRP / PPL / PTB                                                                                 | 1 PSC, 1 PTB                                                                   | 2 PTB                                                                                        |
| BA | Paulo Souto (DEM)                       | Geddel Lima (PMDB)             | PPS / DEM / PSDB / PMDB / SD / PTN / PROS / PRB / PSC / PTC / PV / PRP / PSDC                                                  | 1 PTC                                                                          | 2 PV, 2 PRP                                                                                  |
| BA | Joaci Góes (PSDB)                       | Geddel Lima (PMDB)             | PPS / DEM / PSDB / PMDB / SD / PTN / PROS / PRB / PSC / PTC / PV / PRP / PSDC                                                  | 1 PTC                                                                          | 2 PV, 2 PRP                                                                                  |
| CE | Eunício Oliveira (PMDB)                 | Tasso Jereissati (PSDB)        | PPS / PMDB / PSC / DEM / PR / PSDC / PRP / PSDB / PTN                                                                          | Moses Rodrigues (PPS) + 1 DEM                                                  | Tomaz Holanda (PPS) + 1 PSDC, 1 PTN                                                          |
| CE | Roberto Pessoa (PR)                     | Tasso Jereissati (PSDB)        | PPS / PMDB / PSC / DEM / PR / PSDC / PRP / PSDB / PTN                                                                          | Moses Rodrigues (PPS) + 1 DEM                                                  | Tomaz Holanda (PPS) + 1 PSDC, 1 PTN                                                          |
| DF | Luiz Pitiman (PSDB)                     | Sandra Quezado (PSDB)          | PPS / PSDB / PSDC | 1 PSDB                                                                         | ninguém                                                                                      |
| DF | Adão Cândido (PPS)                      | Sandra Quezado (PSDB)          | PPS / PSDB / PSDC | 1 PSDB                                                                         | ninguém                                                                                      |
| ES | Renato Casagrande (PSB)                 | Neucimar Fraga (PV)            | PPS / PSB / PSDC / PSL / PP / PTB / PTdoB / PV / PR / PSC / PSD / PTC / PCdoB / PHS / PTN / PPL / PMN / PRB / PRTB             | 1 PV, 1 PP                                                                     | Amaro Neto (PPS), Sandro Locutor (PPS) + 2 PSB, 1 PSD, 1 PMN                                 |
| ES | Fabrício Gandini (PPS)                  | Neucimar Fraga (PV)            | PPS / PSB / PSDC / PSL / PP / PTB / PTdoB / PV / PR / PSC / PSD / PTC / PCdoB / PHS / PTN / PPL / PMN / PRB / PRTB             | 1 PV, 1 PP                                                                     | Amaro Neto (PPS), Sandro Locutor (PPS) + 2 PSB, 1 PSD, 1 PMN                                 |
| GO | Marconi Perillo (PSDB)                  | Vilmar Rocha (PSD)             | PPS / PV / PRB / PDT / PP / PSL / PR / PTdoB / PHS / PMN / PROS / PTC / PSDB / PEN / PSD / PTB                                 | Marcos Abrão (PPS) + 6 PSDB, 2 PSD, 1 PDT, 1 PR, 1 PTB, 1 PP                   | 1 PROS                                                                                       |
| GO | José Eliton (PP)                        | Vilmar Rocha (PSD)             | PPS / PV / PRB / PDT / PP / PSL / PR / PTdoB / PHS / PMN / PROS / PTC / PSDB / PEN / PSD / PTB                                 | Marcos Abrão (PPS) + 6 PSDB, 2 PSD, 1 PDT, 1 PR, 1 PTB, 1 PP                   | 1 PROS                                                                                       |
| MA | Flávio Dino (PCdoB)                     | Roberto Rocha (PSB)            | PPS / PCdoB / PSDB / PSB / PP / SD / PROS / PDT / PTC                                                                          | Eliziane Gama (PPS) + 1 PCdoB, 1 PSB, 1 PP, 1 PSDB                             | Wellington do Curso (PPS) + 1 SD, 1 PP                                                       |
| MA | Carlos Brandão (PSDB)                   | Roberto Rocha (PSB)            | PPS / PCdoB / PSDB / PSB / PP / SD / PROS / PDT / PTC                                                                          | Eliziane Gama (PPS) + 1 PCdoB, 1 PSB, 1 PP, 1 PSDB                             | Wellington do Curso (PPS) + 1 SD, 1 PP                                                       |
| MG | Pimenta da Veiga (PSDB)                 | Antônio Anastasia (PSDB)       | PPS / PSDB / PP / DEM / PSD / PTB / PV / PDT / PR / PMN / PSC / PSL / PTC / SD                                                 | 2 PDT, 1 PV                                                                    | Antonio Jorge (PPS), Fabiano Tolentino (PPS), Thiago Cota (PPS) + 9 PSDB, 4 PSD, 3 PP, 2 DEM |
| MG | Dinis Pinheiro (PP)                     | Antônio Anastasia (PSDB)       | PPS / PSDB / PP / DEM / PSD / PTB / PV / PDT / PR / PMN / PSC / PSL / PTC / SD                                                 | 2 PDT, 1 PV                                                                    | Antonio Jorge (PPS), Fabiano Tolentino (PPS), Thiago Cota (PPS) + 9 PSDB, 4 PSD, 3 PP, 2 DEM |
| MS | Reinaldo Azambuja (PSDB)                | Antônio João (PSD)             | PPS / PSDB / PSD / DEM / SD / PMN                                                                                              | 1 DEM, 1 PSDB                                                                  | 4 PSDB, 1 DEM                                                                                |
| MS | Rose Modesto (PSDB)                     | Antônio João (PSD)             | PPS / PSDB / PSD / DEM / SD / PMN                                                                                              | 1 DEM, 1 PSDB                                                                  | 4 PSDB, 1 DEM                                                                                |
| MT | Pedro Taques (PDT)                      | Jayme Campos (DEM)             | PPS / PDT / PP / DEM / PSDB / PSB / PV / PTB / PSDC / PSC / PRP / PSL / PRB                                                    | 2 PSB, 1 PSDB, 1 PP, 1 PSC                                                     | ninguém                                                                                      |
| MT | Carlos Fávaro (PP)                      | Jayme Campos (DEM)             | PPS / PDT / PP / DEM / PSDB / PSB / PV / PTB / PSDC / PSC / PRP / PSL / PRB                                                    | 2 PSB, 1 PSDB, 1 PP, 1 PSC                                                     | ninguém                                                                                      |
| PA | Simão Jatene (PSDB)                     | ninguém                        | PPS / PSDB / PSB / PMN / SD / PRB / PSC / PTB / PEN / PSD / PP / PTC / PSDC / PTdoB / PRP                                      | Arnaldo Jordy (PPS) + 3 PSD, 1 PSDB, 1 PTB, 1 PSC                              | Thiago Araújo (PPS)                                                                          |
| PA | Zéquinha Marinho (PSC)                  | ninguém                        | PPS / PSDB / PSB / PMN / SD / PRB / PSC / PTB / PEN / PSD / PP / PTC / PSDC / PTdoB / PRP                                      | Arnaldo Jordy (PPS) + 3 PSD, 1 PSDB, 1 PTB, 1 PSC                              | Thiago Araújo (PPS)                                                                          |
| PB | Cássio Cunha Lima (PSDB)                | Wilson Santiago (PTB)          | PPS / PSC / PSDB / PR / PTB / PSD / SD / PMN / PEN / PTdoB / PTN / PRB / PSDC / PP                                             | 1 PSDB, 1 PP, 1 PR, 1 PSD, 1 SD, 1 PTB                                         | 2 PTdoB, 1 PRB, 1 PTN                                                                        |
| PB | Ruy Carneiro (PSDB)                     | Wilson Santiago (PTB)          | PPS / PSC / PSDB / PR / PTB / PSD / SD / PMN / PEN / PTdoB / PTN / PRB / PSDC / PP                                             | 1 PSDB, 1 PP, 1 PR, 1 PSD, 1 SD, 1 PTB                                         | 2 PTdoB, 1 PRB, 1 PTN                                                                        |
| PE | Paulo Câmara (PSB)                      | Fernando Coelho (PSB)          | PPS / PMDB / PCdoB / PSB / PTC / PRP / PTN / PR / SD / PV / PRTB / PSDB / PSD / PPL / DEM / PHS / PSDC / PROS / PP / PEN / PSL | 8 PSB, 3 PSDB, 2 PR, 1 PSD, 1 PMDB, 1 PCdoB, 1 DEM, 1 PP                       | 1 PSL, 1 PHS                                                                                 |
| PE | Raul Henry (PMDB)                       | Fernando Coelho (PSB)          | PPS / PMDB / PCdoB / PSB / PTC / PRP / PTN / PR / SD / PV / PRTB / PSDB / PSD / PPL / DEM / PHS / PSDC / PROS / PP / PEN / PSL | 8 PSB, 3 PSDB, 2 PR, 1 PSD, 1 PMDB, 1 PCdoB, 1 DEM, 1 PP                       | 1 PSL, 1 PHS                                                                                 |
| PI | Zé Filho (PMDB)                         | Wilson Martins (PSB)           | PPS / PMDB / PSDB / PCdoB / PDT / PSB / PTdoB / PTN / PV / DEM / PSDC / PSL / PMN / PRB / PTC / PSD / PEN                      | 3 PSB, 1 PSD, 1 MDB                                                            | 2 PTC                                                                                        |
| PI | Sílvio Mendes (PSDB)                    | Wilson Martins (PSB)           | PPS / PMDB / PSDB / PCdoB / PDT / PSB / PTdoB / PTN / PV / DEM / PSDC / PSL / PMN / PRB / PTC / PSD / PEN                      | 3 PSB, 1 PSD, 1 MDB                                                            | 2 PTC                                                                                        |
| PR | Beto Richa (PSDB)                       | Álvaro Dias (PSDB)             | PPS / PSDB / PROS / SD / PSB / PP / PTB / PSD / PEN / PR / DEM / PSL / PSDC / PMN / PHS / PSC / PTdoB                          | Rubens Bueno (PPS), Sandro Alex (PPS) + 4 PP, 3 PSDB, 2 PSC, 2 PR, 1 PSD, 1 SD | Douglas Fabrício (PPS), Tercílio Turini (PPS)                                                |
| PR | Cida Borghetti (PROS)                   | Álvaro Dias (PSDB)             | PPS / PSDB / PROS / SD / PSB / PP / PTB / PSD / PEN / PR / DEM / PSL / PSDC / PMN / PHS / PSC / PTdoB                          | Rubens Bueno (PPS), Sandro Alex (PPS) + 4 PP, 3 PSDB, 2 PSC, 2 PR, 1 PSD, 1 SD | Douglas Fabrício (PPS), Tercílio Turini (PPS)                                                |
| RJ | Luiz Fernando Pezão (PMDB)              | César Maia (DEM)               | PPS / PMDB / PP / PTB / PSL / PEN / PTN / DEM / PSDC / PRTB / PHS / PMN / PTC / PRP / PSDB / PSC / PSD / SD                    | 1 PSDB, 1 DEM                                                                  | Comte Bittencourt (PPS), José Luiz Nanci (PPS) + 2 PSDB                                      |
| RJ | Francisco Dornelles (PP)                | César Maia (DEM)               | PPS / PMDB / PP / PTB / PSL / PEN / PTN / DEM / PSDC / PRTB / PHS / PMN / PTC / PRP / PSDB / PSC / PSD / SD                    | 1 PSDB, 1 DEM                                                                  | Comte Bittencourt (PPS), José Luiz Nanci (PPS) + 2 PSDB                                      |
| RN | Henrique Alves (PMDB)                   | Vilma de Faria (PSB)           | PPS / PMDB / PR / PSB / PROS / PDT / SD / PSC / PTB / PV / PHS / PSDB / PSDC / PRB / PTN / PMN / PRP                           | ninguém                                                                        | 1 PHS                                                                                        |
| RN | João Maia (PR)                          | Vilma de Faria (PSB)           | PPS / PMDB / PR / PSB / PROS / PDT / SD / PSC / PTB / PV / PHS / PSDB / PSDC / PRB / PTN / PMN / PRP                           | ninguém                                                                        | 1 PHS                                                                                        |
| RO | Jaqueline Cassol (PR)                   | Ivone Cassol (PP)              | PPS / PV / PP / PR / PROS / PTC                                                                                                | 1 PR                                                                           | 3 PP, 1 PV                                                                                   |
| RO | Carlos Magno (PP)                       | Ivone Cassol (PP)              | PPS / PV / PP / PR / PROS / PTC                                                                                                | 1 PR                                                                           | 3 PP, 1 PV                                                                                   |
| RR | Chico Rodrigues (PSB)                   | ninguém                        | PPS / PSB / PMDB / PSDB / PR / PRB / PSD / SD / PROS / PEN / PMN / PSDC / PTdoB / PRTB / PHS / PSL / PPL / PTN / PSC / PRP     | 1 PMN, 1 PHS                                                                   | Lenir Rodrigues (PPS) + 1 PRTB                                                               |
| RR | Rodrigo Jucá (PMDB)                     | ninguém                        | PPS / PSB / PMDB / PSDB / PR / PRB / PSD / SD / PROS / PEN / PMN / PSDC / PTdoB / PRTB / PHS / PSL / PPL / PTN / PSC / PRP     | 1 PMN, 1 PHS                                                                   | Lenir Rodrigues (PPS) + 1 PRTB                                                               |
| RS | José Ivo Sartori (PMDB)                 | Pedro Simon (PMDB)             | PPS / PMDB / PSD / PHS / PSB / PTdoB / PSL / PSDC                                                                              | 2 PSB, 1 PSD                                                                   | Any Ortiz (PPS) + 3 PSB                                                                      |
| RS | José Paulo Cairolli (PSD)               | Pedro Simon (PMDB)             | PPS / PMDB / PSD / PHS / PSB / PTdoB / PSL / PSDC                                                                              | 2 PSB, 1 PSD                                                                   | Any Ortiz (PPS) + 3 PSB                                                                      |
| SC | Paulo Bauer (PSDB)                      | Paulo Bornhausen (PSB)         | PPS / PSDB / PP / PSB / PSL / SD / PTN / PHS / PEN / PTC / PRTB / PTdoB                                                        | Carmen Zanotto (PPS) + 2 PSDB, 2 PP                                            | Ricardo Guidi (PPS) 2 PSB                                                                    |
| SC | Joares Ponticelli (PP)                  | Paulo Bornhausen (PSB)         | PPS / PSDB / PP / PSB / PSL / SD / PTN / PHS / PEN / PTC / PRTB / PTdoB                                                        | Carmen Zanotto (PPS) + 2 PSDB, 2 PP                                            | Ricardo Guidi (PPS) 2 PSB                                                                    |
| SE | Eduardo Amorim (PSC)                    | Maria do Carmo (DEM)           | PPS / DEM / PSL / PP / PTdoB / PSC / PTC / PSDB / PTB / SD / PV / PHS / PMN / PR / PEN                                         | 1 PTB, 1 SD, 1 DEM                                                             | ninguém                                                                                      |
| SE | Augusto Franco Neto (PSDB)              | Maria do Carmo (DEM)           | PPS / DEM / PSL / PP / PTdoB / PSC / PTC / PSDB / PTB / SD / PV / PHS / PMN / PR / PEN                                         | 1 PTB, 1 SD, 1 DEM                                                             | ninguém                                                                                      |
| SP | Geraldo Alckmin (PSDB)                  | José Serra (PSDB)              | PPS / PSC / PSDB / DEM / PMN / PTdoB / PTC / PTN / SD / PEN / PRB / PSB / PSDC / PSL                                           | Alex Manente (PPS), Arnaldo Jardim (PPS) + 14 PSDB, 4 DEM                      | Fernando Cury (PPS), Roberto Morais (PPS), Davi Zaia (PPS) + 22 PSDB, 8 DEM, 4 PRB           |
| SP | Márcio França (PSB)                     | José Serra (PSDB)              | PPS / PSC / PSDB / DEM / PMN / PTdoB / PTC / PTN / SD / PEN / PRB / PSB / PSDC / PSL                                           | Alex Manente (PPS), Arnaldo Jardim (PPS) + 14 PSDB, 4 DEM                      | Fernando Cury (PPS), Roberto Morais (PPS), Davi Zaia (PPS) + 22 PSDB, 8 DEM, 4 PRB           |
| TO | Sandoval Cardoso (SD)                   | Ângelo Agnolin (PDT)           | PPS / PRB / PP / PDT / PTB / PSC / PSL / PR / PEN / DEM / PRTB / SD / PHS / PTC / PSB / PRP / PSDB                             | 1 PSB, 1 PRB, 1 PP, 1 DEM                                                      | Eduardo do Dertins (PPS) + 4 SD, 2 PR, 2 PTB, 1 PP, 1 DEM, 1 PSDB                            |
| TO | Eduardo Gomes (SD)                      | Ângelo Agnolin (PDT)           | PPS / PRB / PP / PDT / PTB / PSC / PSL / PR / PEN / DEM / PRTB / SD / PHS / PTC / PSB / PRP / PSDB                             | 1 PSB, 1 PRB, 1 PP, 1 DEM                                                      | Eduardo do Dertins (PPS) + 4 SD, 2 PR, 2 PTB, 1 PP, 1 DEM, 1 PSDB                            |

| Participação e desempenho do PPS nas eleições estaduais de 2010 |                                         |                                  |                                                                                       |                                                                                    |                                                                                             |
| Candidatos majoritários eleitos (11 governadores e 18 senadores). Em negrito estão os candidatos filiados ao PPS durante a eleição. Os cargos obtidos na Câmara Federal e nas Assembleias Legislativas são referentes às coligações proporcionais que o PPS compôs. Tais coligações não são necessariamente iguais às coligações majoritárias e geralmente são menores. Não estão listados os futuros suplentes empossados. \| UF \| Candidatos(as) a Governador(a) e a Vice \| Candidatos(as) a Senadores(as) \| Coligação majoritária (governo e senado) \| Deputados(as) federais eleitos(as) — 136 \| Deputados(as) estaduais eleitos(as) — 106 \| \| -- \| --------------------------------------- \| -------------------------------- \| ------------------------------------------------------------------------------------- \| ---------------------------------------------------------------------------------- \| ------------------------------------------------------------------------------------------- \| \| AC \| Tião Bocalom (PSDB) \| Sérgio Petecão (PMN) \| PPS / PSDB / PMDB / PMN / PSL / PSC / DEM / PR / PTdoB \| 1 PSDB, 1 PMDB, 1 PSC \| 1 DEM, 1 PSC, 1 PMN, 1 PTdoB \| \| AC \| Pastor Ildson (PMDB) \| João Corrêia (PMDB) \| PPS / PSDB / PMDB / PMN / PSL / PSC / DEM / PR / PTdoB \| 1 PSDB, 1 PMDB, 1 PSC \| 1 DEM, 1 PSC, 1 PMN, 1 PTdoB \| \| AL \| Teotônio Vilela Filho (PSDB) \| Benedito de Lira (PP) \| PPS / PSDB / DEM / PP / PR / PSC / PSB \| 1 PSDB, 1 PSB, 1 PP \| Marcos Barbosa (PPS), Severino Pessôa (PPS) \| \| AL \| José Thomaz Nonô (DEM) \| Zé Costa (PPS) \| PPS / PSDB / DEM / PP / PR / PSC / PSB \| 1 PSDB, 1 PSB, 1 PP \| Marcos Barbosa (PPS), Severino Pessôa (PPS) \| \| AM \| Hissa Abrahão (PPS) \| Artur Virgílio Neto (PSDB) \| PPS / PSDB / PV \| ninguém \| Luiz Castro (PPS) + 1 PSDB \| \| AM \| Mário Mendes (PSDB) \| Artur Virgílio Neto (PSDB) \| PPS / PSDB / PV \| ninguém \| Luiz Castro (PPS) + 1 PSDB \| \| AP \| Jorge Amanajás (PSDB) \| Gilvam Borges (PMDB) \| PPS / PTN / PSC / PV / PMDB / PSDB \| 1 PSDB, 1 PMDB \| Dr. Jaci Amanajás (PPS), Valdeco (PPS) + 2 PMDB, 1 PSDB, 1 PV \| \| AP \| Francisco Favacho (PMDB) \| Papaléo Paes (PSDB) \| PPS / PTN / PSC / PV / PMDB / PSDB \| 1 PSDB, 1 PMDB \| Dr. Jaci Amanajás (PPS), Valdeco (PPS) + 2 PMDB, 1 PSDB, 1 PV \| \| BA \| Geddel Vieira Lima (PMDB) \| César Borges (PMDB) \| PPS / PMDB / PTB / PR / PSC / PMN / PRP / PRTB / PSDC / PTC / PTN / PTdoB \| 1 PRP \| 2 PRP, 2 PTdoB \| \| BA \| Edmundo Pereira (PMDB) \| Edvaldo Brito (PTB) \| PPS / PMDB / PTB / PR / PSC / PMN / PRP / PRTB / PSDC / PTC / PTN / PTdoB \| 1 PRP \| 2 PRP, 2 PTdoB \| \| CE \| Lúcio Alcântara (PR) \| Alexandre Pereira (PPS) \| PPS / PR \| 2 PR \| 2 PR \| \| CE \| Cláudio Vale Vieira (PPS) \| Alexandre Pereira (PPS) \| PPS / PR \| 2 PR \| 2 PR \| \| DF \| Agnelo Queiroz (PT) \| Cristovam Buarque (PDT) \| PPS / PT / PMDB / PDT / PSB / PTB / PCdoB / PRB / PHS / PRP / PTC \| 3 PT, 1 PDT \| Alírio Neto (PPS), Cláudio Abrantes (PPS) \| \| DF \| Tadeu Filippelli (PMDB) \| Rodrigo Rollemberg (PSB) \| PPS / PT / PMDB / PDT / PSB / PTB / PCdoB / PRB / PHS / PRP / PTC \| 3 PT, 1 PDT \| Alírio Neto (PPS), Cláudio Abrantes (PPS) \| \| ES \| Luiz Paulo Vellozo Lucas (PSDB) \| Rita Camata (PSDB) \| PPS / PSDB / DEM / PTB / PMN \| 1 PSDB \| Luciano Rezende (PPS) + 5 DEM \| \| ES \| Max da Mata (DEM) \| Rita Camata (PSDB) \| PPS / PSDB / DEM / PTB / PMN \| 1 PSDB \| Luciano Rezende (PPS) + 5 DEM \| \| GO \| Marconi Perillo (PSDB) \| Demóstenes Torres (DEM) \| PPS / PSDB / DEM / PTB / PRB / PHS / PMN / PRTB / PSL / PTC / PTdoB \| 3 PSDB, 3 DEM, 1 PTB, 1 PMN \| Dr. Joaquim (PPS) + 2 PTdoB \| \| GO \| José Eliton Júnior (DEM) \| Lúcia Vânia (PSDB) \| PPS / PSDB / DEM / PTB / PRB / PHS / PMN / PRTB / PSL / PTC / PTdoB \| 3 PSDB, 3 DEM, 1 PTB, 1 PMN \| Dr. Joaquim (PPS) + 2 PTdoB \| \| MA \| Flávio Dino (PCdoB) \| Zé Reinaldo (PSB) \| PPS / PCdoB / PSB \| 1 PSB \| Eliziane Gama (PPS) + 3 PSB, 1 PCdoB \| \| MA \| Miosótis Gomes (PPS) \| Prof. Adonilson (PCdoB) \| PPS / PCdoB / PSB \| 1 PSB \| Eliziane Gama (PPS) + 3 PSB, 1 PCdoB \| \| MG \| Antonio Anastasia (PSDB) \| Aécio Neves (PSDB) \| PPS / PSDB / PP / DEM / PR / PSB / PDT / PTB / PSC / PMN / PSDC / PSL \| Alexandre Silveira (PPS), Geraldo Thadeu (PPS) + 8 PSDB, 7 PR, 5 PP, 3 DEM \| Luzia Ferreira (PPS), Neider Moreira (PPS), Sebastião Costa (PPS) \| \| MG \| Alberto Pinto Coelho (PP) \| Itamar Franco (PPS) \| PPS / PSDB / PP / DEM / PR / PSB / PDT / PTB / PSC / PMN / PSDC / PSL \| Alexandre Silveira (PPS), Geraldo Thadeu (PPS) + 8 PSDB, 7 PR, 5 PP, 3 DEM \| Luzia Ferreira (PPS), Neider Moreira (PPS), Sebastião Costa (PPS) \| \| MS \| André Puccinelli (PMDB) \| Waldemir Moka (PMDB) \| PPS / PMDB / DEM / PRB / PTB / PTN / PR / PRTB / PHS / PMN / PTC / PSB / PSDB / PTdoB \| ninguém \| Diogo Tita (PPS) + 2 PTdoB \| \| MS \| Simone Tebet (PMDB) \| Murilo Zauith (DEM) \| PPS / PMDB / DEM / PRB / PTB / PTN / PR / PRTB / PHS / PMN / PTC / PSB / PSDB / PTdoB \| ninguém \| Diogo Tita (PPS) + 2 PTdoB \| \| MT \| Mauro Mendes (PSB) \| Pedro Taques (PDT) \| PPS / PV / PDT / PSB \| 1 PSB \| Percival Muniz (PPS) + 1 PDT, 1 PSB \| \| MT \| Otaviano Pivetta (PV) \| Naildo (PV) \| PPS / PV / PDT / PSB \| 1 PSB \| Percival Muniz (PPS) + 1 PDT, 1 PSB \| \| PA \| Simão Jatene (PSDB) \| Flexa Ribeiro (PSDB) \| PPS / PSDB / DEM / PSDC / PRTB / PMN / PRP \| Arnaldo Jordy (PPS) + 3 PSDB, 1 DEM \| João Salame (PPS) + 1 PMN \| \| PA \| Helenison Pontes (PPS) \| Flexa Ribeiro (PSDB) \| PPS / PSDB / DEM / PSDC / PRTB / PMN / PRP \| Arnaldo Jordy (PPS) + 3 PSDB, 1 DEM \| João Salame (PPS) + 1 PMN \| \| PB \| Ricardo Coutinho (PSB) \| Cassio Cunha Lima (PSDB) \| PPS / PSB / PSDB / DEM / PTN / PV / PTC / PDT / PRP \| 2 PSDB, 1 DEM, 1 PDT \| Gilma Germano (PPS), Janduhy Carneiro (PPS) + 2 PTN \| \| PB \| Rômulo Gouveia (PSDB) \| Efraim Moraes (DEM) \| PPS / PSB / PSDB / DEM / PTN / PV / PTC / PDT / PRP \| 2 PSDB, 1 DEM, 1 PDT \| Gilma Germano (PPS), Janduhy Carneiro (PPS) + 2 PTN \| \| PE \| Jarbas Vasconcelos (PMDB) \| Marco Maciel (DEM) \| PPS / PMDB / DEM / PSDB / PMN \| 2 PSDB, 2 DEM, 1 PMDB \| 1 PMDB, 1 PMN \| \| PE \| Miriam Lacerda (DEM) \| Raul Jungmann (PPS) \| PPS / PMDB / DEM / PSDB / PMN \| 2 PSDB, 2 DEM, 1 PMDB \| 1 PMDB, 1 PMN \| \| PI \| Silvio Mendes (PSDB) \| Mão Santa (PSC) \| PPS / PSDB / PSC / DEM \| 2 DEM \| Antônio Felix (PPS) + 3 PSDB, 2 DEM \| \| PI \| R. Sá Filho (PSDB) \| Heráclito Fortes (DEM) \| PPS / PSDB / PSC / DEM \| 2 DEM \| Antônio Felix (PPS) + 3 PSDB, 2 DEM \| \| PR \| Beto Richa (PSDB) \| Gustavo Fruet (PSDB) \| PPS / PSDB / PP / DEM / PSB / PTB / PRB / PHS / PMN / PRP / PSDC / PSL / PTC / PTN \| Cezar Silvestri (PPS), Rubens Bueno (PPS), Sandro Alex (PPS) + 3 PSDB, 3 PP, 2 DEM \| César Silvestri Filho (PPS), Douglas Fabrício (PPS), Marcelo Rangel (PPS) \| \| PR \| Flávio Arns (PSDB) \| Ricardo Barros (PP) \| PPS / PSDB / PP / DEM / PSB / PTB / PRB / PHS / PMN / PRP / PSDC / PSL / PTC / PTN \| Cezar Silvestri (PPS), Rubens Bueno (PPS), Sandro Alex (PPS) + 3 PSDB, 3 PP, 2 DEM \| César Silvestri Filho (PPS), Douglas Fabrício (PPS), Marcelo Rangel (PPS) \| \| RJ \| Fernando Gabeira (PV) \| Cesar Maia (DEM) \| PPS / DEM / PV / PSDB \| Stepan Nercessian (PPS) + 2 PSDB, 2 DEM \| André Corrêa (PPS), Comte Bittencourt (PPS), José Luiz Nanci (PPS) + 4 PSDB, 1 DEM \| \| RJ \| Márcio Fortes (PSDB) \| Marcelo Cerqueira (PPS) \| PPS / DEM / PV / PSDB \| Stepan Nercessian (PPS) + 2 PSDB, 2 DEM \| André Corrêa (PPS), Comte Bittencourt (PPS), José Luiz Nanci (PPS) + 4 PSDB, 1 DEM \| \| RN \| Iberê Ferreira (PSB) \| Wilma de Faria (PSB) \| PPS / PSB / PT / PTB \| 1 PT, 1 PSB \| 4 PSB, 1 PTB \| \| RN \| Vagner Araújo (PSB) \| Hugo Manso (PT) \| PPS / PSB / PT / PTB \| 1 PT, 1 PSB \| 4 PSB, 1 PTB \| \| RO \| João Cahulla (PPS) \| Ivo Cassol (PP) \| PPS / PP / PHS / PTB / PSL / PTN / PV / PSDC / PMN / PRP \| Moreira Mendes (PPS) + 1 PTB, 1 PV, 1 PP \| 2 PSDC \| \| RO \| Tiziu Jidalias (PP) \| Melkisedek Donadon (PHS) \| PPS / PP / PHS / PTB / PSL / PTN / PV / PSDC / PMN / PRP \| Moreira Mendes (PPS) + 1 PTB, 1 PV, 1 PP \| 2 PSDC \| \| RR \| José de Anchieta Júnior (PSDB) \| Romero Jucá (PMDB) \| PPS / PSDB / DEM / PMDB / PR / PTN \| 2 PMDB, 1 PSDB, 1 DEM, 1 PR \| Marcelo Cabral (PPS) + 1 PMDB \| \| RR \| Chico Rodrigues (DEM) \| Marluce Pinto (PSDB) \| PPS / PSDB / DEM / PMDB / PR / PTN \| 2 PMDB, 1 PSDB, 1 DEM, 1 PR \| Marcelo Cabral (PPS) + 1 PMDB \| \| RS \| Yeda Crusius (PSDB) \| Ana Amélia Lemos (PP) \| PPS / PSDB / PP / PRB / PSC / PHS / PSL / PTdoB \| 6 PP, 1 PSDB \| Luciano Azevedo (PPS) Paulo Odone (PPS) + 5 PSDB \| \| RS \| Berfran Rosado (PPS) \| Ana Amélia Lemos (PP) \| PPS / PSDB / PP / PRB / PSC / PHS / PSL / PTdoB \| 6 PP, 1 PSDB \| Luciano Azevedo (PPS) Paulo Odone (PPS) + 5 PSDB \| \| SC \| Raimundo Colombo (DEM) \| Luiz Henrique da Silveira (PMDB) \| PPS / DEM / PMDB / PSDB / PTB / PSC / PSL / PTC / PRP \| 5 PMDB, 3 DEM, 2 PSDB \| Altair Guidi (PPS) \| \| SC \| Eduardo Moreira (PMDB) \| Paulo Bauer (PSDB) \| PPS / DEM / PMDB / PSDB / PTB / PSC / PSL / PTC / PRP \| 5 PMDB, 3 DEM, 2 PSDB \| Altair Guidi (PPS) \| \| SE \| João Alves Filho (DEM) \| Antonio Leite (PV) \| PPS / DEM / PV / PTN / PHS / PMN / PP / PSDB \| 1 DEM \| 3 DEM, 1 PP \| \| SE \| Nilson Lima (PPS) \| Antonio Leite (PV) \| PPS / DEM / PV / PTN / PHS / PMN / PP / PSDB \| 1 DEM \| 3 DEM, 1 PP \| \| SP \| Geraldo Alckmin (PSDB) \| Aloysio Nunes (PSDB) \| PPS / PSDB / DEM / PMDB / PSC / PHS / PMN \| Arnaldo Jardim (PPS), Dimas Ramalho (PPS), Roberto Freire (PPS) + 13 PSDB, 5 DEM \| Alex Manente (PPS), Davi Zaia (PPS), Dr. Gondim (PPS), Roberto Morais (PPS) \| \| SP \| Guilherme Afif (DEM) \| Aloysio Nunes (PSDB) \| PPS / PSDB / DEM / PMDB / PSC / PHS / PMN \| Arnaldo Jardim (PPS), Dimas Ramalho (PPS), Roberto Freire (PPS) + 13 PSDB, 5 DEM \| Alex Manente (PPS), Davi Zaia (PPS), Dr. Gondim (PPS), Roberto Morais (PPS) \| \| TO \| Carlos Henrique Gaguim (PMDB) \| Marcelo Miranda (PMDB) \| PPS / PMDB / PP / PT / PDT / PSB / PSL / PSDC / PHS / PRP / PCdoB \| César Halum (PPS) + 1 PP, 1 PMDB, 1 PSB, 1 PDT \| Eduardo do Dertins (PPS), Manoel Queiroz (PPS), Sargento Aragão (PPS) + 6 PMDB, 1 PP, 1 PSB \| \| TO \| Valderez Castelo Branco (PP) \| Paulo Mourão (PT) \| PPS / PMDB / PP / PT / PDT / PSB / PSL / PSDC / PHS / PRP / PCdoB \| César Halum (PPS) + 1 PP, 1 PMDB, 1 PSB, 1 PDT \| Eduardo do Dertins (PPS), Manoel Queiroz (PPS), Sargento Aragão (PPS) + 6 PMDB, 1 PP, 1 PSB \| |                                         |                                  |                                                                                       |                                                                                    |                                                                                             |
| UF | Candidatos(as) a Governador(a) e a Vice | Candidatos(as) a Senadores(as)   | Coligação majoritária (governo e senado)                                              | Deputados(as) federais eleitos(as) — 136                                           | Deputados(as) estaduais eleitos(as) — 106                                                   |
| AC | Tião Bocalom (PSDB)                     | Sérgio Petecão (PMN)             | PPS / PSDB / PMDB / PMN / PSL / PSC / DEM / PR / PTdoB                                | 1 PSDB, 1 PMDB, 1 PSC                                                              | 1 DEM, 1 PSC, 1 PMN, 1 PTdoB                                                                |
| AC | Pastor Ildson (PMDB)                    | João Corrêia (PMDB)              | PPS / PSDB / PMDB / PMN / PSL / PSC / DEM / PR / PTdoB                                | 1 PSDB, 1 PMDB, 1 PSC                                                              | 1 DEM, 1 PSC, 1 PMN, 1 PTdoB                                                                |
| AL | Teotônio Vilela Filho (PSDB)            | Benedito de Lira (PP)            | PPS / PSDB / DEM / PP / PR / PSC / PSB                                                | 1 PSDB, 1 PSB, 1 PP                                                                | Marcos Barbosa (PPS), Severino Pessôa (PPS)                                                 |
| AL | José Thomaz Nonô (DEM)                  | Zé Costa (PPS)                   | PPS / PSDB / DEM / PP / PR / PSC / PSB                                                | 1 PSDB, 1 PSB, 1 PP                                                                | Marcos Barbosa (PPS), Severino Pessôa (PPS)                                                 |
| AM | Hissa Abrahão (PPS)                     | Artur Virgílio Neto (PSDB)       | PPS / PSDB / PV                                                                       | ninguém                                                                            | Luiz Castro (PPS) + 1 PSDB                                                                  |
| AM | Mário Mendes (PSDB)                     | Artur Virgílio Neto (PSDB)       | PPS / PSDB / PV                                                                       | ninguém                                                                            | Luiz Castro (PPS) + 1 PSDB                                                                  |
| AP | Jorge Amanajás (PSDB)                   | Gilvam Borges (PMDB)             | PPS / PTN / PSC / PV / PMDB / PSDB                                                    | 1 PSDB, 1 PMDB                                                                     | Dr. Jaci Amanajás (PPS), Valdeco (PPS) + 2 PMDB, 1 PSDB, 1 PV                               |
| AP | Francisco Favacho (PMDB)                | Papaléo Paes (PSDB)              | PPS / PTN / PSC / PV / PMDB / PSDB                                                    | 1 PSDB, 1 PMDB                                                                     | Dr. Jaci Amanajás (PPS), Valdeco (PPS) + 2 PMDB, 1 PSDB, 1 PV                               |
| BA | Geddel Vieira Lima (PMDB)               | César Borges (PMDB)              | PPS / PMDB / PTB / PR / PSC / PMN / PRP / PRTB / PSDC / PTC / PTN / PTdoB             | 1 PRP                                                                              | 2 PRP, 2 PTdoB                                                                              |
| BA | Edmundo Pereira (PMDB)                  | Edvaldo Brito (PTB)              | PPS / PMDB / PTB / PR / PSC / PMN / PRP / PRTB / PSDC / PTC / PTN / PTdoB             | 1 PRP                                                                              | 2 PRP, 2 PTdoB                                                                              |
| CE | Lúcio Alcântara (PR)                    | Alexandre Pereira (PPS)          | PPS / PR                                                                              | 2 PR                                                                               | 2 PR                                                                                        |
| CE | Cláudio Vale Vieira (PPS)               | Alexandre Pereira (PPS)          | PPS / PR                                                                              | 2 PR                                                                               | 2 PR                                                                                        |
| DF | Agnelo Queiroz (PT)                     | Cristovam Buarque (PDT)          | PPS / PT / PMDB / PDT / PSB / PTB / PCdoB / PRB / PHS / PRP / PTC                     | 3 PT, 1 PDT                                                                        | Alírio Neto (PPS), Cláudio Abrantes (PPS)                                                   |
| DF | Tadeu Filippelli (PMDB)                 | Rodrigo Rollemberg (PSB)         | PPS / PT / PMDB / PDT / PSB / PTB / PCdoB / PRB / PHS / PRP / PTC                     | 3 PT, 1 PDT                                                                        | Alírio Neto (PPS), Cláudio Abrantes (PPS)                                                   |
| ES | Luiz Paulo Vellozo Lucas (PSDB)         | Rita Camata (PSDB)               | PPS / PSDB / DEM / PTB / PMN                                                          | 1 PSDB                                                                             | Luciano Rezende (PPS) + 5 DEM                                                               |
| ES | Max da Mata (DEM)                       | Rita Camata (PSDB)               | PPS / PSDB / DEM / PTB / PMN                                                          | 1 PSDB                                                                             | Luciano Rezende (PPS) + 5 DEM                                                               |
| GO | Marconi Perillo (PSDB)                  | Demóstenes Torres (DEM)          | PPS / PSDB / DEM / PTB / PRB / PHS / PMN / PRTB / PSL / PTC / PTdoB                   | 3 PSDB, 3 DEM, 1 PTB, 1 PMN                                                        | Dr. Joaquim (PPS) + 2 PTdoB                                                                 |
| GO | José Eliton Júnior (DEM)                | Lúcia Vânia (PSDB)               | PPS / PSDB / DEM / PTB / PRB / PHS / PMN / PRTB / PSL / PTC / PTdoB                   | 3 PSDB, 3 DEM, 1 PTB, 1 PMN                                                        | Dr. Joaquim (PPS) + 2 PTdoB                                                                 |
| MA | Flávio Dino (PCdoB)                     | Zé Reinaldo (PSB)                | PPS / PCdoB / PSB                                                                     | 1 PSB                                                                              | Eliziane Gama (PPS) + 3 PSB, 1 PCdoB                                                        |
| MA | Miosótis Gomes (PPS)                    | Prof. Adonilson (PCdoB)          | PPS / PCdoB / PSB                                                                     | 1 PSB                                                                              | Eliziane Gama (PPS) + 3 PSB, 1 PCdoB                                                        |
| MG | Antonio Anastasia (PSDB)                | Aécio Neves (PSDB)               | PPS / PSDB / PP / DEM / PR / PSB / PDT / PTB / PSC / PMN / PSDC / PSL                 | Alexandre Silveira (PPS), Geraldo Thadeu (PPS) + 8 PSDB, 7 PR, 5 PP, 3 DEM         | Luzia Ferreira (PPS), Neider Moreira (PPS), Sebastião Costa (PPS)                           |
| MG | Alberto Pinto Coelho (PP)               | Itamar Franco (PPS)              | PPS / PSDB / PP / DEM / PR / PSB / PDT / PTB / PSC / PMN / PSDC / PSL                 | Alexandre Silveira (PPS), Geraldo Thadeu (PPS) + 8 PSDB, 7 PR, 5 PP, 3 DEM         | Luzia Ferreira (PPS), Neider Moreira (PPS), Sebastião Costa (PPS)                           |
| MS | André Puccinelli (PMDB)                 | Waldemir Moka (PMDB)             | PPS / PMDB / DEM / PRB / PTB / PTN / PR / PRTB / PHS / PMN / PTC / PSB / PSDB / PTdoB | ninguém                                                                            | Diogo Tita (PPS) + 2 PTdoB                                                                  |
| MS | Simone Tebet (PMDB)                     | Murilo Zauith (DEM)              | PPS / PMDB / DEM / PRB / PTB / PTN / PR / PRTB / PHS / PMN / PTC / PSB / PSDB / PTdoB | ninguém                                                                            | Diogo Tita (PPS) + 2 PTdoB                                                                  |
| MT | Mauro Mendes (PSB)                      | Pedro Taques (PDT)               | PPS / PV / PDT / PSB                                                                  | 1 PSB                                                                              | Percival Muniz (PPS) + 1 PDT, 1 PSB                                                         |
| MT | Otaviano Pivetta (PV)                   | Naildo (PV)                      | PPS / PV / PDT / PSB                                                                  | 1 PSB                                                                              | Percival Muniz (PPS) + 1 PDT, 1 PSB                                                         |
| PA | Simão Jatene (PSDB)                     | Flexa Ribeiro (PSDB)             | PPS / PSDB / DEM / PSDC / PRTB / PMN / PRP                                            | Arnaldo Jordy (PPS) + 3 PSDB, 1 DEM                                                | João Salame (PPS) + 1 PMN                                                                   |
| PA | Helenison Pontes (PPS)                  | Flexa Ribeiro (PSDB)             | PPS / PSDB / DEM / PSDC / PRTB / PMN / PRP                                            | Arnaldo Jordy (PPS) + 3 PSDB, 1 DEM                                                | João Salame (PPS) + 1 PMN                                                                   |
| PB | Ricardo Coutinho (PSB)                  | Cassio Cunha Lima (PSDB)         | PPS / PSB / PSDB / DEM / PTN / PV / PTC / PDT / PRP                                   | 2 PSDB, 1 DEM, 1 PDT                                                               | Gilma Germano (PPS), Janduhy Carneiro (PPS) + 2 PTN                                         |
| PB | Rômulo Gouveia (PSDB)                   | Efraim Moraes (DEM)              | PPS / PSB / PSDB / DEM / PTN / PV / PTC / PDT / PRP                                   | 2 PSDB, 1 DEM, 1 PDT                                                               | Gilma Germano (PPS), Janduhy Carneiro (PPS) + 2 PTN                                         |
| PE | Jarbas Vasconcelos (PMDB)               | Marco Maciel (DEM)               | PPS / PMDB / DEM / PSDB / PMN                                                         | 2 PSDB, 2 DEM, 1 PMDB                                                              | 1 PMDB, 1 PMN                                                                               |
| PE | Miriam Lacerda (DEM)                    | Raul Jungmann (PPS)              | PPS / PMDB / DEM / PSDB / PMN                                                         | 2 PSDB, 2 DEM, 1 PMDB                                                              | 1 PMDB, 1 PMN                                                                               |
| PI | Silvio Mendes (PSDB)                    | Mão Santa (PSC)                  | PPS / PSDB / PSC / DEM                                                                | 2 DEM                                                                              | Antônio Felix (PPS) + 3 PSDB, 2 DEM                                                         |
| PI | R. Sá Filho (PSDB)                      | Heráclito Fortes (DEM)           | PPS / PSDB / PSC / DEM                                                                | 2 DEM                                                                              | Antônio Felix (PPS) + 3 PSDB, 2 DEM                                                         |
| PR | Beto Richa (PSDB)                       | Gustavo Fruet (PSDB)             | PPS / PSDB / PP / DEM / PSB / PTB / PRB / PHS / PMN / PRP / PSDC / PSL / PTC / PTN    | Cezar Silvestri (PPS), Rubens Bueno (PPS), Sandro Alex (PPS) + 3 PSDB, 3 PP, 2 DEM | César Silvestri Filho (PPS), Douglas Fabrício (PPS), Marcelo Rangel (PPS)                   |
| PR | Flávio Arns (PSDB)                      | Ricardo Barros (PP)              | PPS / PSDB / PP / DEM / PSB / PTB / PRB / PHS / PMN / PRP / PSDC / PSL / PTC / PTN    | Cezar Silvestri (PPS), Rubens Bueno (PPS), Sandro Alex (PPS) + 3 PSDB, 3 PP, 2 DEM | César Silvestri Filho (PPS), Douglas Fabrício (PPS), Marcelo Rangel (PPS)                   |
| RJ | Fernando Gabeira (PV)                   | Cesar Maia (DEM)                 | PPS / DEM / PV / PSDB                                                                 | Stepan Nercessian (PPS) + 2 PSDB, 2 DEM                                            | André Corrêa (PPS), Comte Bittencourt (PPS), José Luiz Nanci (PPS) + 4 PSDB, 1 DEM          |
| RJ | Márcio Fortes (PSDB)                    | Marcelo Cerqueira (PPS)          | PPS / DEM / PV / PSDB                                                                 | Stepan Nercessian (PPS) + 2 PSDB, 2 DEM                                            | André Corrêa (PPS), Comte Bittencourt (PPS), José Luiz Nanci (PPS) + 4 PSDB, 1 DEM          |
| RN | Iberê Ferreira (PSB)                    | Wilma de Faria (PSB)             | PPS / PSB / PT / PTB                                                                  | 1 PT, 1 PSB                                                                        | 4 PSB, 1 PTB                                                                                |
| RN | Vagner Araújo (PSB)                     | Hugo Manso (PT)                  | PPS / PSB / PT / PTB                                                                  | 1 PT, 1 PSB                                                                        | 4 PSB, 1 PTB                                                                                |
| RO | João Cahulla (PPS)                      | Ivo Cassol (PP)                  | PPS / PP / PHS / PTB / PSL / PTN / PV / PSDC / PMN / PRP                              | Moreira Mendes (PPS) + 1 PTB, 1 PV, 1 PP                                           | 2 PSDC                                                                                      |
| RO | Tiziu Jidalias (PP)                     | Melkisedek Donadon (PHS)         | PPS / PP / PHS / PTB / PSL / PTN / PV / PSDC / PMN / PRP                              | Moreira Mendes (PPS) + 1 PTB, 1 PV, 1 PP                                           | 2 PSDC                                                                                      |
| RR | José de Anchieta Júnior (PSDB)          | Romero Jucá (PMDB)               | PPS / PSDB / DEM / PMDB / PR / PTN                                                    | 2 PMDB, 1 PSDB, 1 DEM, 1 PR                                                        | Marcelo Cabral (PPS) + 1 PMDB                                                               |
| RR | Chico Rodrigues (DEM)                   | Marluce Pinto (PSDB)             | PPS / PSDB / DEM / PMDB / PR / PTN                                                    | 2 PMDB, 1 PSDB, 1 DEM, 1 PR                                                        | Marcelo Cabral (PPS) + 1 PMDB                                                               |
| RS | Yeda Crusius (PSDB)                     | Ana Amélia Lemos (PP)            | PPS / PSDB / PP / PRB / PSC / PHS / PSL / PTdoB                                       | 6 PP, 1 PSDB                                                                       | Luciano Azevedo (PPS) Paulo Odone (PPS) + 5 PSDB                                            |
| RS | Berfran Rosado (PPS)                    | Ana Amélia Lemos (PP)            | PPS / PSDB / PP / PRB / PSC / PHS / PSL / PTdoB                                       | 6 PP, 1 PSDB                                                                       | Luciano Azevedo (PPS) Paulo Odone (PPS) + 5 PSDB                                            |
| SC | Raimundo Colombo (DEM)                  | Luiz Henrique da Silveira (PMDB) | PPS / DEM / PMDB / PSDB / PTB / PSC / PSL / PTC / PRP                                 | 5 PMDB, 3 DEM, 2 PSDB                                                              | Altair Guidi (PPS)                                                                          |
| SC | Eduardo Moreira (PMDB)                  | Paulo Bauer (PSDB)               | PPS / DEM / PMDB / PSDB / PTB / PSC / PSL / PTC / PRP                                 | 5 PMDB, 3 DEM, 2 PSDB                                                              | Altair Guidi (PPS)                                                                          |
| SE | João Alves Filho (DEM)                  | Antonio Leite (PV)               | PPS / DEM / PV / PTN / PHS / PMN / PP / PSDB                                          | 1 DEM                                                                              | 3 DEM, 1 PP                                                                                 |
| SE | Nilson Lima (PPS)                       | Antonio Leite (PV)               | PPS / DEM / PV / PTN / PHS / PMN / PP / PSDB                                          | 1 DEM                                                                              | 3 DEM, 1 PP                                                                                 |
| SP | Geraldo Alckmin (PSDB)                  | Aloysio Nunes (PSDB)             | PPS / PSDB / DEM / PMDB / PSC / PHS / PMN                                             | Arnaldo Jardim (PPS), Dimas Ramalho (PPS), Roberto Freire (PPS) + 13 PSDB, 5 DEM   | Alex Manente (PPS), Davi Zaia (PPS), Dr. Gondim (PPS), Roberto Morais (PPS)                 |
| SP | Guilherme Afif (DEM)                    | Aloysio Nunes (PSDB)             | PPS / PSDB / DEM / PMDB / PSC / PHS / PMN                                             | Arnaldo Jardim (PPS), Dimas Ramalho (PPS), Roberto Freire (PPS) + 13 PSDB, 5 DEM   | Alex Manente (PPS), Davi Zaia (PPS), Dr. Gondim (PPS), Roberto Morais (PPS)                 |
| TO | Carlos Henrique Gaguim (PMDB)           | Marcelo Miranda (PMDB)           | PPS / PMDB / PP / PT / PDT / PSB / PSL / PSDC / PHS / PRP / PCdoB                     | César Halum (PPS) + 1 PP, 1 PMDB, 1 PSB, 1 PDT                                     | Eduardo do Dertins (PPS), Manoel Queiroz (PPS), Sargento Aragão (PPS) + 6 PMDB, 1 PP, 1 PSB |
| TO | Valderez Castelo Branco (PP)            | Paulo Mourão (PT)                | PPS / PMDB / PP / PT / PDT / PSB / PSL / PSDC / PHS / PRP / PCdoB                     | César Halum (PPS) + 1 PP, 1 PMDB, 1 PSB, 1 PDT                                     | Eduardo do Dertins (PPS), Manoel Queiroz (PPS), Sargento Aragão (PPS) + 6 PMDB, 1 PP, 1 PSB |

| Participação e desempenho do PPS nas eleições estaduais de 2006 |                                         |                                |                                                                                          |                                                                                        | |
| Candidatos majoritários eleitos (15 governadores e 10 senadores). Em negrito estão os candidatos filiados ao PPS durante a eleição. Os cargos obtidos na Câmara Federal e nas Assembleias Legislativas são referentes às coligações proporcionais que o PPS compôs. Tais coligações não são necessariamente iguais às coligações majoritárias e geralmente são menores. Não estão listados os futuros suplentes empossados. \| UF \| Candidatos(as) a Governador(a) e a Vice \| Candidatos(as) a Senadores(as) \| Coligação majoritária (governo e senado) \| Deputados(as) federais eleitos(as) — 99 \| Deputados(as) estaduais eleitos(as) — 101 \| \| -- \| --------------------------------------- \| ------------------------------ \| ---------------------------------------------------------------------------------------- \| -------------------------------------------------------------------------------------- \| ------------------------------------------------------------------------------------------------------------------- \| \| AC \| Márcio Bittar (PPS) \| ninguém \| PPS / PMDB / PDT / PTC / PHS \| Ilderlei Cordeiro (PPS) + 1 PMDB \| Delinho (PPS), Dr. Donald (PPS), Idalina (PPS) + 1 PDT \| \| AC \| Wagner Sales (PMDB) \| ninguém \| PPS / PMDB / PDT / PTC / PHS \| Ilderlei Cordeiro (PPS) + 1 PMDB \| Delinho (PPS), Dr. Donald (PPS), Idalina (PPS) + 1 PDT \| \| AL \| Teotônio Vilela Filho (PSDB) \| ninguém \| PPS / PSDB / PMDB / PTdoB \| 3 PMDB \| Marcos Barbosa (PPS) + 2 PSDB, 2 PTdoB, 1 PMDB \| \| AL \| Wanderley Neto (PMDB) \| ninguém \| PPS / PSDB / PMDB / PTdoB \| 3 PMDB \| Marcos Barbosa (PPS) + 2 PSDB, 2 PTdoB, 1 PMDB \| \| AM \| Arthur Virgílio Neto (PSDB) \| ninguém \| PPS / PSDB \| ninguém \| Luiz Castro (PPS) \| \| AM \| Leonel Feitoza (PSDB) \| ninguém \| PPS / PSDB \| ninguém \| Luiz Castro (PPS) \| \| AP \| Papaléo Paes (PSDB) \| ninguém \| PPS/ PSDB / PTB / PFL / PRTB / PTdoB / PMN / PTN \| Lucerina Pimentel (PPS) + 1 PFL \| 1 PTB, 1 PMN \| \| AP \| Lucas Barreto (PTB) \| ninguém \| PPS/ PSDB / PTB / PFL / PRTB / PTdoB / PMN / PTN \| Lucerina Pimentel (PPS) + 1 PFL \| 1 PTB, 1 PMN \| \| BA \| Jaques Wagner (PT) \| ninguém \| PPS / PT / PMDB / PMN / PSB / PV / PCdoB / PTB / PRB \| Colbert Martins (PPS), Raymumdo Veloso (PPS) + 1 PMDB, 1 PSB, 1 PV \| 5 PMDB, 1 PSB \| \| BA \| Edmundo Pereira Santos (PT) \| ninguém \| PPS / PT / PMDB / PMN / PSB / PV / PCdoB / PTB / PRB \| Colbert Martins (PPS), Raymumdo Veloso (PPS) + 1 PMDB, 1 PSB, 1 PV \| 5 PMDB, 1 PSB \| \| CE \| Lúcio Alcântara (PSDB) \| Moroni Torgan (PFL) \| PPS / PSDB / PFL / PTB / PSC / PTC / PAN / PTN \| 5 PSDB, 1 PTB \| ninguém \| \| CE \| Beto Studart (PSDB) \| Moroni Torgan (PFL) \| PPS / PSDB / PFL / PTB / PSC / PTC / PAN / PTN \| 5 PSDB, 1 PTB \| ninguém \| \| DF \| José Roberto Arruda (PFL) \| Marcos Cardoso (PFL) \| PPS / PFL / PP / PL / PPS / PSC / PMN / PRONA / PTN \| Augusto Carvalho (PPS) + 2 PFL \| Alírio Neto (PPS) + 1 PL \| \| DF \| Paulo Octávio (PFL) \| Marcos Cardoso (PFL) \| PPS / PFL / PP / PL / PPS / PSC / PMN / PRONA / PTN \| Augusto Carvalho (PPS) + 2 PFL \| Alírio Neto (PPS) + 1 PL \| \| ES \| Sérgio Vidigal (PDT) \| Max Mauro (PDT) \| PPS / PDT / PP / PAN / PHS / PRTB / PTC / PTN / PTdoB \| 2 PDT \| 2 PAN \| \| ES \| Bruno Polez Coelho (PDT) \| Max Mauro (PDT) \| PPS / PDT / PP / PAN / PHS / PRTB / PTC / PTN / PTdoB \| 2 PDT \| 2 PAN \| \| GO \| Alcides Rodrigues (PP) \| Marconi Perillo (PSDB) \| PPS / PP / PRTB / PTN / PL / PV / PTB / PAN / PMN / PHS / PRP / PSDB / PTdoB \| 4 PSDB, 2 PP, 2 PTB, 1 PL \| 4 PTB, 4 PL \| \| GO \| Ademir Menezes (PSDB) \| Marconi Perillo (PSDB) \| PPS / PP / PRTB / PTN / PL / PV / PTB / PAN / PMN / PHS / PRP / PSDB / PTdoB \| 4 PSDB, 2 PP, 2 PTB, 1 PL \| 4 PTB, 4 PL \| \| MA \| Jackson Lago (PDT) \| ninguém \| PPS / PDT / PAN \| 2 PDT, 1 PAN \| Eliziane Gama (PPS) \| \| MA \| Luís Carlos Porto (PPS) \| ninguém \| PPS / PDT / PAN \| 2 PDT, 1 PAN \| Eliziane Gama (PPS) \| \| MG \| Aécio Neves (PSDB) \| Eliseu Resende (PFL) \| PPS / PSDB / PFL / PP / PL / PSB / PTB / PSC / PAN / PHS \| Alexandre Silveira (PPS), Geraldo Thadeu (PPS), Humberto Souto (PPS), Paulo Piau (PPS) \| Djalma Diniz (PPS) \| \| MG \| Antônio Anastasia (PSDB) \| Eliseu Resende (PFL) \| PPS / PSDB / PFL / PP / PL / PSB / PTB / PSC / PAN / PHS \| Alexandre Silveira (PPS), Geraldo Thadeu (PPS), Humberto Souto (PPS), Paulo Piau (PPS) \| Djalma Diniz (PPS) \| \| MS \| André Puccinelli (PMDB) \| Marisa Serrano (PSDB) \| PPS / PMDB / PFL / PSDB / PSC / PL / PAN / PRTB / PMN / PTC / PTdoB \| Geraldo Resende (PPS) + 2 PMDB, 1 PSDB \| 1 PRTB, 1 PTdoB \| \| MS \| Murilo Zauith (PFL) \| Marisa Serrano (PSDB) \| PPS / PMDB / PFL / PSDB / PSC / PL / PAN / PRTB / PMN / PTC / PTdoB \| Geraldo Resende (PPS) + 2 PMDB, 1 PSDB \| 1 PRTB, 1 PTdoB \| \| MT \| Blairo Maggi (PPS) \| Jaime Campos (PFL) \| PPS / PP / PTB / PFL / PTN / PL / PV / PMDB / PAN / PRTB / PMN / PTC / PSB \| Homero Pereira (PPS) + 1 PSB \| João Malheiros (PPS), Mauro Savi (PPS), Percival Muniz (PPS), Sebastião Rezende (PPS), Sérgio Ricardo (PPS) + 5 PFL \| \| MT \| Silval Barbosa (PMDB) \| Jaime Campos (PFL) \| PPS / PP / PTB / PFL / PTN / PL / PV / PMDB / PAN / PRTB / PMN / PTC / PSB \| Homero Pereira (PPS) + 1 PSB \| João Malheiros (PPS), Mauro Savi (PPS), Percival Muniz (PPS), Sebastião Rezende (PPS), Sérgio Ricardo (PPS) + 5 PFL \| \| PA \| ninguém \| ninguém \| nenhuma \| 1 PDT \| Arnaldo Jordy (PPS), João Salame (PPS) \| \| PB \| Cássio Cunha Lima (PSDB) \| Cícero Lucena (PSDB) \| PPS / PSDB / PFL / PP / PTB / PTN / PL / PTC / PTdoB / PV / PHS / PRTB / PAN / PDT / PSC \| ninguém \| Nivaldo Manoel (PPS), Socorro Marques (PPS) \| \| PB \| José Lacerda Neto (PFL) \| Cícero Lucena (PSDB) \| PPS / PSDB / PFL / PP / PTB / PTN / PL / PTC / PTdoB / PV / PHS / PRTB / PAN / PDT / PSC \| ninguém \| Nivaldo Manoel (PPS), Socorro Marques (PPS) \| \| PE \| Mendonça Filho (PFL) \| Jarbas Vasconcelos (PMDB) \| PPS / PFL / PSDB / PMDB / PHS / PTN \| Raul Jungmann (PPS) + 3 PMDB, 3 PFL, 2 PSDB \| 6 PSDB \| \| PE \| Evandro Avelar (PSDB) \| Jarbas Vasconcelos (PMDB) \| PPS / PFL / PSDB / PMDB / PHS / PTN \| Raul Jungmann (PPS) + 3 PMDB, 3 PFL, 2 PSDB \| 6 PSDB \| \| PI \| Firmino Filho (PSDB) \| Freitas Neto (PSDB) \| PPS / PV / PSDB / PTdoB \| 1 PSDB \| Antônio Félix (PPS) \| \| PI \| Luiz Menezes (PPS) \| Freitas Neto (PSDB) \| PPS / PV / PSDB / PTdoB \| 1 PSDB \| Antônio Félix (PPS) \| \| PR \| Rubens Bueno (PPS) \| Luiz Felipe Haj Mussi (PPS) \| PPS / PFL \| Cezar Silvestri (PPS), Ratinho Júnior (PPS) + 5 PFL \| Douglas Fabrício (PPS), Felipe Lucas (PPS), Marcelo Rangel (PPS) + 6 PSDB \| \| PR \| Marcelo Puppi (PFL) \| Luiz Felipe Haj Mussi (PPS) \| PPS / PFL \| Cezar Silvestri (PPS), Ratinho Júnior (PPS) + 5 PFL \| Douglas Fabrício (PPS), Felipe Lucas (PPS), Marcelo Rangel (PPS) + 6 PSDB \| \| RJ \| Denise Frossard (PPS) \| Alfredo Sirkis (PV) \| PPS / PV / PFL \| Leandro Sampaio (PPS), Marina Maggessi (PPS), Neilton Mulim (PPS) + 1 PV \| André Corrêa (PPS) + 1 PV \| \| RJ \| Eider Dantas (PFL) \| Alfredo Sirkis (PV) \| PPS / PV / PFL \| Leandro Sampaio (PPS), Marina Maggessi (PPS), Neilton Mulim (PPS) + 1 PV \| André Corrêa (PPS) + 1 PV \| \| RN \| Wilma de Faria (PSB) \| Fernando Bezerra (PTB) \| PPS / PSB / PTB / PT / PL / PCdoB / PHS / PMN / PTdoB \| ninguém \| Wober Júnior (PPS) + 5 PMN, 4 PSB \| \| RN \| Iberê Ferreira (PSB) \| Fernando Bezerra (PTB) \| PPS / PSB / PTB / PT / PL / PCdoB / PHS / PMN / PTdoB \| ninguém \| Wober Júnior (PPS) + 5 PMN, 4 PSB \| \| RO \| Ivo Cassol (PPS) \| Expedito Júnior (PPS) \| PPS / PTN / PV / PFL / PAN / PRONA \| Moreira Mendes (PPS) + 1 PV \| Ezequiel Neiva (PPS), Jair Miotto (PPS) + 1 PFL \| \| RO \| João Cahulla (PPS) \| Expedito Júnior (PPS) \| PPS / PTN / PV / PFL / PAN / PRONA \| Moreira Mendes (PPS) + 1 PV \| Ezequiel Neiva (PPS), Jair Miotto (PPS) + 1 PFL \| \| RR \| Romero Jucá (PMDB) \| Teresa Surita (PPS) \| PPS / PMDB / PV / PSB / PMN / PRB / PT / PCdoB / PSC / PTC \| 1 PTC, 1 PMDB, 1 PSB \| Erci de Moraes (PPS), Marcelo Cabral (PPS) + 1 PTC \| \| RR \| Lurdinha Pinheiro (PPS) \| Teresa Surita (PPS) \| PPS / PMDB / PV / PSB / PMN / PRB / PT / PCdoB / PSC / PTC \| 1 PTC, 1 PMDB, 1 PSB \| Erci de Moraes (PPS), Marcelo Cabral (PPS) + 1 PTC \| \| RS \| Yeda Crusius (PSDB) \| Mário Bernd (PPS) \| PPS / PSDB / PFL / PL / PSC / PAN / PHS / PRONA / PRTB / PTC / PTdoB \| Nelson Proença (PPS) + 2 PSDB, 2 PFL \| Berfran Rosado (PPS), Carlos Gomes da Silva (PPS), Luciano Azevedo (PPS), Paulo Odone (PPS) + 4 PSDB \| \| RS \| Paulo Feijó (PFL) \| Mário Bernd (PPS) \| PPS / PSDB / PFL / PL / PSC / PAN / PHS / PRONA / PRTB / PTC / PTdoB \| Nelson Proença (PPS) + 2 PSDB, 2 PFL \| Berfran Rosado (PPS), Carlos Gomes da Silva (PPS), Luciano Azevedo (PPS), Paulo Odone (PPS) + 4 PSDB \| \| SC \| Luiz Henrique da Silveira (PMDB) \| Raimundo Colombo (PFL) \| PPS / PMDB / PSDB / PFL / PAN / PHS / PRTB / PTdoB \| Fernando Coruja (PPS) + 5 PMDB, 3 PFL, 1 PSDB \| Altair Guidi (PPS) \| \| SC \| Leonel Pavan (PSDB) \| Raimundo Colombo (PFL) \| PPS / PMDB / PSDB / PFL / PAN / PHS / PRTB / PTdoB \| Fernando Coruja (PPS) + 5 PMDB, 3 PFL, 1 PSDB \| Altair Guidi (PPS) \| \| SE \| João Alves Filho (PFL) \| Maria do Carmo Alves (PFL) \| PPS / PTN / PAN / PSDB / PV / PFL / PP / PHS / PSC / PTdoB \| 3 PFL, 1 PSDB, 1 PSC \| 2 PTdoB, 1 PV \| \| SE \| Fabiano Oliveira (PSDB) \| Maria do Carmo Alves (PFL) \| PPS / PTN / PAN / PSDB / PV / PFL / PP / PHS / PSC / PTdoB \| 3 PFL, 1 PSDB, 1 PSC \| 2 PTdoB, 1 PV \| \| SP \| José Serra (PSDB) \| Guilherme Afif (PFL) \| PPS / PSDB / PFL / PTB \| Arnaldo Jardim (PPS), Dimas Ramalho (PPS) \| Alex Manente (PPS), Davi Zaia (PPS), Dr. Gondim (PPS), Roberto Morais (PPS), Vitor Zapienza (PPS) \| \| SP \| Alberto Goldman (PSDB) \| Guilherme Afif (PFL) \| PPS / PSDB / PFL / PTB \| Arnaldo Jardim (PPS), Dimas Ramalho (PPS) \| Alex Manente (PPS), Davi Zaia (PPS), Dr. Gondim (PPS), Roberto Morais (PPS), Vitor Zapienza (PPS) \| \| TO \| Marcelo Miranda (PMDB) \| Kátia Abreu (PFL) \| PPS / PMDB / PFL \| 3 PFL, 2 PMDB \| Eduardo do Dertins (PPS) \| \| TO \| Paulo Sidney (PPS) \| Kátia Abreu (PFL) \| PPS / PMDB / PFL \| 3 PFL, 2 PMDB \| Eduardo do Dertins (PPS) \| |                                         |                                |                                                                                          |                                                                                        | |
| UF | Candidatos(as) a Governador(a) e a Vice | Candidatos(as) a Senadores(as) | Coligação majoritária (governo e senado)                                                 | Deputados(as) federais eleitos(as) — 99                                                | Deputados(as) estaduais eleitos(as) — 101                                                                           |
| AC | Márcio Bittar (PPS)                     | ninguém                        | PPS / PMDB / PDT / PTC / PHS                                                             | Ilderlei Cordeiro (PPS) + 1 PMDB                                                       | Delinho (PPS), Dr. Donald (PPS), Idalina (PPS) + 1 PDT                                                              |
| AC | Wagner Sales (PMDB)                     | ninguém                        | PPS / PMDB / PDT / PTC / PHS                                                             | Ilderlei Cordeiro (PPS) + 1 PMDB                                                       | Delinho (PPS), Dr. Donald (PPS), Idalina (PPS) + 1 PDT                                                              |
| AL | Teotônio Vilela Filho (PSDB)            | ninguém                        | PPS / PSDB / PMDB / PTdoB                                                                | 3 PMDB                                                                                 | Marcos Barbosa (PPS) + 2 PSDB, 2 PTdoB, 1 PMDB                                                                      |
| AL | Wanderley Neto (PMDB)                   | ninguém                        | PPS / PSDB / PMDB / PTdoB                                                                | 3 PMDB                                                                                 | Marcos Barbosa (PPS) + 2 PSDB, 2 PTdoB, 1 PMDB                                                                      |
| AM | Arthur Virgílio Neto (PSDB)             | ninguém                        | PPS / PSDB                                                                               | ninguém                                                                                | Luiz Castro (PPS)                                                                                                   |
| AM | Leonel Feitoza (PSDB)                   | ninguém                        | PPS / PSDB                                                                               | ninguém                                                                                | Luiz Castro (PPS)                                                                                                   |
| AP | Papaléo Paes (PSDB)                     | ninguém                        | PPS/ PSDB / PTB / PFL / PRTB / PTdoB / PMN / PTN                                         | Lucerina Pimentel (PPS) + 1 PFL                                                        | 1 PTB, 1 PMN |
| AP | Lucas Barreto (PTB)                     | ninguém                        | PPS/ PSDB / PTB / PFL / PRTB / PTdoB / PMN / PTN                                         | Lucerina Pimentel (PPS) + 1 PFL                                                        | 1 PTB, 1 PMN |
| BA | Jaques Wagner (PT)                      | ninguém                        | PPS / PT / PMDB / PMN / PSB / PV / PCdoB / PTB / PRB                                     | Colbert Martins (PPS), Raymumdo Veloso (PPS) + 1 PMDB, 1 PSB, 1 PV                     | 5 PMDB, 1 PSB |
| BA | Edmundo Pereira Santos (PT)             | ninguém                        | PPS / PT / PMDB / PMN / PSB / PV / PCdoB / PTB / PRB                                     | Colbert Martins (PPS), Raymumdo Veloso (PPS) + 1 PMDB, 1 PSB, 1 PV                     | 5 PMDB, 1 PSB |
| CE | Lúcio Alcântara (PSDB)                  | Moroni Torgan (PFL)            | PPS / PSDB / PFL / PTB / PSC / PTC / PAN / PTN                                           | 5 PSDB, 1 PTB                                                                          | ninguém |
| CE | Beto Studart (PSDB)                     | Moroni Torgan (PFL)            | PPS / PSDB / PFL / PTB / PSC / PTC / PAN / PTN                                           | 5 PSDB, 1 PTB                                                                          | ninguém |
| DF | José Roberto Arruda (PFL)               | Marcos Cardoso (PFL)           | PPS / PFL / PP / PL / PPS / PSC / PMN / PRONA / PTN                                      | Augusto Carvalho (PPS) + 2 PFL                                                         | Alírio Neto (PPS) + 1 PL                                                                                            |
| DF | Paulo Octávio (PFL)                     | Marcos Cardoso (PFL)           | PPS / PFL / PP / PL / PPS / PSC / PMN / PRONA / PTN                                      | Augusto Carvalho (PPS) + 2 PFL                                                         | Alírio Neto (PPS) + 1 PL                                                                                            |
| ES | Sérgio Vidigal (PDT)                    | Max Mauro (PDT)                | PPS / PDT / PP / PAN / PHS / PRTB / PTC / PTN / PTdoB                                    | 2 PDT                                                                                  | 2 PAN |
| ES | Bruno Polez Coelho (PDT)                | Max Mauro (PDT)                | PPS / PDT / PP / PAN / PHS / PRTB / PTC / PTN / PTdoB                                    | 2 PDT                                                                                  | 2 PAN |
| GO | Alcides Rodrigues (PP)                  | Marconi Perillo (PSDB)         | PPS / PP / PRTB / PTN / PL / PV / PTB / PAN / PMN / PHS / PRP / PSDB / PTdoB             | 4 PSDB, 2 PP, 2 PTB, 1 PL                                                              | 4 PTB, 4 PL |
| GO | Ademir Menezes (PSDB)                   | Marconi Perillo (PSDB)         | PPS / PP / PRTB / PTN / PL / PV / PTB / PAN / PMN / PHS / PRP / PSDB / PTdoB             | 4 PSDB, 2 PP, 2 PTB, 1 PL                                                              | 4 PTB, 4 PL |
| MA | Jackson Lago (PDT)                      | ninguém                        | PPS / PDT / PAN                                                                          | 2 PDT, 1 PAN                                                                           | Eliziane Gama (PPS)                                                                                                 |
| MA | Luís Carlos Porto (PPS)                 | ninguém                        | PPS / PDT / PAN                                                                          | 2 PDT, 1 PAN                                                                           | Eliziane Gama (PPS)                                                                                                 |
| MG | Aécio Neves (PSDB)                      | Eliseu Resende (PFL)           | PPS / PSDB / PFL / PP / PL / PSB / PTB / PSC / PAN / PHS                                 | Alexandre Silveira (PPS), Geraldo Thadeu (PPS), Humberto Souto (PPS), Paulo Piau (PPS) | Djalma Diniz (PPS)                                                                                                  |
| MG | Antônio Anastasia (PSDB)                | Eliseu Resende (PFL)           | PPS / PSDB / PFL / PP / PL / PSB / PTB / PSC / PAN / PHS                                 | Alexandre Silveira (PPS), Geraldo Thadeu (PPS), Humberto Souto (PPS), Paulo Piau (PPS) | Djalma Diniz (PPS)                                                                                                  |
| MS | André Puccinelli (PMDB)                 | Marisa Serrano (PSDB)          | PPS / PMDB / PFL / PSDB / PSC / PL / PAN / PRTB / PMN / PTC / PTdoB                      | Geraldo Resende (PPS) + 2 PMDB, 1 PSDB                                                 | 1 PRTB, 1 PTdoB |
| MS | Murilo Zauith (PFL)                     | Marisa Serrano (PSDB)          | PPS / PMDB / PFL / PSDB / PSC / PL / PAN / PRTB / PMN / PTC / PTdoB                      | Geraldo Resende (PPS) + 2 PMDB, 1 PSDB                                                 | 1 PRTB, 1 PTdoB |
| MT | Blairo Maggi (PPS)                      | Jaime Campos (PFL)             | PPS / PP / PTB / PFL / PTN / PL / PV / PMDB / PAN / PRTB / PMN / PTC / PSB               | Homero Pereira (PPS) + 1 PSB                                                           | João Malheiros (PPS), Mauro Savi (PPS), Percival Muniz (PPS), Sebastião Rezende (PPS), Sérgio Ricardo (PPS) + 5 PFL |
| MT | Silval Barbosa (PMDB)                   | Jaime Campos (PFL)             | PPS / PP / PTB / PFL / PTN / PL / PV / PMDB / PAN / PRTB / PMN / PTC / PSB               | Homero Pereira (PPS) + 1 PSB                                                           | João Malheiros (PPS), Mauro Savi (PPS), Percival Muniz (PPS), Sebastião Rezende (PPS), Sérgio Ricardo (PPS) + 5 PFL |
| PA | ninguém                                 | ninguém                        | nenhuma                                                                                  | 1 PDT                                                                                  | Arnaldo Jordy (PPS), João Salame (PPS)                                                                              |
| PB | Cássio Cunha Lima (PSDB)                | Cícero Lucena (PSDB)           | PPS / PSDB / PFL / PP / PTB / PTN / PL / PTC / PTdoB / PV / PHS / PRTB / PAN / PDT / PSC | ninguém                                                                                | Nivaldo Manoel (PPS), Socorro Marques (PPS)                                                                         |
| PB | José Lacerda Neto (PFL)                 | Cícero Lucena (PSDB)           | PPS / PSDB / PFL / PP / PTB / PTN / PL / PTC / PTdoB / PV / PHS / PRTB / PAN / PDT / PSC | ninguém                                                                                | Nivaldo Manoel (PPS), Socorro Marques (PPS)                                                                         |
| PE | Mendonça Filho (PFL)                    | Jarbas Vasconcelos (PMDB)      | PPS / PFL / PSDB / PMDB / PHS / PTN                                                      | Raul Jungmann (PPS) + 3 PMDB, 3 PFL, 2 PSDB                                            | 6 PSDB |
| PE | Evandro Avelar (PSDB)                   | Jarbas Vasconcelos (PMDB)      | PPS / PFL / PSDB / PMDB / PHS / PTN                                                      | Raul Jungmann (PPS) + 3 PMDB, 3 PFL, 2 PSDB                                            | 6 PSDB |
| PI | Firmino Filho (PSDB)                    | Freitas Neto (PSDB)            | PPS / PV / PSDB / PTdoB                                                                  | 1 PSDB                                                                                 | Antônio Félix (PPS)                                                                                                 |
| PI | Luiz Menezes (PPS)                      | Freitas Neto (PSDB)            | PPS / PV / PSDB / PTdoB                                                                  | 1 PSDB                                                                                 | Antônio Félix (PPS)                                                                                                 |
| PR | Rubens Bueno (PPS)                      | Luiz Felipe Haj Mussi (PPS)    | PPS / PFL                                                                                | Cezar Silvestri (PPS), Ratinho Júnior (PPS) + 5 PFL                                    | Douglas Fabrício (PPS), Felipe Lucas (PPS), Marcelo Rangel (PPS) + 6 PSDB                                           |
| PR | Marcelo Puppi (PFL)                     | Luiz Felipe Haj Mussi (PPS)    | PPS / PFL                                                                                | Cezar Silvestri (PPS), Ratinho Júnior (PPS) + 5 PFL                                    | Douglas Fabrício (PPS), Felipe Lucas (PPS), Marcelo Rangel (PPS) + 6 PSDB                                           |
| RJ | Denise Frossard (PPS)                   | Alfredo Sirkis (PV)            | PPS / PV / PFL                                                                           | Leandro Sampaio (PPS), Marina Maggessi (PPS), Neilton Mulim (PPS) + 1 PV               | André Corrêa (PPS) + 1 PV                                                                                           |
| RJ | Eider Dantas (PFL)                      | Alfredo Sirkis (PV)            | PPS / PV / PFL                                                                           | Leandro Sampaio (PPS), Marina Maggessi (PPS), Neilton Mulim (PPS) + 1 PV               | André Corrêa (PPS) + 1 PV                                                                                           |
| RN | Wilma de Faria (PSB)                    | Fernando Bezerra (PTB)         | PPS / PSB / PTB / PT / PL / PCdoB / PHS / PMN / PTdoB                                    | ninguém                                                                                | Wober Júnior (PPS) + 5 PMN, 4 PSB                                                                                   |
| RN | Iberê Ferreira (PSB)                    | Fernando Bezerra (PTB)         | PPS / PSB / PTB / PT / PL / PCdoB / PHS / PMN / PTdoB                                    | ninguém                                                                                | Wober Júnior (PPS) + 5 PMN, 4 PSB                                                                                   |
| RO | Ivo Cassol (PPS)                        | Expedito Júnior (PPS)          | PPS / PTN / PV / PFL / PAN / PRONA                                                       | Moreira Mendes (PPS) + 1 PV                                                            | Ezequiel Neiva (PPS), Jair Miotto (PPS) + 1 PFL                                                                     |
| RO | João Cahulla (PPS)                      | Expedito Júnior (PPS)          | PPS / PTN / PV / PFL / PAN / PRONA                                                       | Moreira Mendes (PPS) + 1 PV                                                            | Ezequiel Neiva (PPS), Jair Miotto (PPS) + 1 PFL                                                                     |
| RR | Romero Jucá (PMDB)                      | Teresa Surita (PPS)            | PPS / PMDB / PV / PSB / PMN / PRB / PT / PCdoB / PSC / PTC                               | 1 PTC, 1 PMDB, 1 PSB                                                                   | Erci de Moraes (PPS), Marcelo Cabral (PPS) + 1 PTC                                                                  |
| RR | Lurdinha Pinheiro (PPS)                 | Teresa Surita (PPS)            | PPS / PMDB / PV / PSB / PMN / PRB / PT / PCdoB / PSC / PTC                               | 1 PTC, 1 PMDB, 1 PSB                                                                   | Erci de Moraes (PPS), Marcelo Cabral (PPS) + 1 PTC                                                                  |
| RS | Yeda Crusius (PSDB)                     | Mário Bernd (PPS)              | PPS / PSDB / PFL / PL / PSC / PAN / PHS / PRONA / PRTB / PTC / PTdoB                     | Nelson Proença (PPS) + 2 PSDB, 2 PFL                                                   | Berfran Rosado (PPS), Carlos Gomes da Silva (PPS), Luciano Azevedo (PPS), Paulo Odone (PPS) + 4 PSDB                |
| RS | Paulo Feijó (PFL)                       | Mário Bernd (PPS)              | PPS / PSDB / PFL / PL / PSC / PAN / PHS / PRONA / PRTB / PTC / PTdoB                     | Nelson Proença (PPS) + 2 PSDB, 2 PFL                                                   | Berfran Rosado (PPS), Carlos Gomes da Silva (PPS), Luciano Azevedo (PPS), Paulo Odone (PPS) + 4 PSDB                |
| SC | Luiz Henrique da Silveira (PMDB)        | Raimundo Colombo (PFL)         | PPS / PMDB / PSDB / PFL / PAN / PHS / PRTB / PTdoB                                       | Fernando Coruja (PPS) + 5 PMDB, 3 PFL, 1 PSDB                                          | Altair Guidi (PPS)                                                                                                  |
| SC | Leonel Pavan (PSDB)                     | Raimundo Colombo (PFL)         | PPS / PMDB / PSDB / PFL / PAN / PHS / PRTB / PTdoB                                       | Fernando Coruja (PPS) + 5 PMDB, 3 PFL, 1 PSDB                                          | Altair Guidi (PPS)                                                                                                  |
| SE | João Alves Filho (PFL)                  | Maria do Carmo Alves (PFL)     | PPS / PTN / PAN / PSDB / PV / PFL / PP / PHS / PSC / PTdoB                               | 3 PFL, 1 PSDB, 1 PSC                                                                   | 2 PTdoB, 1 PV |
| SE | Fabiano Oliveira (PSDB)                 | Maria do Carmo Alves (PFL)     | PPS / PTN / PAN / PSDB / PV / PFL / PP / PHS / PSC / PTdoB                               | 3 PFL, 1 PSDB, 1 PSC                                                                   | 2 PTdoB, 1 PV |
| SP | José Serra (PSDB)                       | Guilherme Afif (PFL)           | PPS / PSDB / PFL / PTB                                                                   | Arnaldo Jardim (PPS), Dimas Ramalho (PPS)                                              | Alex Manente (PPS), Davi Zaia (PPS), Dr. Gondim (PPS), Roberto Morais (PPS), Vitor Zapienza (PPS)                   |
| SP | Alberto Goldman (PSDB)                  | Guilherme Afif (PFL)           | PPS / PSDB / PFL / PTB                                                                   | Arnaldo Jardim (PPS), Dimas Ramalho (PPS)                                              | Alex Manente (PPS), Davi Zaia (PPS), Dr. Gondim (PPS), Roberto Morais (PPS), Vitor Zapienza (PPS)                   |
| TO | Marcelo Miranda (PMDB)                  | Kátia Abreu (PFL)              | PPS / PMDB / PFL                                                                         | 3 PFL, 2 PMDB                                                                          | Eduardo do Dertins (PPS)                                                                                            |
| TO | Paulo Sidney (PPS)                      | Kátia Abreu (PFL)              | PPS / PMDB / PFL                                                                         | 3 PFL, 2 PMDB                                                                          | Eduardo do Dertins (PPS)                                                                                            |

| Participação e desempenho do PPS nas eleições estaduais de 2002 |                                         |                                |                                                                                |                                                                                    | |
| Candidatos majoritários eleitos (4 governadores e 7 senadores). Em negrito estão os candidatos filiados ao PPS durante a eleição. Os cargos obtidos na Câmara Federal e nas Assembleias Legislativas são referentes às coligações proporcionais que o PPS compôs. Tais coligações não são necessariamente iguais às coligações majoritárias e geralmente são menores. Não estão listados os futuros suplentes empossados. \| UF \| Candidatos(as) a Governador(a) e a Vice \| Candidatos(as) a Senadores(as) \| Coligação majoritária (governo e senado) \| Deputados(as) federais eleitos(as) — 61 \| Deputados(as) estaduais eleitos(as) — 96 \| \| -- \| --------------------------------------- \| ------------------------------ \| ------------------------------------------------------------------------------ \| ---------------------------------------------------------------------------------- \| --------------------------------------------------------------------------------------------------------------------- \| \| AC \| José Mastrângelo (PPS) \| Márcio Bittar (PPS) \| PPS / PDT / PTB \| Júnior Betão (PPS) \| Tarcísio Pinheiro + 1 PDT \| \| AC \| Albélia da Cunha (PTB) \| Márcio Bittar (PPS) \| PPS / PDT / PTB \| Júnior Betão (PPS) \| Tarcísio Pinheiro + 1 PDT \| \| AL \| Fernando Collor (PRTB) \| Geraldo Bulhões (PFL) \| PPS / PRTB / PTB / PPB / PFL \| 2 PTB, 2 PFL \| Cícero Amélio (PPS), Francisco Tenório (PPS) + 7 PTB, 1 PFL \| \| AL \| Cacalo Rezende (PTB) \| Geraldo Bulhões (PFL) \| PPS / PRTB / PTB / PPB / PFL \| 2 PTB, 2 PFL \| Cícero Amélio (PPS), Francisco Tenório (PPS) + 7 PTB, 1 PFL \| \| AM \| Eduardo Braga (PPS) \| Jefferson Peres (PDT) \| PPS / PFL / PDT / PTB / PSC / PSD / PSL / PTN / PSDC / PRP / PHS / PAN / PRONA \| 3 PFL, 1 PTB \| Lino Chixaro (PPS) + 5 PFL, 2 PTB, 2 PSDC, 1 PSC \| \| AM \| Omar Aziz (PFL) \| Bernardo Cabral (PFL) \| PPS / PFL / PDT / PTB / PSC / PSD / PSL / PTN / PSDC / PRP / PHS / PAN / PRONA \| 3 PFL, 1 PTB \| Lino Chixaro (PPS) + 5 PFL, 2 PTB, 2 PSDC, 1 PSC \| \| AP \| Waldez Góes (PDT) \| Papaléo Paes (PTB) \| PPS / PDT / PPB / PTB / PSD / PTdoB / PAN / PSL / PRTB \| 2 PDT, 1 PPB, 1 PTB \| 2 PTdoB, 1 PTB \| \| AP \| Pedro Paulo Dias (PPB) \| Sebastião Bala Rocha (PDT) \| PPS / PDT / PPB / PTB / PSD / PTdoB / PAN / PSL / PRTB \| 2 PDT, 1 PPB, 1 PTB \| 2 PTdoB, 1 PTB \| \| BA \| ninguém \| João Durval Carneiro (PDT) \| PPS / PDT / PSDC / PSD / PHS / PRP / PTdoB \| Colbert Martins (PPS) + 1 PDT \| Walmir Mota (PPS) + 2 PDT, 2 PSD, 1 PRP \| \| CE \| ninguém \| Patrícia Saboya (PPS) \| PPS / PDT / PTB / PTN \| Leônidas Cristino (PPS) \| Chico Aguiar (PPS), Ivo Gomes (PPS), Mauro Benevides Filho (PPS), Zezinho Albuquerque (PPS) \| \| CE \| ninguém \| Patrícia Saboya (PPS) \| PPS / PDT / PTB / PTN \| Leônidas Cristino (PPS) \| Chico Aguiar (PPS), Ivo Gomes (PPS), Mauro Benevides Filho (PPS), Zezinho Albuquerque (PPS) \| \| DF \| Carlos Alberto Torres (PPS) \| Lauro Campos (PDT) \| PPS / PDT \| ninguém \| Augusto Carvalho (PPS) \| \| DF \| Abdel Karajah (PPS) \| Lauro Campos (PDT) \| PPS / PDT \| ninguém \| Augusto Carvalho (PPS) \| \| ES \| ninguém \| Ricardo Ferraço (PPS) \| nenhuma \| ninguém \| Anselmo Tose (PPS), César Colnago (PPS) \| \| ES \| ninguém \| Ricardo Ferraço (PPS) \| nenhuma \| ninguém \| Anselmo Tose (PPS), César Colnago (PPS) \| \| GO \| Geraldo Lemos (PTB) \| Luciano Pedroso (PPS) \| PPS / PTB / PDT \| ninguém \| Leandro Sena (PPS) + 1 PDT \| \| GO \| Marta Barth (PDT) \| Luiz Augusto Roma (PTB) \| PPS / PTB / PDT \| ninguém \| Leandro Sena (PPS) + 1 PDT \| \| MA \| Jackson Lago (PDT) \| Epitácio Cafeteira (PDT) \| PPS / PDT / PTB / PPB / PTN / PAN \| 3 PDT, 1 PPB \| Antônio Pereira Filho (PPS) + 1 PPB \| \| MA \| Deoclides Macedo (PTB) \| Epitácio Cafeteira (PDT) \| PPS / PDT / PTB / PPB / PTN / PAN \| 3 PDT, 1 PPB \| Antônio Pereira Filho (PPS) + 1 PPB \| \| MG \| ninguém \| Israel Pinheiro Filho (PDT) \| PPS / PDT / PTB \| Geraldo Thadeu (PPS), Júlio Delgado (PPS), Athos Avelino (PPS) + 2 PDT \| Neider Moreira (PPS), Wanderley Ávila (PPS) \| \| MG \| ninguém \| Marcos Sant'Anna (PPS) \| PPS / PDT / PTB \| Geraldo Thadeu (PPS), Júlio Delgado (PPS), Athos Avelino (PPS) + 2 PDT \| Neider Moreira (PPS), Wanderley Ávila (PPS) \| \| MS \| Moacir Kohl (PDT) \| Athayde Nery (PPS) \| PPS / PDT \| Geraldo Resende (PPS) \| Antônio Braga (PPS) + 3 PDT \| \| MS \| Luiza Ribeiro (PPS) \| Athayde Nery (PPS) \| PPS / PDT \| Geraldo Resende (PPS) \| Antônio Braga (PPS) + 3 PDT \| \| MT \| Blairo Maggi (PPS) \| Jonas Pinheiro (PFL) \| PPS / PFL / PPB / PSC / PSD / PV / PAN / PRP / PRTB / PSDC / PTN / PTdoB \| 1 PFL, 1 PPB \| Carlos Brito de Lima (PPS), João Malheiros (PPS) \| \| MT \| Iraci França (PPS) \| Jonas Pinheiro (PFL) \| PPS / PFL / PPB / PSC / PSD / PV / PAN / PRP / PRTB / PSDC / PTN / PTdoB \| 1 PFL, 1 PPB \| Carlos Brito de Lima (PPS), João Malheiros (PPS) \| \| PA \| Hildegardo Nunes (PTB) \| Telma Lobo (PPS) \| PPS / PTB / PDT / PTN \| 1 PTB, 1 PDT \| Denimar Rodrigues (PPS) \| \| PA \| Giovanni Queiroz (PDT) \| Telma Lobo (PPS) \| PPS / PTB / PDT / PTN \| 1 PTB, 1 PDT \| Denimar Rodrigues (PPS) \| \| PB \| ninguém \| Hermano Nepomuceno (PPS) \| PPS / PDT / PTB / PSL / PRP \| 2 PTB \| Bosco Carneiro (PPS) \| \| PE \| ninguém \| Nelson Borges (PPS) \| nenhuma \| Roberto Freire (PPS) \| Betinho Gomes (PPS) + 1 PSDC \| \| PI \| Alcilino Ribeiro (PPS) \| Pedro Laurentino (PDT) \| PPS / PDT / PTB / PHS \| ninguém \| 2 PDT, 1 PTB \| \| PI \| Antônio de Pádua (PDT) \| Pedro Laurentino (PDT) \| PPS / PDT / PTB / PHS \| ninguém \| 2 PDT, 1 PTB \| \| PR \| Rubens Bueno (PPS) \| Eda Maria Slomp (PV) \| PPS / PV \| Cezar Silvestri (PPS), Fernando Giacobo (PPS) \| Arlete Caramês (PPS), Marcos Isfer (PPS), Waldir Leite (PPS) \| \| PR \| Sigrid de Mendonça (PV) \| Eda Maria Slomp (PV) \| PPS / PV \| Cezar Silvestri (PPS), Fernando Giacobo (PPS) \| Arlete Caramês (PPS), Marcos Isfer (PPS), Waldir Leite (PPS) \| \| RJ \| Jorge Roberto Silveira (PDT) \| Leonel Brizola (PDT) \| PPS / PDT / PTB \| 3 PDT, 1 PTB \| Comte Bittencourt (PPS) + 4 PDT, 1 PTB \| \| RJ \| Flávio Furtado (PTB) \| Carlos Lupi (PDT) \| PPS / PDT / PTB \| 3 PDT, 1 PTB \| Comte Bittencourt (PPS) + 4 PDT, 1 PTB \| \| RN \| Fernando Bezerra (PTB) \| José Agripino Maia (PFL) \| PPS / PTB / PFL / PDT / PV / PAN / PSL \| 2 PFL, 1 PTB \| Wober Júnior (PPS) + 4 PFL, 1 PTB \| \| RN \| Carlos Augusto Rosado (PFL) \| Augusto de Viveiros (PFL) \| PPS / PTB / PFL / PDT / PV / PAN / PSL \| 2 PFL, 1 PTB \| Wober Júnior (PPS) + 4 PFL, 1 PTB \| \| RO \| Natanael Silva (PPB) \| Odacir Soares (PTB) \| PPS / PPB / PTB / PST \| Agnaldo Muniz (PPS) + 1 PTB \| Emílio Paulista (PPS) \| \| RO \| Mileni Mota (PTB) \| Osvaldo Piana (PPB) \| PPS / PPB / PTB / PST \| Agnaldo Muniz (PPS) + 1 PTB \| Emílio Paulista (PPS) \| \| RR \| Ottomar Pinto (PTB) \| Augusto Botelho (PDT) \| PPS / PTB / PDT / PPB \| 2 PDT, 1 PPB \| Aírton Cascavel (PPS) + 1 PPB \| \| RR \| Erci de Morais (PPS) \| Augusto Botelho (PDT) \| PPS / PTB / PDT / PPB \| 2 PDT, 1 PPB \| Aírton Cascavel (PPS) + 1 PPB \| \| RS \| Antônio Britto (PPS) \| José Fogaça (PPS) \| PPS / PFL / PSL / PTdoB \| Nelson Proença (PPS) +1 PFL \| Berfran Rosado (PPS), Bernardo de Souza (PPS), Cezar Busatto (PPS) + 1 PFL \| \| RS \| Germano Bonow (PFL) \| José Fogaça (PPS) \| PPS / PFL / PSL / PTdoB \| Nelson Proença (PPS) +1 PFL \| Berfran Rosado (PPS), Bernardo de Souza (PPS), Cezar Busatto (PPS) + 1 PFL \| \| SC \| Sérgio Grando (PPS) \| Elisiani Sanches (PPS) \| PPS / PV / PSDC \| ninguém \| ninguém \| \| SC \| João de Deus Medeiros (PV) \| Gérson Antônio Basso (PV) \| PPS / PV / PSDC \| ninguém \| ninguém \| \| SE \| João Alves Filho (PFL) \| José Almeida Lima (PDT) \| PFL / PPS / PDT / PPB / PSD / PST / PHS / PTdoB \| 2 PFL, 1 PPB \| Celinha Franco (PPS), Fabiano Oliveira (PPS), Suzana Azevedo (PPS) + 3 PDT, 3 PFL, 1 PPB \| \| SE \| Marília Mandarino (PFL) \| José Almeida Lima (PDT) \| PFL / PPS / PDT / PPB / PSD / PST / PHS / PTdoB \| 2 PFL, 1 PPB \| Celinha Franco (PPS), Fabiano Oliveira (PPS), Suzana Azevedo (PPS) + 3 PDT, 3 PFL, 1 PPB \| \| SP \| Antônio Cabrera (PTB) \| Eliseu Gabriel (PDT) \| PPS / PTB / PDT \| Cláudio Magrão (PPS), Dimas Ramalho (PPS), João Herrmann Neto (PPS) + 5 PTB, 1 PDT \| Arnaldo Jardim (PPS), Marquinho Tortorello (PPS), Roberto Morais (PPS), Romeu Tuma Júnior (PPS), Vitor Sapienza (PPS) \| \| SP \| Celso Jatene (PTB) \| Willians Rafael (PTB) \| PPS / PTB / PDT \| Cláudio Magrão (PPS), Dimas Ramalho (PPS), João Herrmann Neto (PPS) + 5 PTB, 1 PDT \| Arnaldo Jardim (PPS), Marquinho Tortorello (PPS), Roberto Morais (PPS), Romeu Tuma Júnior (PPS), Vitor Sapienza (PPS) \| \| TO \| Lutero Fonseca (PPS) \| Raul Filho (PPS) \| PPS / PDT \| ninguém \| Solange Duailibe (PPS) \| \| TO \| Airton Portilho (PDT) \| Raul Filho (PPS) \| PPS / PDT \| ninguém \| Solange Duailibe (PPS) \| |                                         |                                |                                                                                |                                                                                    | |
| UF | Candidatos(as) a Governador(a) e a Vice | Candidatos(as) a Senadores(as) | Coligação majoritária (governo e senado)                                       | Deputados(as) federais eleitos(as) — 61                                            | Deputados(as) estaduais eleitos(as) — 96                                                                              |
| AC | José Mastrângelo (PPS)                  | Márcio Bittar (PPS)            | PPS / PDT / PTB                                                                | Júnior Betão (PPS)                                                                 | Tarcísio Pinheiro + 1 PDT                                                                                             |
| AC | Albélia da Cunha (PTB)                  | Márcio Bittar (PPS)            | PPS / PDT / PTB                                                                | Júnior Betão (PPS)                                                                 | Tarcísio Pinheiro + 1 PDT                                                                                             |
| AL | Fernando Collor (PRTB)                  | Geraldo Bulhões (PFL)          | PPS / PRTB / PTB / PPB / PFL                                                   | 2 PTB, 2 PFL                                                                       | Cícero Amélio (PPS), Francisco Tenório (PPS) + 7 PTB, 1 PFL                                                           |
| AL | Cacalo Rezende (PTB)                    | Geraldo Bulhões (PFL)          | PPS / PRTB / PTB / PPB / PFL                                                   | 2 PTB, 2 PFL                                                                       | Cícero Amélio (PPS), Francisco Tenório (PPS) + 7 PTB, 1 PFL                                                           |
| AM | Eduardo Braga (PPS)                     | Jefferson Peres (PDT)          | PPS / PFL / PDT / PTB / PSC / PSD / PSL / PTN / PSDC / PRP / PHS / PAN / PRONA | 3 PFL, 1 PTB                                                                       | Lino Chixaro (PPS) + 5 PFL, 2 PTB, 2 PSDC, 1 PSC                                                                      |
| AM | Omar Aziz (PFL)                         | Bernardo Cabral (PFL)          | PPS / PFL / PDT / PTB / PSC / PSD / PSL / PTN / PSDC / PRP / PHS / PAN / PRONA | 3 PFL, 1 PTB                                                                       | Lino Chixaro (PPS) + 5 PFL, 2 PTB, 2 PSDC, 1 PSC                                                                      |
| AP | Waldez Góes (PDT)                       | Papaléo Paes (PTB)             | PPS / PDT / PPB / PTB / PSD / PTdoB / PAN / PSL / PRTB                         | 2 PDT, 1 PPB, 1 PTB                                                                | 2 PTdoB, 1 PTB |
| AP | Pedro Paulo Dias (PPB)                  | Sebastião Bala Rocha (PDT)     | PPS / PDT / PPB / PTB / PSD / PTdoB / PAN / PSL / PRTB                         | 2 PDT, 1 PPB, 1 PTB                                                                | 2 PTdoB, 1 PTB |
| BA | ninguém                                 | João Durval Carneiro (PDT)     | PPS / PDT / PSDC / PSD / PHS / PRP / PTdoB                                     | Colbert Martins (PPS) + 1 PDT                                                      | Walmir Mota (PPS) + 2 PDT, 2 PSD, 1 PRP                                                                               |
| CE | ninguém                                 | Patrícia Saboya (PPS)          | PPS / PDT / PTB / PTN                                                          | Leônidas Cristino (PPS)                                                            | Chico Aguiar (PPS), Ivo Gomes (PPS), Mauro Benevides Filho (PPS), Zezinho Albuquerque (PPS)                           |
| CE | ninguém                                 | Patrícia Saboya (PPS)          | PPS / PDT / PTB / PTN                                                          | Leônidas Cristino (PPS)                                                            | Chico Aguiar (PPS), Ivo Gomes (PPS), Mauro Benevides Filho (PPS), Zezinho Albuquerque (PPS)                           |
| DF | Carlos Alberto Torres (PPS)             | Lauro Campos (PDT)             | PPS / PDT                                                                      | ninguém                                                                            | Augusto Carvalho (PPS)                                                                                                |
| DF | Abdel Karajah (PPS)                     | Lauro Campos (PDT)             | PPS / PDT                                                                      | ninguém                                                                            | Augusto Carvalho (PPS)                                                                                                |
| ES | ninguém                                 | Ricardo Ferraço (PPS)          | nenhuma                                                                        | ninguém                                                                            | Anselmo Tose (PPS), César Colnago (PPS)                                                                               |
| ES | ninguém                                 | Ricardo Ferraço (PPS)          | nenhuma                                                                        | ninguém                                                                            | Anselmo Tose (PPS), César Colnago (PPS)                                                                               |
| GO | Geraldo Lemos (PTB)                     | Luciano Pedroso (PPS)          | PPS / PTB / PDT                                                                | ninguém                                                                            | Leandro Sena (PPS) + 1 PDT                                                                                            |
| GO | Marta Barth (PDT)                       | Luiz Augusto Roma (PTB)        | PPS / PTB / PDT                                                                | ninguém                                                                            | Leandro Sena (PPS) + 1 PDT                                                                                            |
| MA | Jackson Lago (PDT)                      | Epitácio Cafeteira (PDT)       | PPS / PDT / PTB / PPB / PTN / PAN                                              | 3 PDT, 1 PPB                                                                       | Antônio Pereira Filho (PPS) + 1 PPB                                                                                   |
| MA | Deoclides Macedo (PTB)                  | Epitácio Cafeteira (PDT)       | PPS / PDT / PTB / PPB / PTN / PAN                                              | 3 PDT, 1 PPB                                                                       | Antônio Pereira Filho (PPS) + 1 PPB                                                                                   |
| MG | ninguém                                 | Israel Pinheiro Filho (PDT)    | PPS / PDT / PTB                                                                | Geraldo Thadeu (PPS), Júlio Delgado (PPS), Athos Avelino (PPS) + 2 PDT             | Neider Moreira (PPS), Wanderley Ávila (PPS)                                                                           |
| MG | ninguém                                 | Marcos Sant'Anna (PPS)         | PPS / PDT / PTB                                                                | Geraldo Thadeu (PPS), Júlio Delgado (PPS), Athos Avelino (PPS) + 2 PDT             | Neider Moreira (PPS), Wanderley Ávila (PPS)                                                                           |
| MS | Moacir Kohl (PDT)                       | Athayde Nery (PPS)             | PPS / PDT                                                                      | Geraldo Resende (PPS)                                                              | Antônio Braga (PPS) + 3 PDT                                                                                           |
| MS | Luiza Ribeiro (PPS)                     | Athayde Nery (PPS)             | PPS / PDT                                                                      | Geraldo Resende (PPS)                                                              | Antônio Braga (PPS) + 3 PDT                                                                                           |
| MT | Blairo Maggi (PPS)                      | Jonas Pinheiro (PFL)           | PPS / PFL / PPB / PSC / PSD / PV / PAN / PRP / PRTB / PSDC / PTN / PTdoB       | 1 PFL, 1 PPB                                                                       | Carlos Brito de Lima (PPS), João Malheiros (PPS)                                                                      |
| MT | Iraci França (PPS)                      | Jonas Pinheiro (PFL)           | PPS / PFL / PPB / PSC / PSD / PV / PAN / PRP / PRTB / PSDC / PTN / PTdoB       | 1 PFL, 1 PPB                                                                       | Carlos Brito de Lima (PPS), João Malheiros (PPS)                                                                      |
| PA | Hildegardo Nunes (PTB)                  | Telma Lobo (PPS)               | PPS / PTB / PDT / PTN                                                          | 1 PTB, 1 PDT                                                                       | Denimar Rodrigues (PPS)                                                                                               |
| PA | Giovanni Queiroz (PDT)                  | Telma Lobo (PPS)               | PPS / PTB / PDT / PTN                                                          | 1 PTB, 1 PDT                                                                       | Denimar Rodrigues (PPS)                                                                                               |
| PB | ninguém                                 | Hermano Nepomuceno (PPS)       | PPS / PDT / PTB / PSL / PRP                                                    | 2 PTB                                                                              | Bosco Carneiro (PPS)                                                                                                  |
| PE | ninguém                                 | Nelson Borges (PPS)            | nenhuma                                                                        | Roberto Freire (PPS)                                                               | Betinho Gomes (PPS) + 1 PSDC                                                                                          |
| PI | Alcilino Ribeiro (PPS)                  | Pedro Laurentino (PDT)         | PPS / PDT / PTB / PHS                                                          | ninguém                                                                            | 2 PDT, 1 PTB |
| PI | Antônio de Pádua (PDT)                  | Pedro Laurentino (PDT)         | PPS / PDT / PTB / PHS                                                          | ninguém                                                                            | 2 PDT, 1 PTB |
| PR | Rubens Bueno (PPS)                      | Eda Maria Slomp (PV)           | PPS / PV                                                                       | Cezar Silvestri (PPS), Fernando Giacobo (PPS)                                      | Arlete Caramês (PPS), Marcos Isfer (PPS), Waldir Leite (PPS)                                                          |
| PR | Sigrid de Mendonça (PV)                 | Eda Maria Slomp (PV)           | PPS / PV                                                                       | Cezar Silvestri (PPS), Fernando Giacobo (PPS)                                      | Arlete Caramês (PPS), Marcos Isfer (PPS), Waldir Leite (PPS)                                                          |
| RJ | Jorge Roberto Silveira (PDT)            | Leonel Brizola (PDT)           | PPS / PDT / PTB                                                                | 3 PDT, 1 PTB                                                                       | Comte Bittencourt (PPS) + 4 PDT, 1 PTB                                                                                |
| RJ | Flávio Furtado (PTB)                    | Carlos Lupi (PDT)              | PPS / PDT / PTB                                                                | 3 PDT, 1 PTB                                                                       | Comte Bittencourt (PPS) + 4 PDT, 1 PTB                                                                                |
| RN | Fernando Bezerra (PTB)                  | José Agripino Maia (PFL)       | PPS / PTB / PFL / PDT / PV / PAN / PSL                                         | 2 PFL, 1 PTB                                                                       | Wober Júnior (PPS) + 4 PFL, 1 PTB                                                                                     |
| RN | Carlos Augusto Rosado (PFL)             | Augusto de Viveiros (PFL)      | PPS / PTB / PFL / PDT / PV / PAN / PSL                                         | 2 PFL, 1 PTB                                                                       | Wober Júnior (PPS) + 4 PFL, 1 PTB                                                                                     |
| RO | Natanael Silva (PPB)                    | Odacir Soares (PTB)            | PPS / PPB / PTB / PST                                                          | Agnaldo Muniz (PPS) + 1 PTB                                                        | Emílio Paulista (PPS)                                                                                                 |
| RO | Mileni Mota (PTB)                       | Osvaldo Piana (PPB)            | PPS / PPB / PTB / PST                                                          | Agnaldo Muniz (PPS) + 1 PTB                                                        | Emílio Paulista (PPS)                                                                                                 |
| RR | Ottomar Pinto (PTB)                     | Augusto Botelho (PDT)          | PPS / PTB / PDT / PPB                                                          | 2 PDT, 1 PPB                                                                       | Aírton Cascavel (PPS) + 1 PPB                                                                                         |
| RR | Erci de Morais (PPS)                    | Augusto Botelho (PDT)          | PPS / PTB / PDT / PPB                                                          | 2 PDT, 1 PPB                                                                       | Aírton Cascavel (PPS) + 1 PPB                                                                                         |
| RS | Antônio Britto (PPS)                    | José Fogaça (PPS)              | PPS / PFL / PSL / PTdoB                                                        | Nelson Proença (PPS) +1 PFL                                                        | Berfran Rosado (PPS), Bernardo de Souza (PPS), Cezar Busatto (PPS) + 1 PFL                                            |
| RS | Germano Bonow (PFL)                     | José Fogaça (PPS)              | PPS / PFL / PSL / PTdoB                                                        | Nelson Proença (PPS) +1 PFL                                                        | Berfran Rosado (PPS), Bernardo de Souza (PPS), Cezar Busatto (PPS) + 1 PFL                                            |
| SC | Sérgio Grando (PPS)                     | Elisiani Sanches (PPS)         | PPS / PV / PSDC                                                                | ninguém                                                                            | ninguém |
| SC | João de Deus Medeiros (PV)              | Gérson Antônio Basso (PV)      | PPS / PV / PSDC                                                                | ninguém                                                                            | ninguém |
| SE | João Alves Filho (PFL)                  | José Almeida Lima (PDT)        | PFL / PPS / PDT / PPB / PSD / PST / PHS / PTdoB                                | 2 PFL, 1 PPB                                                                       | Celinha Franco (PPS), Fabiano Oliveira (PPS), Suzana Azevedo (PPS) + 3 PDT, 3 PFL, 1 PPB                              |
| SE | Marília Mandarino (PFL)                 | José Almeida Lima (PDT)        | PFL / PPS / PDT / PPB / PSD / PST / PHS / PTdoB                                | 2 PFL, 1 PPB                                                                       | Celinha Franco (PPS), Fabiano Oliveira (PPS), Suzana Azevedo (PPS) + 3 PDT, 3 PFL, 1 PPB                              |
| SP | Antônio Cabrera (PTB)                   | Eliseu Gabriel (PDT)           | PPS / PTB / PDT                                                                | Cláudio Magrão (PPS), Dimas Ramalho (PPS), João Herrmann Neto (PPS) + 5 PTB, 1 PDT | Arnaldo Jardim (PPS), Marquinho Tortorello (PPS), Roberto Morais (PPS), Romeu Tuma Júnior (PPS), Vitor Sapienza (PPS) |
| SP | Celso Jatene (PTB)                      | Willians Rafael (PTB)          | PPS / PTB / PDT                                                                | Cláudio Magrão (PPS), Dimas Ramalho (PPS), João Herrmann Neto (PPS) + 5 PTB, 1 PDT | Arnaldo Jardim (PPS), Marquinho Tortorello (PPS), Roberto Morais (PPS), Romeu Tuma Júnior (PPS), Vitor Sapienza (PPS) |
| TO | Lutero Fonseca (PPS)                    | Raul Filho (PPS)               | PPS / PDT                                                                      | ninguém                                                                            | Solange Duailibe (PPS)                                                                                                |
| TO | Airton Portilho (PDT)                   | Raul Filho (PPS)               | PPS / PDT                                                                      | ninguém                                                                            | Solange Duailibe (PPS)                                                                                                |

| Participação e desempenho do PPS nas eleições estaduais de 1998 |                                         |                                |                                                                                      |                                                  | |
| Candidatos majoritários eleitos (10 governadores e 8 senadores). Em negrito estão os candidatos filiados ao PPS durante a eleição. Os cargos obtidos na Câmara Federal e nas Assembleias Legislativas são referentes às coligações proporcionais que o PPS compôs. Tais coligações não são necessariamente iguais às coligações majoritárias e geralmente são menores. Não estão listados os futuros suplentes empossados. \| UF \| Candidatos(as) a Governador(a) e a Vice \| Candidatos(as) a Senadores(as) \| Coligação majoritária (governo e senado) \| Deputados(as) federais eleitos(as) — 95 \| Deputados(as) estaduais eleitos(as) — 144 \| \| -- \| --------------------------------------- \| ------------------------------ \| ------------------------------------------------------------------------------------ \| ------------------------------------------------ \| ---------------------------------------------------------------------------------------------------- \| \| AC \| Jorge Viana (PT) \| Tião Viana (PT) \| PPS / PT / PSDB / PDT / PSL / PV / PSB / PTdoB / PL PCdoB / PMN / PTB \| 2 PT, 1 PDT \| 2 PL \| \| AC \| Édison Simão Cadaxo (PSDB) \| Tião Viana (PT) \| PPS / PT / PSDB / PDT / PSL / PV / PSB / PTdoB / PL PCdoB / PMN / PTB \| 2 PT, 1 PDT \| 2 PL \| \| AL \| Ronaldo Lessa (PSB) \| Heloísa Helena (PT) \| PPS / PSB / PDT / PT / PTdoB / PCdoB / PRONA / PV / PTN / PRP / PSN / PMN / PST \| Regis Cavalcante (PPS) + 1 PMN, 1 PSB \| 3 PSB, 2 PT, 1 PTdoB \| \| AL \| Geraldo Sampaio (PDT) \| Heloísa Helena (PT) \| PPS / PSB / PDT / PT / PTdoB / PCdoB / PRONA / PV / PTN / PRP / PSN / PMN / PST \| Regis Cavalcante (PPS) + 1 PMN, 1 PSB \| 3 PSB, 2 PT, 1 PTdoB \| \| AM \| Eduardo Braga (PSL) \| Marcus Barros (PT) \| PPS / PSL / PSB / PT / PPB / PDT / PCdoB /PMN \| 1 PCdoB, 1 PPB \| Lino Chixaro (PPS) \| \| AM \| Serafim Corrêa (PSB) \| Marcus Barros (PT) \| PPS / PSL / PSB / PT / PPB / PDT / PCdoB /PMN \| 1 PCdoB, 1 PPB \| Lino Chixaro (PPS) \| \| AP \| João Capiberibe (PSB) \| Idegardo Alencar (PPS) \| PPS / PSB / PT / PAN / PV / PCdoB / PRP \| 1 PSB \| 2 PT \| \| AP \| Maria Dalva Figueiredo (PT) \| Idegardo Alencar (PPS) \| PPS / PSB / PT / PAN / PV / PCdoB / PRP \| 1 PSB \| 2 PT \| \| BA \| João Durval Carneiro (PDT) \| Murilo Leite (PSDB) \| PPS / PDT / PSB / PSDB / PV / PSN / PRP / PRTB / PMN \| 6 PSDB, 1 PDT \| 4 PSDB, 4 PSB, 1 PDT, 1 PV \| \| BA \| Celso Dourado (PSB) \| Murilo Leite (PSDB) \| PPS / PDT / PSB / PSDB / PV / PSN / PRP / PRTB / PMN \| 6 PSDB, 1 PDT \| 4 PSDB, 4 PSB, 1 PDT, 1 PV \| \| CE \| Tasso Jereissati (PSDB) \| Luiz Pontes (PSDB) \| PPS / PSDB / PPB / PTB / PSD \| 12 PSDB, 1 PPB \| Chico Aguiar (PPS), Manoel Veras (PPS), Mauro Benevides Filho (PPS), Patrícia Saboya (PPS) + 21 PSDB \| \| CE \| Beni Veras (PSDB) \| Luiz Pontes (PSDB) \| PPS / PSDB / PPB / PTB / PSD \| 12 PSDB, 1 PPB \| Chico Aguiar (PPS), Manoel Veras (PPS), Mauro Benevides Filho (PPS), Patrícia Saboya (PPS) + 21 PSDB \| \| DF \| José Roberto Arruda (PSDB) \| Agusto Carvalho (PPS) \| PPS / PSDB / PFL / PTB / PL / PSL \| 1 PSDB, 1 PFL \| Alírio Neto (PPS) \| \| DF \| Peniel Pacheco (PSDB) \| Agusto Carvalho (PPS) \| PPS / PSDB / PFL / PTB / PL / PSL \| 1 PSDB, 1 PFL \| Alírio Neto (PPS) \| \| ES \| Albuíno Azeredo (PDT) \| Jorge Rodrigues Filho (PDT) \| PPS / PDT / PSC / PSL / PAN \| ninguém \| Eval Galazi (PPS) Gilson Homes (PPS), Juca Alves (PPS), Robson Neves (PPS) + 2 PDT \| \| ES \| Sandra Gomes (PPS) \| Jorge Rodrigues Filho (PDT) \| PPS / PDT / PSC / PSL / PAN \| ninguém \| Eval Galazi (PPS) Gilson Homes (PPS), Juca Alves (PPS), Robson Neves (PPS) + 2 PDT \| \| GO \| Iris Rezende (PMDB) \| Maguito Vilela (PMDB) \| PPS / PMDB / PSD / PSB / PL / PSC / PSL / PST / PAN / PTN / PRN / PRP / PRTB / PTdoB \| 8 PMDB, 2 PL, 1 PSD \| 2 PST, 1 PSC \| \| GO \| Romilton Moraes (PSD) \| Maguito Vilela (PMDB) \| PPS / PMDB / PSD / PSB / PL / PSC / PSL / PST / PAN / PTN / PRN / PRP / PRTB / PTdoB \| 8 PMDB, 2 PL, 1 PSD \| 2 PST, 1 PSC \| \| MA \| Epitácio Cafeteira (PPB) \| José Luís Lago (PPS) \| PPS / PPB / PDT / PSDB / PSB / PRN / PMN / PTdoB \| ninguém \| ninguém \| \| MA \| Clay Lago (PDT) \| José Luís Lago (PPS) \| PPS / PPB / PDT / PSDB / PSB / PRN / PMN / PTdoB \| ninguém \| ninguém \| \| MG \| Itamar Franco (PMDB) \| José Alencar (PMDB) \| PPS / PMDB / PL / PSC / PAN / PMN / PSL / PST / PRN / PTN / PTdoB \| 3 PL \| Luiz de Menezes (PPS), Marco Régis (PPS) + 3 PL \| \| MG \| Newton Cardoso (PMDB) \| José Alencar (PMDB) \| PPS / PMDB / PL / PSC / PAN / PMN / PSL / PST / PRN / PTN / PTdoB \| 3 PL \| Luiz de Menezes (PPS), Marco Régis (PPS) + 3 PL \| \| MS \| ninguém \| Carmelino Rezende (PPS) \| nenhuma \| ninguém \| Geraldo Resende (PPS), Sandro Fabi (PPS) \| \| MT \| ninguém \| ninguém \| nenhuma \| ninguém \| Jair Mariano (PPS) \| \| PA \| Almir Gabriel (PSDB) \| Luiz Otávio Campos (PPB) \| PPS / PSDB / PTB / PPB / PV / PSC / PSD / PL / PTdoB / PMN \| ninguém \| Claudio Almeida (PPS) + 2 PSD \| \| PA \| Hildegardo Nunes (PTB) \| Luiz Otávio Campos (PPB) \| PPS / PSDB / PTB / PPB / PV / PSC / PSD / PL / PTdoB / PMN \| ninguém \| Claudio Almeida (PPS) + 2 PSD \| \| PB \| ninguém \| ninguém \| nenhuma \| ninguém \| ninguém \| \| PE \| Carlos Wilson (PSDB) \| Waldemar Borges (PPS) \| PPS / PSDB / PRP / PSL / PTdoB \| 1 PSDB, 1 PSL \| 6 PSDB \| \| PE \| Luciana Vieira (PSDB) \| Waldemar Borges (PPS) \| PPS / PSDB / PRP / PSL / PTdoB \| 1 PSDB, 1 PSL \| 6 PSDB \| \| PI \| Mão Santa (PMDB) \| Acilino Ribeiro (PPS) \| PPS / PMDB / PCdoB / PDT / PTB / PL / PSDC / PRONA \| 3 PMDB \| ninguém \| \| PI \| Osmar Júnior (PCdoB) \| Acilino Ribeiro (PPS) \| PPS / PMDB / PCdoB / PDT / PTB / PL / PSDC / PRONA \| 3 PMDB \| ninguém \| \| PR \| Jaime Lerner (PFL) \| Nilton Cezar Servo (PPS) \| PPS / PFL / PTB / PPB / PL / PSB / PSC / PSD / PST / PRN / PRP / PSL / PTN / PTdoB \| 6 PFL, 6 PTB \| 12 PFL, 11 PTB \| \| PR \| Emília Belinatti (PTB) \| Nilton Cezar Servo (PPS) \| PPS / PFL / PTB / PPB / PL / PSB / PSC / PSD / PST / PRN / PRP / PSL / PTN / PTdoB \| 6 PFL, 6 PTB \| 12 PFL, 11 PTB \| \| RJ \| Lúcia Souto (PPS) \| Denise Frossard (PPS) \| PPS / PMN \| ninguém \| Paulo Pinheiro (PPS) \| \| RJ \| Augusto Leivas (PPS) \| Denise Frossard (PPS) \| PPS / PMN \| ninguém \| Paulo Pinheiro (PPS) \| \| RN \| Garibaldi Alves Filho (PMDB) \| Fernando Bezerra (PMDB) \| PPS / PMDB / PPB / PSD / PAN / PMN / PRN / PRTB / PTdoB \| 4 PMDB, 1 PPB \| 8 PMDB, 3 PPB \| \| RN \| Fernando Freire (PPB) \| Fernando Bezerra (PMDB) \| PPS / PMDB / PPB / PSD / PAN / PMN / PRN / PRTB / PTdoB \| 4 PMDB, 1 PPB \| 8 PMDB, 3 PPB \| \| RO \| Valdir Raupp (PMDB) \| ninguém \| PPS / PMDB / PDT / PSDB / PTB / PRN \| ninguém \| 2 PTB \| \| RO \| Carlinhos Camurça (PDT) \| ninguém \| PPS / PMDB / PDT / PSDB / PTB / PRN \| ninguém \| 2 PTB \| \| RR \| ninguém \| Chhai Kwo Chheng (PPS) \| PPS / PT / PSB \| ninguém \| ninguém \| \| RR \| ninguém \| Chhai Kwo Chheng (PPS) \| PPS / PT / PSB \| ninguém \| ninguém \| \| RS \| Luis Roberto Saraiva (PPS) \| Caetano Brum (PPS) \| nenhuma \| ninguém \| ninguém \| \| RS \| Roberto Bolsoni (PPS) \| Caetano Brum (PPS) \| nenhuma \| ninguém \| ninguém \| \| SC \| Milton Mendes (PT) \| Sérgio Grando (PPS) \| PPS / PT / PDT / PSB / PCdoB / PCB / PMN / PSN \| 2 PT, 2 PDT \| 5 PT, 2 PDT \| \| SC \| Ricardo Baratieri (PDT) \| Sérgio Grando (PPS) \| PPS / PT / PDT / PSB / PCdoB / PCB / PMN / PSN \| 2 PT, 2 PDT \| 5 PT, 2 PDT \| \| SE \| Albano Franco (PSDB) \| Jackson Barreto (PMDB) \| PPS / PSDB / PMDB / PPB / PL / PSC / PV / PMN \| Ivan Paixão (PPS) + 2 PMDB, 1 PPB, 1 PSDB, 1 PMN \| Pedrinho Balbino (PPS) + 1 PSC \| \| SE \| Benedito de Figueiredo (PMDB) \| Jackson Barreto (PMDB) \| PPS / PSDB / PMDB / PPB / PL / PSC / PV / PMN \| Ivan Paixão (PPS) + 2 PMDB, 1 PPB, 1 PSDB, 1 PMN \| Pedrinho Balbino (PPS) + 1 PSC \| \| SP \| Marta Suplicy (PT) \| Eduardo Suplicy (PT) \| PPS / PT / PCdoB / PCB / PMN \| João Herrmann Neto (PPS) + 14 PT, 1 PCdoB \| José Augusto da Silva Ramos (PPS), Marquinho Tortorello (PPS), Roberto Morais (PPS) + 14 PT, 2 PCdoB \| \| SP \| Newton Lima Neto (PT) \| Eduardo Suplicy (PT) \| PPS / PT / PCdoB / PCB / PMN \| João Herrmann Neto (PPS) + 14 PT, 1 PCdoB \| José Augusto da Silva Ramos (PPS), Marquinho Tortorello (PPS), Roberto Morais (PPS) + 14 PT, 2 PCdoB \| \| TO \| Moisés Avelino (PMDB) \| Derval de Paiva (PMDB) \| PPS / PMDB / PCdoB / PSD \| 2 PMDB \| 6 PMDB \| \| TO \| Mário Vaz (PCdoB) \| Derval de Paiva (PMDB) \| PPS / PMDB / PCdoB / PSD \| 2 PMDB \| 6 PMDB \| |                                         |                                |                                                                                      |                                                  | |
| UF | Candidatos(as) a Governador(a) e a Vice | Candidatos(as) a Senadores(as) | Coligação majoritária (governo e senado)                                             | Deputados(as) federais eleitos(as) — 95          | Deputados(as) estaduais eleitos(as) — 144                                                            |
| AC | Jorge Viana (PT)                        | Tião Viana (PT)                | PPS / PT / PSDB / PDT / PSL / PV / PSB / PTdoB / PL PCdoB / PMN / PTB                | 2 PT, 1 PDT                                      | 2 PL                                                                                                 |
| AC | Édison Simão Cadaxo (PSDB)              | Tião Viana (PT)                | PPS / PT / PSDB / PDT / PSL / PV / PSB / PTdoB / PL PCdoB / PMN / PTB                | 2 PT, 1 PDT                                      | 2 PL                                                                                                 |
| AL | Ronaldo Lessa (PSB)                     | Heloísa Helena (PT)            | PPS / PSB / PDT / PT / PTdoB / PCdoB / PRONA / PV / PTN / PRP / PSN / PMN / PST      | Regis Cavalcante (PPS) + 1 PMN, 1 PSB            | 3 PSB, 2 PT, 1 PTdoB                                                                                 |
| AL | Geraldo Sampaio (PDT)                   | Heloísa Helena (PT)            | PPS / PSB / PDT / PT / PTdoB / PCdoB / PRONA / PV / PTN / PRP / PSN / PMN / PST      | Regis Cavalcante (PPS) + 1 PMN, 1 PSB            | 3 PSB, 2 PT, 1 PTdoB                                                                                 |
| AM | Eduardo Braga (PSL)                     | Marcus Barros (PT)             | PPS / PSL / PSB / PT / PPB / PDT / PCdoB /PMN                                        | 1 PCdoB, 1 PPB                                   | Lino Chixaro (PPS)                                                                                   |
| AM | Serafim Corrêa (PSB)                    | Marcus Barros (PT)             | PPS / PSL / PSB / PT / PPB / PDT / PCdoB /PMN                                        | 1 PCdoB, 1 PPB                                   | Lino Chixaro (PPS)                                                                                   |
| AP | João Capiberibe (PSB)                   | Idegardo Alencar (PPS)         | PPS / PSB / PT / PAN / PV / PCdoB / PRP                                              | 1 PSB                                            | 2 PT                                                                                                 |
| AP | Maria Dalva Figueiredo (PT)             | Idegardo Alencar (PPS)         | PPS / PSB / PT / PAN / PV / PCdoB / PRP                                              | 1 PSB                                            | 2 PT                                                                                                 |
| BA | João Durval Carneiro (PDT)              | Murilo Leite (PSDB)            | PPS / PDT / PSB / PSDB / PV / PSN / PRP / PRTB / PMN                                 | 6 PSDB, 1 PDT                                    | 4 PSDB, 4 PSB, 1 PDT, 1 PV                                                                           |
| BA | Celso Dourado (PSB)                     | Murilo Leite (PSDB)            | PPS / PDT / PSB / PSDB / PV / PSN / PRP / PRTB / PMN                                 | 6 PSDB, 1 PDT                                    | 4 PSDB, 4 PSB, 1 PDT, 1 PV                                                                           |
| CE | Tasso Jereissati (PSDB)                 | Luiz Pontes (PSDB)             | PPS / PSDB / PPB / PTB / PSD                                                         | 12 PSDB, 1 PPB                                   | Chico Aguiar (PPS), Manoel Veras (PPS), Mauro Benevides Filho (PPS), Patrícia Saboya (PPS) + 21 PSDB |
| CE | Beni Veras (PSDB)                       | Luiz Pontes (PSDB)             | PPS / PSDB / PPB / PTB / PSD                                                         | 12 PSDB, 1 PPB                                   | Chico Aguiar (PPS), Manoel Veras (PPS), Mauro Benevides Filho (PPS), Patrícia Saboya (PPS) + 21 PSDB |
| DF | José Roberto Arruda (PSDB)              | Agusto Carvalho (PPS)          | PPS / PSDB / PFL / PTB / PL / PSL                                                    | 1 PSDB, 1 PFL                                    | Alírio Neto (PPS)                                                                                    |
| DF | Peniel Pacheco (PSDB)                   | Agusto Carvalho (PPS)          | PPS / PSDB / PFL / PTB / PL / PSL                                                    | 1 PSDB, 1 PFL                                    | Alírio Neto (PPS)                                                                                    |
| ES | Albuíno Azeredo (PDT)                   | Jorge Rodrigues Filho (PDT)    | PPS / PDT / PSC / PSL / PAN                                                          | ninguém                                          | Eval Galazi (PPS) Gilson Homes (PPS), Juca Alves (PPS), Robson Neves (PPS) + 2 PDT                   |
| ES | Sandra Gomes (PPS)                      | Jorge Rodrigues Filho (PDT)    | PPS / PDT / PSC / PSL / PAN                                                          | ninguém                                          | Eval Galazi (PPS) Gilson Homes (PPS), Juca Alves (PPS), Robson Neves (PPS) + 2 PDT                   |
| GO | Iris Rezende (PMDB)                     | Maguito Vilela (PMDB)          | PPS / PMDB / PSD / PSB / PL / PSC / PSL / PST / PAN / PTN / PRN / PRP / PRTB / PTdoB | 8 PMDB, 2 PL, 1 PSD                              | 2 PST, 1 PSC                                                                                         |
| GO | Romilton Moraes (PSD)                   | Maguito Vilela (PMDB)          | PPS / PMDB / PSD / PSB / PL / PSC / PSL / PST / PAN / PTN / PRN / PRP / PRTB / PTdoB | 8 PMDB, 2 PL, 1 PSD                              | 2 PST, 1 PSC                                                                                         |
| MA | Epitácio Cafeteira (PPB)                | José Luís Lago (PPS)           | PPS / PPB / PDT / PSDB / PSB / PRN / PMN / PTdoB                                     | ninguém                                          | ninguém                                                                                              |
| MA | Clay Lago (PDT)                         | José Luís Lago (PPS)           | PPS / PPB / PDT / PSDB / PSB / PRN / PMN / PTdoB                                     | ninguém                                          | ninguém                                                                                              |
| MG | Itamar Franco (PMDB)                    | José Alencar (PMDB)            | PPS / PMDB / PL / PSC / PAN / PMN / PSL / PST / PRN / PTN / PTdoB                    | 3 PL                                             | Luiz de Menezes (PPS), Marco Régis (PPS) + 3 PL                                                      |
| MG | Newton Cardoso (PMDB)                   | José Alencar (PMDB)            | PPS / PMDB / PL / PSC / PAN / PMN / PSL / PST / PRN / PTN / PTdoB                    | 3 PL                                             | Luiz de Menezes (PPS), Marco Régis (PPS) + 3 PL                                                      |
| MS | ninguém                                 | Carmelino Rezende (PPS)        | nenhuma                                                                              | ninguém                                          | Geraldo Resende (PPS), Sandro Fabi (PPS)                                                             |
| MT | ninguém                                 | ninguém                        | nenhuma                                                                              | ninguém                                          | Jair Mariano (PPS)                                                                                   |
| PA | Almir Gabriel (PSDB)                    | Luiz Otávio Campos (PPB)       | PPS / PSDB / PTB / PPB / PV / PSC / PSD / PL / PTdoB / PMN                           | ninguém                                          | Claudio Almeida (PPS) + 2 PSD                                                                        |
| PA | Hildegardo Nunes (PTB)                  | Luiz Otávio Campos (PPB)       | PPS / PSDB / PTB / PPB / PV / PSC / PSD / PL / PTdoB / PMN                           | ninguém                                          | Claudio Almeida (PPS) + 2 PSD                                                                        |
| PB | ninguém                                 | ninguém                        | nenhuma                                                                              | ninguém                                          | ninguém                                                                                              |
| PE | Carlos Wilson (PSDB)                    | Waldemar Borges (PPS)          | PPS / PSDB / PRP / PSL / PTdoB                                                       | 1 PSDB, 1 PSL                                    | 6 PSDB                                                                                               |
| PE | Luciana Vieira (PSDB)                   | Waldemar Borges (PPS)          | PPS / PSDB / PRP / PSL / PTdoB                                                       | 1 PSDB, 1 PSL                                    | 6 PSDB                                                                                               |
| PI | Mão Santa (PMDB)                        | Acilino Ribeiro (PPS)          | PPS / PMDB / PCdoB / PDT / PTB / PL / PSDC / PRONA                                   | 3 PMDB                                           | ninguém                                                                                              |
| PI | Osmar Júnior (PCdoB)                    | Acilino Ribeiro (PPS)          | PPS / PMDB / PCdoB / PDT / PTB / PL / PSDC / PRONA                                   | 3 PMDB                                           | ninguém                                                                                              |
| PR | Jaime Lerner (PFL)                      | Nilton Cezar Servo (PPS)       | PPS / PFL / PTB / PPB / PL / PSB / PSC / PSD / PST / PRN / PRP / PSL / PTN / PTdoB   | 6 PFL, 6 PTB                                     | 12 PFL, 11 PTB                                                                                       |
| PR | Emília Belinatti (PTB)                  | Nilton Cezar Servo (PPS)       | PPS / PFL / PTB / PPB / PL / PSB / PSC / PSD / PST / PRN / PRP / PSL / PTN / PTdoB   | 6 PFL, 6 PTB                                     | 12 PFL, 11 PTB                                                                                       |
| RJ | Lúcia Souto (PPS)                       | Denise Frossard (PPS)          | PPS / PMN                                                                            | ninguém                                          | Paulo Pinheiro (PPS)                                                                                 |
| RJ | Augusto Leivas (PPS)                    | Denise Frossard (PPS)          | PPS / PMN                                                                            | ninguém                                          | Paulo Pinheiro (PPS)                                                                                 |
| RN | Garibaldi Alves Filho (PMDB)            | Fernando Bezerra (PMDB)        | PPS / PMDB / PPB / PSD / PAN / PMN / PRN / PRTB / PTdoB                              | 4 PMDB, 1 PPB                                    | 8 PMDB, 3 PPB                                                                                        |
| RN | Fernando Freire (PPB)                   | Fernando Bezerra (PMDB)        | PPS / PMDB / PPB / PSD / PAN / PMN / PRN / PRTB / PTdoB                              | 4 PMDB, 1 PPB                                    | 8 PMDB, 3 PPB                                                                                        |
| RO | Valdir Raupp (PMDB)                     | ninguém                        | PPS / PMDB / PDT / PSDB / PTB / PRN                                                  | ninguém                                          | 2 PTB                                                                                                |
| RO | Carlinhos Camurça (PDT)                 | ninguém                        | PPS / PMDB / PDT / PSDB / PTB / PRN                                                  | ninguém                                          | 2 PTB                                                                                                |
| RR | ninguém                                 | Chhai Kwo Chheng (PPS)         | PPS / PT / PSB                                                                       | ninguém                                          | ninguém                                                                                              |
| RR | ninguém                                 | Chhai Kwo Chheng (PPS)         | PPS / PT / PSB                                                                       | ninguém                                          | ninguém                                                                                              |
| RS | Luis Roberto Saraiva (PPS)              | Caetano Brum (PPS)             | nenhuma                                                                              | ninguém                                          | ninguém                                                                                              |
| RS | Roberto Bolsoni (PPS)                   | Caetano Brum (PPS)             | nenhuma                                                                              | ninguém                                          | ninguém                                                                                              |
| SC | Milton Mendes (PT)                      | Sérgio Grando (PPS)            | PPS / PT / PDT / PSB / PCdoB / PCB / PMN / PSN                                       | 2 PT, 2 PDT                                      | 5 PT, 2 PDT                                                                                          |
| SC | Ricardo Baratieri (PDT)                 | Sérgio Grando (PPS)            | PPS / PT / PDT / PSB / PCdoB / PCB / PMN / PSN                                       | 2 PT, 2 PDT                                      | 5 PT, 2 PDT                                                                                          |
| SE | Albano Franco (PSDB)                    | Jackson Barreto (PMDB)         | PPS / PSDB / PMDB / PPB / PL / PSC / PV / PMN                                        | Ivan Paixão (PPS) + 2 PMDB, 1 PPB, 1 PSDB, 1 PMN | Pedrinho Balbino (PPS) + 1 PSC                                                                       |
| SE | Benedito de Figueiredo (PMDB)           | Jackson Barreto (PMDB)         | PPS / PSDB / PMDB / PPB / PL / PSC / PV / PMN                                        | Ivan Paixão (PPS) + 2 PMDB, 1 PPB, 1 PSDB, 1 PMN | Pedrinho Balbino (PPS) + 1 PSC                                                                       |
| SP | Marta Suplicy (PT)                      | Eduardo Suplicy (PT)           | PPS / PT / PCdoB / PCB / PMN                                                         | João Herrmann Neto (PPS) + 14 PT, 1 PCdoB        | José Augusto da Silva Ramos (PPS), Marquinho Tortorello (PPS), Roberto Morais (PPS) + 14 PT, 2 PCdoB |
| SP | Newton Lima Neto (PT)                   | Eduardo Suplicy (PT)           | PPS / PT / PCdoB / PCB / PMN                                                         | João Herrmann Neto (PPS) + 14 PT, 1 PCdoB        | José Augusto da Silva Ramos (PPS), Marquinho Tortorello (PPS), Roberto Morais (PPS) + 14 PT, 2 PCdoB |
| TO | Moisés Avelino (PMDB)                   | Derval de Paiva (PMDB)         | PPS / PMDB / PCdoB / PSD                                                             | 2 PMDB                                           | 6 PMDB                                                                                               |
| TO | Mário Vaz (PCdoB)                       | Derval de Paiva (PMDB)         | PPS / PMDB / PCdoB / PSD                                                             | 2 PMDB                                           | 6 PMDB                                                                                               |

| Participação e desempenho do PPS nas eleições estaduais de 1994 |                                         |                                 |                                                  |                                                  |                                                |
| Candidatos majoritários eleitos (5 governadores e 8 senadores). Em negrito estão os candidatos filiados ao PPS durante a eleição. Os cargos obtidos na Câmara Federal e nas Assembleias Legislativas são referentes às coligações proporcionais que o PPS compôs. Tais coligações não são necessariamente iguais às coligações majoritárias e geralmente são menores. Não estão listados os futuros suplentes empossados. \| UF \| Candidatos(as) a Governador(a) e a Vice \| Candidatos(as) a Senadores(as) \| Coligação majoritária (governo e senado) \| Deputados(as) federais eleitos(as) — 87 \| Deputados(as) estaduais eleitos(as) — 174 \| \| -- \| --------------------------------------- \| ------------------------------- \| ------------------------------------------------ \| ------------------------------------------------ \| ---------------------------------------------- \| \| AC \| Tião Viana (PCdoB) \| Marina Silva (PT) \| PPS / PCdoB / PT / PSB / PV / PSTU \| ninguém \| 2 PT, 1 PCdoB \| \| AC \| Eduardo Faria (PCdoB) \| Marina Silva (PT) \| PPS / PCdoB / PT / PSB / PV / PSTU \| ninguém \| 2 PT, 1 PCdoB \| \| AL \| Marcos Antônio da Rocha Vieira (PSB) \| Regis Cavalcante (PPS) \| PPS / PSB / PT / PV / PRP \| ninguém \| 2 PSB, 1 PT, 1 PRP \| \| AL \| Tutmés Airan (PT) \| Regis Cavalcante (PPS) \| PPS / PSB / PT / PV / PRP \| ninguém \| 2 PSB, 1 PT, 1 PRP \| \| AM \| Nonato Oliveira (PL) \| Serafim Corrêa (PSB) \| PPS / PL / PCdoB / PSB / PMN / PRONA \| ninguém \| 1 PCdoB, 1 PSB, 1 PMN \| \| AM \| Lúcia Anthony (PCdoB) \| Félix Valois (PPS) \| PPS / PL / PCdoB / PSB / PMN / PRONA \| ninguém \| 1 PCdoB, 1 PSB, 1 PMN \| \| AP \| Salomão Alcolumbre (PMDB) \| Gilvam Borges (PMDB) \| PPS / PMDB / PPR / PP \| 1 PPR, 1 PP \| 2 PMDB \| \| AP \| PPR \| Gilton Garcia (PPR) \| PPS / PMDB / PPR / PP \| 1 PPR, 1 PP \| 2 PMDB \| \| BA \| Jutahy Magalhães Jr. (PSDB) \| Waldir Pires (PSDB) \| PPS / PSDB / PCdoB / PV \| 4 PSDB, 1 PCdoB \| 7 PSDB, 1 PCdoB \| \| BA \| Sérgio Gaudenzi (PSDB) \| Waldir Pires (PSDB) \| PPS / PSDB / PCdoB / PV \| 4 PSDB, 1 PCdoB \| 7 PSDB, 1 PCdoB \| \| CE \| Joaquim Cartaxo Filho (PT) \| Eduardo Jucá (PSB) \| PPS / PT / PSB / PCdoB \| 1 PT, 1 PCdoB \| 3 PT, 1 PSB \| \| CE \| Valton Miranda (PSB) \| Antônio Durval Soares (PT) \| PPS / PT / PSB / PCdoB \| 1 PT, 1 PCdoB \| 3 PT, 1 PSB \| \| DF \| Cristovam Buarque (PT) \| Lauro Campos (PT) \| PPS / PT / PSB / PCdoB / PSTU \| Augusto Carvalho (PPS) + 2 PT, 1 PCdoB \| Francisco Monteiro (PPS) + 7 PT \| \| DF \| Arlete Sampaio (PT) \| Carlos Alberto Torres (PPS) \| PPS / PT / PSB / PCdoB / PSTU \| Augusto Carvalho (PPS) + 2 PT, 1 PCdoB \| Francisco Monteiro (PPS) + 7 PT \| \| ES \| Max Mauro (PMN) \| Jones dos Santos Neves (PL) \| PPS / PMN / PL / PRP / PSC \| ninguém \| 1 PL, 1 PMN, \| \| ES \| Manuel Lobo (PL) \| Jones dos Santos Neves (PL) \| PPS / PMN / PL / PRP / PSC \| ninguém \| 1 PL, 1 PMN, \| \| GO \| Luiz Antônio de Carvalho (PT) \| Athos Pereira da Silva (PT) \| PPS / PT / PCdoB / PMN / PV / PSTU \| 1 PT, 1 PCdoB \| 3 PT, 1 PCdoB \| \| GO \| Carlos Grand (PCdoB) \| Divino Goulart da Silva (PCdoB) \| PPS / PT / PCdoB / PMN / PV / PSTU \| 1 PT, 1 PCdoB \| 3 PT, 1 PCdoB \| \| MA \| Jackson Lago (PDT) \| Wagner Lago (PDT) \| PPS / PDT / PT / PMN \| 2 PT, 1 PDT \| 3 PDT, 1 PT \| \| MA \| Jomar Fernandes (PT) \| Manuel Santos (PT) \| PPS / PDT / PT / PMN \| 2 PT, 1 PDT \| 3 PDT, 1 PT \| \| MG \| Antônio Carlos Pereira (PT) \| Virgílio Guimarães \| PPS / PT / PSB / PCdoB / PV / PSTU \| 6 PT, 1 PCdoB \| Marco Régis (PPS) + 8 PT, 1 PV, 1 PSB \| \| MG \| Raul Messias Franco (PSB) \| Jô Moraes (PCdoB) \| PPS / PT / PSB / PCdoB / PV / PSTU \| 6 PT, 1 PCdoB \| Marco Régis (PPS) + 8 PT, 1 PV, 1 PSB \| \| MS \| Pedro Teruel (PT) \| Ricardo Brandão (PT) \| PPS / PT / PMN / PSTU \| ninguém \| 3 PT \| \| MS \| Mariza Rocha (PPS) \| Alan Pitthan (PPS) \| PPS / PT / PMN / PSTU \| ninguém \| 3 PT \| \| MT \| ninguém \| ninguém \| nenhuma \| ninguém \| 1 PSB, 1 PMN \| \| PA \| Almir Gabriel (PSDB) \| Ademir Andrade (PSB) \| PPS / PSDB / PFL / PDT / PTB / PSB / PCdoB / PCB \| 1 PDT, 1 PFL, 1 PTB, 1 PCdoB \| 3 PDT, 3 PFL, 2 PTB, 2 PSDB \| \| PA \| Hélio Gueiros Júnior (PFL) \| Flexa Ribeiro (PSDB) \| PPS / PSDB / PFL / PDT / PTB / PSB / PCdoB / PCB \| 1 PDT, 1 PFL, 1 PTB, 1 PCdoB \| 3 PDT, 3 PFL, 2 PTB, 2 PSDB \| \| PB \| Antônio Mariz (PMDB) \| Ronaldo Cunha Lima (PMDB) \| PPS / PMDB / PSDB / PSC / PP / PSD / PRP \| 7 PMDB \| 19 PMDB, 1 PP \| \| PB \| José Maranhão (PMDB) \| Humberto Lucena (PMDB) \| PPS / PMDB / PSDB / PSC / PP / PSD / PRP \| 7 PMDB \| 19 PMDB, 1 PP \| \| PE \| Miguel Arraes (PSB) \| Roberto Freire (PPS) \| PPS / PSB / PT / PDT / PV / PCdoB / PMN \| 7 PSB, 2 PDT, 2 PT, 1 PMN \| 16 PSB, 4 PDT, 2 PT \| \| PE \| Jorge Gomes (PSB) \| Armando Monteiro Filho (PDT) \| PPS / PSB / PT / PDT / PV / PCdoB / PMN \| 7 PSB, 2 PDT, 2 PT, 1 PMN \| 16 PSB, 4 PDT, 2 PT \| \| PI \| Mão Santa (PMDB) \| Chagas Rodrigues (PSDB) \| PPS / PDT / PMDB / PMN / PSDB / PCdoB \| 2 PMDB, \| 5 PMDB, 1 PSDB \| \| PI \| Osmar Araújo (PSDB) \| Celso Barros (PMDB) \| PPS / PDT / PMDB / PMN / PSDB / PCdoB \| 2 PMDB, \| 5 PMDB, 1 PSDB \| \| PR \| Jorge Samek (PT) \| Pedro Tonelli (PT) \| PPS / PT / PSB / PCdoB \| 3 PT, 1 PCdoB \| 5 PT \| \| PR \| Haroldo Ferreira (PSB) \| Pedro Tonelli (PT) \| PPS / PT / PSB / PCdoB \| 3 PT, 1 PCdoB \| 5 PT \| \| RJ \| Jorge Bittar (PT) \| Benedita da Silva (PT) \| PPS / PT / PSB / PCdoB / PV / PSTU \| Sérgio Arouca (PPS) + 3 PT, 2 PCdoB, 2 PSB, 1 PV \| Lúcia Souto (PPS) + 5 PT, 3 PSB, 1 PCdoB, 1 PV \| \| RJ \| Roberto Chabo (PSB) \| Saturnino Braga (PSB) \| PPS / PT / PSB / PCdoB / PV / PSTU \| Sérgio Arouca (PPS) + 3 PT, 2 PCdoB, 2 PSB, 1 PV \| Lúcia Souto (PPS) + 5 PT, 3 PSB, 1 PCdoB, 1 PV \| \| RN \| Wilma de Faria (PSB) \| Salomão Gurgel (PSB) \| PPS / PSB / PCdoB / PMN / PV / PSC \| ninguém \| ninguém \| \| RN \| Binha Torres (PSB) \| Hermano Paiva de Oliveira (PPS) \| PPS / PSB / PCdoB / PMN / PV / PSC \| ninguém \| ninguém \| \| RO \| ninguém \| Manoel Francisco (PRP) \| PPS / PCdoB / PSC / PRP \| ninguém \| 2 PSC \| \| RR \| Airton Dias (PDT) \| Júlio Martins (PDT) \| PPS / PDT / PMN / PSB / PSD / PV / PCdoB \| ninguém \| 1 PSD \| \| RR \| Ritler Lucena (PDT) \| Jamil José de Sales (PMN) \| PPS / PDT / PMN / PSB / PSD / PV / PCdoB \| ninguém \| 1 PSD \| \| RS \| Olívio Dutra (PT) \| Raul Pont (PT) \| PPS / PT / PSB / PCdoB / PV / PSTU \| 7 PT \| 6 PT, 3 PSB, 1 PCdoB \| \| RS \| Éden Pedroso (PT) \| Fúlvio Petracco (PSB) \| PPS / PT / PSB / PCdoB / PV / PSTU \| 7 PT \| 6 PT, 3 PSB, 1 PCdoB \| \| SC \| Nelson Wedekin (PSB) \| Luci Choinacki (PT) \| PPS / PDT / PSDB / PT / PSB / PCdoB \| 2 PT, 1 PDT \| 5 PT, 3 PDT, 1 PSDB \| \| SC \| Vilson de Souza (PSDB) \| Lourenço Herter (PT) \| PPS / PDT / PSDB / PT / PSB / PCdoB \| 2 PT, 1 PDT \| 5 PT, 3 PDT, 1 PSDB \| \| SE \| ninguém \| ninguém \| nenhuma \| ninguém \| 1 PTB \| \| SP \| José Dirceu (PT) \| Luiza Erundina (PT) \| PPS / PT / PSB / PCdoB / PMN / PSTU \| 14 PT, 1 PCdoB, 1 PSB \| 16 PT, 2 PCdoB, 1 PSB \| \| SP \| Antônio Galdino (PSB) \| João Herrmann Neto (PPS) \| PPS / PT / PSB / PCdoB / PMN / PSTU \| 14 PT, 1 PCdoB, 1 PSB \| 16 PT, 2 PCdoB, 1 PSB \| \| TO \| Neilton Araújo de Oliveira (PT) \| Leontino Pereira de Sousa (PT) \| PPS / PT \| ninguém \| ninguém \| \| TO \| Eduardo Carvalho (PT) \| Donizeti Nogueira (PT) \| PPS / PT \| ninguém \| ninguém \| |                                         |                                 |                                                  |                                                  |                                                |
| UF | Candidatos(as) a Governador(a) e a Vice | Candidatos(as) a Senadores(as)  | Coligação majoritária (governo e senado)         | Deputados(as) federais eleitos(as) — 87          | Deputados(as) estaduais eleitos(as) — 174      |
| AC | Tião Viana (PCdoB)                      | Marina Silva (PT)               | PPS / PCdoB / PT / PSB / PV / PSTU               | ninguém                                          | 2 PT, 1 PCdoB                                  |
| AC | Eduardo Faria (PCdoB)                   | Marina Silva (PT)               | PPS / PCdoB / PT / PSB / PV / PSTU               | ninguém                                          | 2 PT, 1 PCdoB                                  |
| AL | Marcos Antônio da Rocha Vieira (PSB)    | Regis Cavalcante (PPS)          | PPS / PSB / PT / PV / PRP                        | ninguém                                          | 2 PSB, 1 PT, 1 PRP                             |
| AL | Tutmés Airan (PT)                       | Regis Cavalcante (PPS)          | PPS / PSB / PT / PV / PRP                        | ninguém                                          | 2 PSB, 1 PT, 1 PRP                             |
| AM | Nonato Oliveira (PL)                    | Serafim Corrêa (PSB)            | PPS / PL / PCdoB / PSB / PMN / PRONA             | ninguém                                          | 1 PCdoB, 1 PSB, 1 PMN                          |
| AM | Lúcia Anthony (PCdoB)                   | Félix Valois (PPS)              | PPS / PL / PCdoB / PSB / PMN / PRONA             | ninguém                                          | 1 PCdoB, 1 PSB, 1 PMN                          |
| AP | Salomão Alcolumbre (PMDB)               | Gilvam Borges (PMDB)            | PPS / PMDB / PPR / PP                            | 1 PPR, 1 PP                                      | 2 PMDB                                         |
| AP | PPR                                     | Gilton Garcia (PPR)             | PPS / PMDB / PPR / PP                            | 1 PPR, 1 PP                                      | 2 PMDB                                         |
| BA | Jutahy Magalhães Jr. (PSDB)             | Waldir Pires (PSDB)             | PPS / PSDB / PCdoB / PV                          | 4 PSDB, 1 PCdoB                                  | 7 PSDB, 1 PCdoB                                |
| BA | Sérgio Gaudenzi (PSDB)                  | Waldir Pires (PSDB)             | PPS / PSDB / PCdoB / PV                          | 4 PSDB, 1 PCdoB                                  | 7 PSDB, 1 PCdoB                                |
| CE | Joaquim Cartaxo Filho (PT)              | Eduardo Jucá (PSB)              | PPS / PT / PSB / PCdoB                           | 1 PT, 1 PCdoB                                    | 3 PT, 1 PSB                                    |
| CE | Valton Miranda (PSB)                    | Antônio Durval Soares (PT)      | PPS / PT / PSB / PCdoB                           | 1 PT, 1 PCdoB                                    | 3 PT, 1 PSB                                    |
| DF | Cristovam Buarque (PT)                  | Lauro Campos (PT)               | PPS / PT / PSB / PCdoB / PSTU                    | Augusto Carvalho (PPS) + 2 PT, 1 PCdoB           | Francisco Monteiro (PPS) + 7 PT                |
| DF | Arlete Sampaio (PT)                     | Carlos Alberto Torres (PPS)     | PPS / PT / PSB / PCdoB / PSTU                    | Augusto Carvalho (PPS) + 2 PT, 1 PCdoB           | Francisco Monteiro (PPS) + 7 PT                |
| ES | Max Mauro (PMN)                         | Jones dos Santos Neves (PL)     | PPS / PMN / PL / PRP / PSC                       | ninguém                                          | 1 PL, 1 PMN,                                   |
| ES | Manuel Lobo (PL)                        | Jones dos Santos Neves (PL)     | PPS / PMN / PL / PRP / PSC                       | ninguém                                          | 1 PL, 1 PMN,                                   |
| GO | Luiz Antônio de Carvalho (PT)           | Athos Pereira da Silva (PT)     | PPS / PT / PCdoB / PMN / PV / PSTU               | 1 PT, 1 PCdoB                                    | 3 PT, 1 PCdoB                                  |
| GO | Carlos Grand (PCdoB)                    | Divino Goulart da Silva (PCdoB) | PPS / PT / PCdoB / PMN / PV / PSTU               | 1 PT, 1 PCdoB                                    | 3 PT, 1 PCdoB                                  |
| MA | Jackson Lago (PDT)                      | Wagner Lago (PDT)               | PPS / PDT / PT / PMN                             | 2 PT, 1 PDT                                      | 3 PDT, 1 PT                                    |
| MA | Jomar Fernandes (PT)                    | Manuel Santos (PT)              | PPS / PDT / PT / PMN                             | 2 PT, 1 PDT                                      | 3 PDT, 1 PT                                    |
| MG | Antônio Carlos Pereira (PT)             | Virgílio Guimarães              | PPS / PT / PSB / PCdoB / PV / PSTU               | 6 PT, 1 PCdoB                                    | Marco Régis (PPS) + 8 PT, 1 PV, 1 PSB          |
| MG | Raul Messias Franco (PSB)               | Jô Moraes (PCdoB)               | PPS / PT / PSB / PCdoB / PV / PSTU               | 6 PT, 1 PCdoB                                    | Marco Régis (PPS) + 8 PT, 1 PV, 1 PSB          |
| MS | Pedro Teruel (PT)                       | Ricardo Brandão (PT)            | PPS / PT / PMN / PSTU                            | ninguém                                          | 3 PT                                           |
| MS | Mariza Rocha (PPS)                      | Alan Pitthan (PPS)              | PPS / PT / PMN / PSTU                            | ninguém                                          | 3 PT                                           |
| MT | ninguém                                 | ninguém                         | nenhuma                                          | ninguém                                          | 1 PSB, 1 PMN                                   |
| PA | Almir Gabriel (PSDB)                    | Ademir Andrade (PSB)            | PPS / PSDB / PFL / PDT / PTB / PSB / PCdoB / PCB | 1 PDT, 1 PFL, 1 PTB, 1 PCdoB                     | 3 PDT, 3 PFL, 2 PTB, 2 PSDB                    |
| PA | Hélio Gueiros Júnior (PFL)              | Flexa Ribeiro (PSDB)            | PPS / PSDB / PFL / PDT / PTB / PSB / PCdoB / PCB | 1 PDT, 1 PFL, 1 PTB, 1 PCdoB                     | 3 PDT, 3 PFL, 2 PTB, 2 PSDB                    |
| PB | Antônio Mariz (PMDB)                    | Ronaldo Cunha Lima (PMDB)       | PPS / PMDB / PSDB / PSC / PP / PSD / PRP         | 7 PMDB                                           | 19 PMDB, 1 PP                                  |
| PB | José Maranhão (PMDB)                    | Humberto Lucena (PMDB)          | PPS / PMDB / PSDB / PSC / PP / PSD / PRP         | 7 PMDB                                           | 19 PMDB, 1 PP                                  |
| PE | Miguel Arraes (PSB)                     | Roberto Freire (PPS)            | PPS / PSB / PT / PDT / PV / PCdoB / PMN          | 7 PSB, 2 PDT, 2 PT, 1 PMN                        | 16 PSB, 4 PDT, 2 PT                            |
| PE | Jorge Gomes (PSB)                       | Armando Monteiro Filho (PDT)    | PPS / PSB / PT / PDT / PV / PCdoB / PMN          | 7 PSB, 2 PDT, 2 PT, 1 PMN                        | 16 PSB, 4 PDT, 2 PT                            |
| PI | Mão Santa (PMDB)                        | Chagas Rodrigues (PSDB)         | PPS / PDT / PMDB / PMN / PSDB / PCdoB            | 2 PMDB,                                          | 5 PMDB, 1 PSDB                                 |
| PI | Osmar Araújo (PSDB)                     | Celso Barros (PMDB)             | PPS / PDT / PMDB / PMN / PSDB / PCdoB            | 2 PMDB,                                          | 5 PMDB, 1 PSDB                                 |
| PR | Jorge Samek (PT)                        | Pedro Tonelli (PT)              | PPS / PT / PSB / PCdoB                           | 3 PT, 1 PCdoB                                    | 5 PT                                           |
| PR | Haroldo Ferreira (PSB)                  | Pedro Tonelli (PT)              | PPS / PT / PSB / PCdoB                           | 3 PT, 1 PCdoB                                    | 5 PT                                           |
| RJ | Jorge Bittar (PT)                       | Benedita da Silva (PT)          | PPS / PT / PSB / PCdoB / PV / PSTU               | Sérgio Arouca (PPS) + 3 PT, 2 PCdoB, 2 PSB, 1 PV | Lúcia Souto (PPS) + 5 PT, 3 PSB, 1 PCdoB, 1 PV |
| RJ | Roberto Chabo (PSB)                     | Saturnino Braga (PSB)           | PPS / PT / PSB / PCdoB / PV / PSTU               | Sérgio Arouca (PPS) + 3 PT, 2 PCdoB, 2 PSB, 1 PV | Lúcia Souto (PPS) + 5 PT, 3 PSB, 1 PCdoB, 1 PV |
| RN | Wilma de Faria (PSB)                    | Salomão Gurgel (PSB)            | PPS / PSB / PCdoB / PMN / PV / PSC               | ninguém                                          | ninguém                                        |
| RN | Binha Torres (PSB)                      | Hermano Paiva de Oliveira (PPS) | PPS / PSB / PCdoB / PMN / PV / PSC               | ninguém                                          | ninguém                                        |
| RO | ninguém                                 | Manoel Francisco (PRP)          | PPS / PCdoB / PSC / PRP                          | ninguém                                          | 2 PSC                                          |
| RR | Airton Dias (PDT)                       | Júlio Martins (PDT)             | PPS / PDT / PMN / PSB / PSD / PV / PCdoB         | ninguém                                          | 1 PSD                                          |
| RR | Ritler Lucena (PDT)                     | Jamil José de Sales (PMN)       | PPS / PDT / PMN / PSB / PSD / PV / PCdoB         | ninguém                                          | 1 PSD                                          |
| RS | Olívio Dutra (PT)                       | Raul Pont (PT)                  | PPS / PT / PSB / PCdoB / PV / PSTU               | 7 PT                                             | 6 PT, 3 PSB, 1 PCdoB                           |
| RS | Éden Pedroso (PT)                       | Fúlvio Petracco (PSB)           | PPS / PT / PSB / PCdoB / PV / PSTU               | 7 PT                                             | 6 PT, 3 PSB, 1 PCdoB                           |
| SC | Nelson Wedekin (PSB)                    | Luci Choinacki (PT)             | PPS / PDT / PSDB / PT / PSB / PCdoB              | 2 PT, 1 PDT                                      | 5 PT, 3 PDT, 1 PSDB                            |
| SC | Vilson de Souza (PSDB)                  | Lourenço Herter (PT)            | PPS / PDT / PSDB / PT / PSB / PCdoB              | 2 PT, 1 PDT                                      | 5 PT, 3 PDT, 1 PSDB                            |
| SE | ninguém                                 | ninguém                         | nenhuma                                          | ninguém                                          | 1 PTB                                          |
| SP | José Dirceu (PT)                        | Luiza Erundina (PT)             | PPS / PT / PSB / PCdoB / PMN / PSTU              | 14 PT, 1 PCdoB, 1 PSB                            | 16 PT, 2 PCdoB, 1 PSB                          |
| SP | Antônio Galdino (PSB)                   | João Herrmann Neto (PPS)        | PPS / PT / PSB / PCdoB / PMN / PSTU              | 14 PT, 1 PCdoB, 1 PSB                            | 16 PT, 2 PCdoB, 1 PSB                          |
| TO | Neilton Araújo de Oliveira (PT)         | Leontino Pereira de Sousa (PT)  | PPS / PT                                         | ninguém                                          | ninguém                                        |
| TO | Eduardo Carvalho (PT)                   | Donizeti Nogueira (PT)          | PPS / PT                                         | ninguém                                          | ninguém                                        |

### Eleições presidenciais
| Ano  | Imagem                                                                     | Candidato(a) a Presidente      | Candidato(a) a Vice-Presidente | Coligação                                                                  | Votos               | Posição |
| ---- | -------------------------------------------------------------------------- | ------------------------------ | ------------------------------ | -------------------------------------------------------------------------- | ------------------- | ------- |
| 1994 |                                                                            | Luiz Inácio Lula da Silva (PT) | Aloizio Mercadante (PT)        | Frente Brasil Popular pela Cidadania (PT, PSB, PCdoB, PPS, PV, PCB e PSTU) | 17.122.127 (27,04%) | 2ª      |
| 1998 |                                                                            | Ciro Gomes (PPS)               | Roberto Freire (PPS)           | Brasil Real e Justo (PPS, PL e PAN)                                        | 7.426.190 (10,97%)  | 3ª      |
| 2002 |                                                                            | Ciro Gomes (PPS)               | Paulinho da Força (PTB)        | Frente Trabalhista (PPS, PTB e PDT)                                        | 10.170.882 (11,97%) | 4ª      |
| 2002 | Segundo turno: apoio ao candidato vitorioso Luiz Inácio Lula da Silva (PT) |                                |                                |                                                                            |                     |         |
| 2006 |                                                                            | Geraldo Alckmin (PSDB)         | José Jorge (PFL)               | Por Um Brasil Decente (PSDB e PFL) apoio informal do PPS                   | 37.543.178 (39,17%) | 2ª      |
| 2010 |                                                                            | José Serra (PSDB)              | Indio da Costa (DEM)           | O Brasil pode mais (PSDB, DEM, PPS, PMN, PTdoB e PTB)                      | 43.711.388 (43,95%) | 2ª      |
| 2014 |                                                                            | Marina Silva (PSB)             | Beto Albuquerque (PSB)         | Unidos pelo Brasil (PSB, PHS, PRP, PPS, PPL e PSL)                         | 22.176.619 (21,32%) | 3ª      |
| 2014 | Segundo turno: apoio ao candidato derrotado Aécio Neves (PSDB)             |                                |                                |                                                                            |                     |         |
| 2018 |                                                                            | Geraldo Alckmin (PSDB)         | Ana Amélia (PP)                | Para Unir o Brasil (PSDB, PP, PR, PRB, PSD, Solidariedade, DEM, PTB e PPS) | 5.096.349 (4,76%)   | 4ª      |
| 2018 | Segundo turno: neutralidade e liberação de diretórios e filiados           |                                |                                |                                                                            |                     |         |
| 2022 |                                                                            | Simone Tebet (MDB)             | Mara Gabrilli (PSDB)           | Brasil para Todos (MDB, Fed. PSDB Cidadania e PODE)                        | 4.915.423 (4,16%)   | 3ª      |
| 2022 | Segundo turno: apoio ao candidato vitorioso Luiz Inácio Lula da Silva (PT) |                                |                                |                                                                            |                     |         |

## Parlamentares cassados
Com base em dados divulgados pelo Tribunal Superior Eleitoral, o Movimento de Combate à Corrupção Eleitoral divulgou um balanço, em 4 de outubro de 2007, com os partidos com maior número de parlamentares cassados por corrupção desde o ano 2000. O PPS ocupava a oitava posição no ranking, com quatorze cassações, atrás do DEM, PMDB, PSDB, PP, PTB, PDT e PR.